# Fatalismus

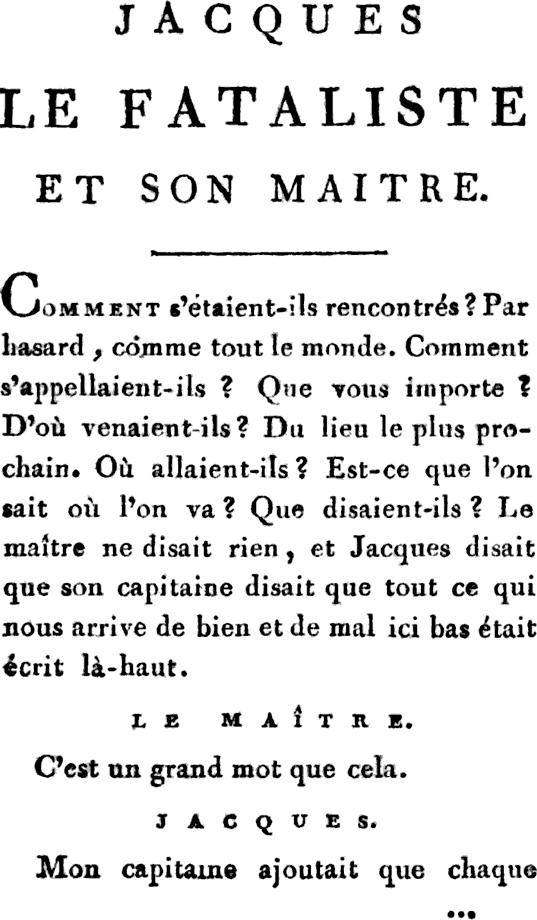
Der Anfang der Erzählung Jacques der Fatalist und sein Herr von Denis Diderot in der Erstausgabe von 1796: Die Titelfigur trägt das Prinzip des Fatalismus vor.

Als Fatalismus (von lateinisch fatalis ‚das Schicksal betreffend‘) bezeichnet man eine Weltanschauung, der zufolge das Geschehen in Natur und Gesellschaft durch eine höhere Macht oder aufgrund logischer Notwendigkeit vorherbestimmt ist. Aus der Sicht von Fatalisten sind die Fügungen des Schicksals unausweichlich, der Wille des Menschen kann ihnen nichts entgegensetzen. Daraus ergibt sich aber nicht zwangsläufig die Folgerung, menschliche Entscheidungen und Handlungen seien nahezu bedeutungslos. Mit der Überzeugung vom eigenen Ausgeliefertsein verbindet sich im Fatalismus eine davon geprägte sorglose Gefühlslage und Lebenseinstellung, die „Schicksalsergebenheit“.
Kennzeichnend für den Fatalismus ist die Annahme einer universell wirkenden Instanz oder einer logischen Zwangsläufigkeit, die den Geschichtsverlauf ebenso wie die individuellen Schicksale von vornherein festgelegt hat. Die bestimmende Instanz kann die Vorsehung einer Gottheit sein, die den Gang der Ereignisse von Anfang an geplant und arrangiert hat, oder eine unpersönliche Macht, die im Rahmen einer kosmischen Ordnung für einen bestimmten fixierten Ablauf sorgt. Eine alternative Begründung postuliert die Gleichsetzung des Möglichen mit dem Tatsächlichen als Erfordernis der Logik. Von diesen fatalistischen Konzepten unterscheidet sich der Ansatz des „kausalen Determinismus“, der alle Ereignisse als notwendige Folgen ihrer Ursachen im Rahmen einer lückenlosen naturgesetzlichen Kausalität erklärt.
Allgemeinsprachlich versteht man unter Fatalismus in erster Linie die Bereitschaft, die angenommene Unvermeidlichkeit der schicksalhaften Abläufe zu akzeptieren. Das Spektrum fatalistischer Einstellungen reicht von einem resignierten Hinnehmen des Unabänderlichen bis zur enthusiastischen Verherrlichung der bestehenden Gegebenheiten und des sich darin heroisch behauptenden Individuums. Für die emphatische Schicksalsbejahung hat sich die von Friedrich Nietzsche geprägte lateinische Bezeichnung amor fati (‚Liebe zum Schicksal‘) eingebürgert.
In Philosophie und Theologie werden fatalistische und deterministische Lehren seit der Antike kontrovers erörtert. Philosophisch wird die Fixiertheit der Zukunft oft mit der allgemeinen Gültigkeit des Prinzips der Zweiwertigkeit begründet, wonach Aussagen über Zukünftiges zeitunabhängig entweder wahr oder unwahr sind. Dieser Ansatz wird logischer Fatalismus genannt. Eine andere Ausgangsbasis hat der religiöse Fatalismus. Er beruht auf dem Konzept der Prädestination, der göttlichen Vorherbestimmung, die aus Offenbarungsschriften oder Prophezeiungen abgeleitet wird. Historisch besonders wirkmächtige Erscheinungsformen sind die Prädestinationslehren der Stoiker, des Calvinismus und des Islams. Einen Sonderfall bildet der astrologische Fatalismus, der die Schicksalsmacht mit Gestirnkonstellationen verbindet.
Als kulturübergreifendes Phänomen zeigt sich der Fatalismus in den meist weiblichen Schicksalsgottheiten von Mythen und Traditionen des Volksglaubens. Im Sagengut und Brauchtum zahlreicher europäischer Völker ist seit der Antike der Glaube an die drei „Schicksalsfrauen“ verankert, die nach der Geburt eines Kindes dessen Geschicke festlegen, insbesondere die Lebensdauer.
Auf verbreitete Ablehnung stößt der Fatalismus ebenso wie der Determinismus wegen seiner Konsequenzen für die Ethik. Kritiker machen geltend, er lähme die Tatkraft, verneine die menschliche Autonomie und unterminiere die moralische Verantwortlichkeit.

## Definition und Begriffsgeschichte
Der Schicksalsglaube zählt zwar zu den ältesten und verbreitetsten Phänomenen der Kulturgeschichte, doch gab es im Altertum noch kein eigenes Wort für die entsprechende Lebenseinstellung. Zur Bezeichnung der einschlägigen Konzepte dienten verschiedene Ausdrücke; man sprach von Notwendigkeit (griechisch ἀνάγκη anánkē, lateinisch necessitas), Vorsehung (griechisch πρόνοια prónoia, lateinisch providentia), Schicksal im Sinne von Vorherbestimmung (griechisch εἱμαρμένη heimarménē, lateinisch fatum) und Schicksal im Sinne von glücklichem oder unglücklichem Geschehen (griechisch τύχη týchē, lateinisch fortuna).
Die Ausdrücke Fatalist und – davon abgeleitet – Fatalismus wurden erst in der Frühen Neuzeit geläufig. Zwar schrieb schon im 13. Jahrhundert der mozarabische Theologe und Islamkritiker Pedro Pascual, Bischof von Jaén, eine Abhandlung „gegen die mohammedanischen Fatalisten“, doch fand diese Wortschöpfung kaum Resonanz. Erst im späten 17. Jahrhundert führte der Cambridger Philosoph Ralph Cudworth den Ausdruck fatalism in die philosophische Terminologie ein. In seiner 1678 veröffentlichten Abhandlung The True Intellectual System of the Universe wandte er sich gegen drei „Fatalismen“, bei denen es sich um falsche Hypothesen über das Universum handle. Seit 1724 ist fatalisme im Französischen belegt. Um die Mitte des 18. Jahrhunderts wurde der Ausdruck ins Deutsche übernommen.
Die Terminologie von Cudworth und Gleichgesinnten entsprach keineswegs dem Selbstverständnis derjenigen, auf deren Ideen sie sich bezog. Fatalist und Fatalismus waren ursprünglich nur abwertende Kampfbegriffe, die zur Diskreditierung missliebiger Ansichten eingeführt und verbreitet wurden. Sie dienten der Polemik konservativer Kreise gegen damals umstrittene philosophische und theologische Modelle, die etablierte Vorstellungen über die menschliche Autonomie gefährdeten und dadurch revolutionär und bedrohlich wirkten. Zu den als „fatalistisch“ bekämpften Lehren zählten insbesondere die Systeme von Johannes Calvin, Thomas Hobbes und Baruch de Spinoza.
Die Ausgangsbasis der Wort- und Begriffsschöpfung bildeten das lateinische Substantiv fatum (‚Schicksal‘) und das englische und französische Adjektiv fatal, das auf das lateinische fatalis (‚das Schicksal betreffend‘, ‚schicksalhaft‘) zurückgeht. Der Etymologie nach ist fatum ‚das (von einer Gottheit) Gesagte (und damit Festgelegte)‘. Schon im klassischen Latein der Antike hatte fatalis auch die Bedeutungen verhängnisvoll und tödlich. Mit diesem negativen Bedeutungsgehalt wurde das Eigenschaftswort in die romanischen Sprachen übernommen und gelangte als Fremdwort fatal auch ins Deutsche. Der Aspekt des unabwendbaren Unheils schwingt traditionell in allen von dem lateinischen Wortstamm abgeleiteten Wörtern mit. Dieser Effekt wird noch dadurch verstärkt, dass der Ausdruck Fatalismus aus dem Arsenal polemischer Kritik stammt und daher von Anfang an negativ konnotiert war. Der abwertende Beiklang ist auch heute noch präsent: In der Alltagssprache sind mit dem Wort die Vorstellungen von Ohnmacht und Ausgeliefertsein verbunden. Fatalismus wird als Pessimismus und Erwartung eines schlechten Ausgangs aufgefasst.
Allerdings ist in der Moderne auch eine Gegenbewegung zum verbreiteten pejorativen Begriffsverständnis der Kritiker entstanden. Friedrich Nietzsche bekannte sich emphatisch zum Fatalismus. Dadurch wurde der Ausdruck ins Positive gewendet. Im wissenschaftlichen Diskurs ist eine wertneutrale Verwendung der Terminologie erwünscht.
Zur Definition des Fatalismus gehört die Abgrenzung von dem verwandten Begriff Determinismus, der die These der Determiniertheit aller Ereignisse bezeichnet und erst im späten 18. Jahrhundert belegt ist. In der Frühen Neuzeit unterschied man noch nicht zwischen fatalistischem und deterministischem Gedankengut. Verteidiger der Willensfreiheit pflegten alle Lehren, die eine bereits feststehende Zukunft beinhalten, gleichermaßen als fatalistisch zu brandmarken und zu bekämpfen. Im modernen philosophischen Diskurs hat sich jedoch die Differenzierung zwischen Fatalismus und Determinismus durchgesetzt. Allerdings werden die beiden Bezeichnungen umgangssprachlich oft wie Synonyme verwendet, und auch in wissenschaftlichen Texten wird die Trennung nicht immer konsequent durchgeführt.
Wenn von Determinismus die Rede ist, sind im weitesten Sinne alle Systeme gemeint, die davon ausgehen, dass die Zukunft nicht offen ist, sondern „determiniert“, das heißt schon immer feststehend. Nach diesem Sprachgebrauch ist Determinismus der Oberbegriff für sämtliche Modelle, die von Fixiertheit der aufeinanderfolgenden Zustände ausgehen, und fatalistischer Schicksalsglaube ist eine Variante davon oder – als Lebensüberzeugung – eine Konsequenz daraus. Daher wird der religiöse Fatalismus mitunter auch als theologischer oder metaphysischer Determinismus bezeichnet. Im engeren und geläufigeren Sinn ist mit Determinismus aber nur der „Kausaldeterminismus“ gemeint, der auf einer deterministischen Interpretation naturgesetzlicher Kausalität basiert. Dieser Ansatz geht von einem rein mechanischen Verständnis von Kausalität und Notwendigkeit aus. Man spricht daher auch von mechanistischem oder physikalischem Determinismus. Kausaldeterministen sind der Ansicht, dass durch den Zustand der Welt zu einem beliebigen Zeitpunkt zwangsläufig jeder Zustand zu einem späteren Zeitpunkt festgelegt sei. Sie werden seit der Frühen Neuzeit polemisch als Fatalisten angegriffen, obwohl ihr Weltbild keine Schicksalsvorstellung impliziert.
Den Ausgangspunkt des Fatalismus bildet die Annahme, dass künftige Ereignisse und Verhältnisse durch eine schon immer bestehende Notwendigkeit, der niemand entrinnen könne, festgelegt seien. Daran könnten keine gegenwärtigen oder künftigen Entscheidungen und Taten etwas ändern. Die Meinung, es liege in der Macht des Menschen, durch eine freie Willensentscheidung einen anderen Ausgang herbeizuführen, ist demnach eine Illusion. Diese Grundannahme teilen Fatalisten mit den Deterministen. Im Unterschied zum Determinismus kommt der Fatalismus aber ohne die Annahme aus, dass alle Kausalketten auf eine rein mechanische Ursächlichkeit zurückführbar seien, die sämtliche Abläufe einschließlich der menschlichen Willensakte in allen Einzelheiten determiniere. In einer fatalistischen Weltanschauung sind nichtmechanische – auch metaphysische – Ursachen im Prinzip möglich. Außerdem erfordern nicht alle Ausprägungen des Fatalismus eine strenge Determiniertheit jedes einzelnen Ablaufs; in manchen Modellen sind nur zentrale Ereignisse, etwa Eckpunkte der Biografie, festgelegt. In vielen Varianten des Schicksalsglaubens wird keine absolute Einflusslosigkeit des Menschen angenommen; vielmehr kann man versuchen, auf die Schicksalsmacht einzuwirken, etwa durch magische Praktiken oder religiöse Riten. Solche Konzepte sind nur bedingt, nicht im strengen Sinn, als fatalistisch zu bezeichnen, da sie eine gewisse Offenheit der Zukunft einräumen.

## Voraussetzungen und Grundzüge fatalistischer Modelle
Innerhalb des Fatalismus wird zwischen zwei Ansätzen unterschieden: Der eine setzt ein metaphysisches oder religiöses Weltbild voraus, in dem einer Gottheit oder einer unpersönlich aufgefassten kosmischen Ordnungsmacht die Rolle der lenkenden Instanz zukommt. Hierzu gehören unter anderem die Theorien, die zur Begründung der Astrologie dienen. Eine stark verbreitete Variante des metaphysisch-religiösen Ansatzes ist die theologische Annahme, dass der Geschichtsverlauf und die Schicksale der einzelnen Menschen durch Gottes Vorsehung und Vorauswissen – die Prädestination – mehr oder weniger genau festgelegt seien. Das wird „theologischer Fatalismus“ genannt. Der andere Ansatz geht von der Überlegung aus, dass den zutreffenden Aussagen über Zukünftiges ein überzeitlicher Wahrheitsgehalt zukomme. Sie seien schon immer wahr, und somit sei die Vorherbestimmtheit der Zukunft ein Erfordernis der Logik. Daher spricht man von logischem Fatalismus. Daneben kommt auch die Bezeichnung logischer Determinismus vor. Hier liegt ein Grenzfall zwischen Fatalismus und Determinismus vor: Die logische Argumentation stimmt mit der kausaldeterministischen darin überein, dass sie keine metaphysische oder religiöse Vorstellung impliziert, und mit der fatalistischen darin, dass sie ohne mechanische Kausalitätskette auskommt. Letzteres ist der Grund für die Zuordnung zum Fatalismus.

### Metaphysischer und religiöser Fatalismus
Bei diesem Typus des Fatalismus erscheint die ordnende und lenkende Instanz als übermenschliche Macht. In den theistischen Varianten, die einen persönlichen Gott voraussetzen, wird sie mit Gott gleichgesetzt. Manche religiöse oder philosophische Weltbilder begünstigen die fatalistische Denkweise oder erfordern sie sogar. Dies ist dann der Fall, wenn angenommen wird, dass der Kosmos nach universellen Prinzipien geordnet ist, die nicht nur die regelmäßig wiederkehrenden Naturvorgänge regeln, sondern auch einzelne Ereignisse bestimmen. Dann ist der Weg frei für die fatalistische Idee, dass das, was dem Menschen zustößt, nicht zufällig geschieht, sondern einer vorgegebenen Notwendigkeit unterliegt. In monotheistischen Systemen ergibt sich diese Notwendigkeit aus dem stets gleichbleibenden Willen des herrschenden Gottes, dessen Vorsehung den Ausgang aller menschlichen Unternehmungen von Anfang an festgelegt hat. Das wird Prädestination genannt. In polytheistischen Systemen kann sich Fatalismus entwickeln, wenn geglaubt wird, dass es eine bestimmte Gottheit oder universelle Macht gibt, die unabhängig von den Bestrebungen anderer übermenschlicher Instanzen den Verlauf des Lebens lenkt oder zumindest maßgeblich beeinflusst. Für Polytheisten liegt diese Annahme nahe, da die einzelnen Götter unterschiedliche Absichten verfolgen und daher kaum als kollektive Weltregierung fungieren können; folglich wird eine zusätzliche Instanz benötigt, die für die durchgängige Lenkung des Kosmos zuständig ist. Dabei wird der bestimmenden Instanz nicht immer ein zielgerichtetes Handeln zugeschrieben; sie kann auch als „blind“, planlos und launisch aufgefasst werden. Während manche Lehren einen Zusammenhang der Geschicke mit der moralischen Qualität der Betroffenen postulieren, bestreiten andere einen solchen Gerechtigkeitskonnex. Religionsphänomenologisch lässt sich erkennen, dass in zahlreichen Kulturen alternative Muster der Schicksalsdeutung nebeneinander bestehen (‚Tool-Box-Konstellationen‘); es werden unterschiedliche Formen der Aneignung von Schicksalserfahrungen angeboten und genutzt, ohne dass die Gegensätzlichkeit der verschiedenartigen Ansätze reflektiert wird.
In monotheistischen Religionen, die einen allwissenden Gott postulieren, stellt sich ein besonderes Problem, da sich die Allwissenheit auch als Vorauswissen auf die gesamte Zukunft beziehen muss, sodass diese als determiniert erscheint. Dadurch entsteht ein Konflikt mit der in diesen religiösen Lehren angenommenen Freiheit des Menschen, zwischen Alternativen zu wählen, und mit dem Prinzip der persönlichen Verantwortung. Das Problem besteht darin, dass alles, was gewusst wird, gleichgültig aus welcher Perspektive und auf welcher Basis, wahrheitsfixiert und determiniert sein muss.
Wenn religiöse oder philosophische Vorstellungen herrschen, die mit den Grundannahmen des Fatalismus nicht oder nur begrenzt kompatibel sind, wird seine Entstehung und Ausbreitung gehemmt. Das ist vor allem dann der Fall, wenn eine dominierende Lehre die Willensfreiheit des Menschen betont und seinen Status nach dem Tod von seinen freien Entscheidungen während seines Lebens abhängig macht. Solche Lehren stehen in einem scharfen, prinzipiellen Gegensatz zu allen fatalistischen und deterministischen Ansätzen, die ein vom menschlichen Handeln unbeeinflussbares Verhängnis postulieren. Den Trägern religiöser Dogmen erscheint die Annahme einer schicksalhaften Notwendigkeit als Bedrohung der Grundlagen der Religion, weil sie die menschliche Verantwortlichkeit relativiert oder aufhebt. Bedrohlich wirkt aus theologischer Sicht auch die Gefahr, dass die Schicksalsmacht als eigenständige Instanz neben oder sogar über Gott erscheinen kann und damit dessen Allmacht in Frage stellt. Ein markantes Beispiel für einen derartigen Konflikt ist der seit der Antike andauernde Kampf christlicher Theologen gegen die Astrologie.
Eine Entschärfung des Gegensatzes zwischen Willensfreiheit und Vorherbestimmtheit ist möglich, wenn die Zukunft als nur teilweise oder bedingt determiniert gilt. Im Unterschied zum Determinismus können fatalistische Systeme die Möglichkeit einer freien Wahl zwischen verschiedenen Handlungsoptionen zulassen, wenn angenommen wird, dass nicht alle Vorgänge, sondern nur bestimmte Ereignisse oder Resultate vorherbestimmt sind. Nach manchen Konzepten – etwa bei Orakeln und Weissagungen – kann der Mensch zwar frei entscheiden, aber die höhere Macht lenkt die Abläufe so, dass seine Entscheidung schließlich zu dem Ergebnis führt, das sie von vornherein für ihn vorgesehen hat.
Eine verbreitete Erscheinungsform des Fatalismus sind astrologische Weltbilder. Wenn die Welt als umfassend und einheitlich geordnet gilt, ist es vorstellbar, dass den Regeln der Gestirnbewegungen analoge Regeln irdischer Vorgänge entsprechen. Allerdings wird in der Astrologie die Bindung der menschlichen Schicksale an die Mechanik der himmlischen Bewegungen gewöhnlich nicht als absolut aufgefasst. Vielmehr gilt es als möglich, die eigene Zukunft durch Willensentscheidungen zumindest begrenzt zu beeinflussen, etwa nach Kenntnisnahme eines Horoskops wirksame Vorsichtsmaßnahmen zu treffen. Daher handelt es sich meistens nicht um Determinismus und oft auch nicht um konsequenten Fatalismus. Strittig war schon in der Antike, ob die Gestirne nur etwas anzeigen oder selbst einen bestimmenden Einfluss ausüben.

### Logischer Fatalismus
Der logische Fatalismus behauptet, dass aufgrund logischer Notwendigkeit nichts anders geschehen kann, als es tatsächlich geschieht. Damit wird prinzipiell die Möglichkeit verneint, dass es kontingente Ereignisse – solche, die nicht notwendigerweise eintreten müssen – geben kann. Die Debatten über diese These drehen sich um die Frage, ob widerspruchsfrei behauptet werden kann, dass Zukünftiges kontingent sei. Dabei werden kontingente künftige Ereignisse mit dem lateinischen Fachausdruck contingentia futura bezeichnet. Der logische Fatalismus, der Kontingenz ausschließt, stimmt im Ergebnis völlig mit dem kausalen Determinismus überein, gelangt aber auf anderem Weg dorthin.
Als klassisches Beispiel wird die von Aristoteles angeführte „morgige Seeschlacht“ erörtert. Das fatalistische Argument lautet: Nach dem Prinzip der Zweiwertigkeit (Bivalenz) muss jeder Aussagesatz entweder den Wahrheitswert „wahr“ oder den Wahrheitswert „falsch“ aufweisen. Nach dem Satz vom Widerspruch können zwei einander widersprechende Aussagen nicht in derselben Hinsicht und zur gleichen Zeit zutreffen. Wenn der morgige Tag zu Ende geht, wird sich entweder der Satz „An diesem Tag hat eine Seeschlacht stattgefunden“ oder die gegenteilige Feststellung „An diesem Tag hat keine Seeschlacht stattgefunden“ als wahr erwiesen haben. Da eine zutreffende Aussage über ein Ereignis eines bestimmten Tages absolut wahr ist, hängt ihre Wahrheit nicht von ihrem Zeitpunkt ab. Folglich stimmt die korrekte Zuordnung einer Schlacht zu ihrem tatsächlichen Tag nicht nur während und nach dem Kampf, sondern gleichermaßen auch schon jetzt und in der Vergangenheit. Das bedeutet: Der Aussage „Morgen wird eine Seeschlacht stattfinden“ kommt heute derselbe Wahrheitswert zu wie übermorgen dem dann ausgesprochenen Satz „Gestern fand eine Seeschlacht statt“. Also steht schon heute fest und stand schon immer fest, ob an dem betreffenden Tag gekämpft wird oder nicht. Das bedeutet: Es gibt nicht zwei Möglichkeiten, sondern von vornherein nur diejenige, die tatsächlich eintritt.

## Konsequenzen für die Lebenspraxis
Die umgangssprachliche Verwendung des Begriffs Fatalismus fokussiert weniger auf eine Konzeption über die Beschaffenheit der Welt als vielmehr auf die emotionale Haltung der Schicksalsergebenheit und deren Auswirkungen auf die Lebenspraxis. Die möglichen emotionalen und lebenspraktischen Konsequenzen des Fatalismus weisen in unterschiedliche Richtungen. Negativ wirkt sich der Schicksalsglaube aus, wenn die angenommene Übermacht eines ungünstigen Schicksals eine Stimmung von Ohnmacht, Resignation und Mutlosigkeit erzeugt, die Tatkraft lähmt und zu Lethargie und Verzweiflung führt. Als willkommene Erleichterung kann hingegen erlebt werden, dass die Minderung der eigenen Verantwortlichkeit eine Rechtfertigungsstrategie ermöglicht, die das Gewissen entlastet. Mögliche positive Folgen des Glaubens an eine wohlwollende, fördernde Schicksalsmacht sind Zuversicht, Gelassenheit und Gemütsruhe.
Die Idee der Vorherbestimmung hat gravierende Folgen für die Einschätzung des Handelns, das in einem solchen Weltbild als unfrei erscheint. Das Bewusstsein der eigenen Machtlosigkeit kann zu einem „mentalen Quietismus“ führen, das heißt zum Verzicht auf die Begründung und moralische Rechtfertigung des eigenen Handelns, da dieses aus fatalistischer Sicht alternativlos ist und nicht von Entscheidungen der Person abhängt. Eine andere mögliche Konsequenz ist der praktische Quietismus, eine passive Einstellung und generelle Zurückhaltung angesichts von Herausforderungen und Entscheidungssituationen. Man scheut Bemühungen, weil man glaubt, ohnehin nichts bewirken zu können. Eine solche Stimmung und Haltung kommt vorübergehend oder dauerhaft auch bei Personen vor, die damit kein ausgeformtes fatalistisches Weltbild verbinden. Beispielsweise verfällt man vor einem unausweichlich erscheinenden Kriegsausbruch in Hoffnungslosigkeit und Passivität oder findet sich mit unheilvollen „Sachzwängen“ ab. Alltagssprachlich wird auch ein derartiges Bewusstsein der Einflusslosigkeit ohne entsprechenden weltanschaulichen Hintergrund als Fatalismus bezeichnet. Mitunter auftretende Nebenaspekte sind Pessimismus und Zynismus. Die gewohnheitsmäßige Erwartung verhängnisvoller, fataler Entwicklungen kann eine pessimistische Weltsicht erzeugen. Die distanzierte und spöttische Beurteilung des erwartungsgemäß eintretenden Unheils wird dann von der Umwelt als Zynismus wahrgenommen.
Unter lebenspraktischem Gesichtspunkt wenden Kritiker traditionell gegen den Fatalismus ein, er führe zu einer passiven, resignativen Haltung, die ethisch verwerflich und mit den Erfordernissen des Lebens unvereinbar sei. Angesichts der eigenen Machtlosigkeit schwinde der Impuls zum Entscheiden und Handeln. Überdies sei die fatalistische Position hinsichtlich der Lebenspraxis inkonsequent, denn auch ein Fatalist treffe Entscheidungen, statt alles dem Schicksal zu überlassen. Als Beispiel für fragwürdige fatalistische Untätigkeit führt Cicero den Gedankengang an, es sei für einen Kranken sinnlos, einen Arzt zu konsultieren, um Genesung herbeizuführen, denn es stehe bereits fest, ob er wieder gesund wird oder nicht. Da es unmöglich sei, den vorherbestimmten Verlauf der Krankheit zu ändern, seien alle Bemühungen um Heilung überflüssig. Diese Überlegung ist in der philosophischen Diskussion als faules Argument bekannt, wobei faul die doppelte Bedeutung von nicht stichhaltig und Faulheit rechtfertigend hat. Eine andere gängige Bezeichnung ist faule Vernunft (lateinisch ratio ignava). Aus fatalistischer oder deterministischer Sicht lässt sich der Kritik an dem „faulen“ Argument entgegenhalten, es setzte voraus, dass ein Entscheidungsträger zwischen Handeln und Nichthandeln frei wählen könne. In Wirklichkeit sei seine Entscheidung aber ebenso vorherbestimmt wie die folgenden Entwicklungen. Das menschliche Handeln sei zwar alternativlos, aber nicht folgenlos.
Eine besondere Folge des Glaubens an Vorherbestimmung ist in Glaubensrichtungen, die das menschliche Schicksal im Jenseits für prädestiniert halten, die sogenannte „Erwählungsangst“, die entsteht, wenn der Gläubige daran zweifelt, dass er zu den nach Gottes Plan Auserwählten zählt, und befürchtet, von vornherein verworfen und unwiderruflich für die Hölle bestimmt zu sein. Solche Höllenfurcht kann gravierende Auswirkungen auf das allgemeine Wohlbefinden haben.
Eine andere mögliche Konsequenz des Prädestinationsglaubens ist Mut in außergewöhnlichen Gefahren, da der Gläubige überzeugt ist, dass ihm nichts zustoßen kann, was nicht bereits von der Vorsehung verfügt ist. Eine solche Haltung wird besonders Muslimen zugeschrieben.
Ob eine fatalistische oder deterministische Weltdeutung mit dem Konzept der Willensfreiheit vereinbar sein kann, ist umstritten. Die Antwort auf diese Frage hängt von der jeweiligen Definition des Freiheitsbegriffs ab. Im modernen philosophischen Diskurs wird zwischen kompatibilistischen und inkompatibilistischen Positionen unterschieden. Kompatibilisten definieren den Freiheitsbegriff so, dass seine Anwendbarkeit auf ein determiniertes Universum gesichert ist, während Inkompatibilisten gegenteilig verfahren. Der Konflikt zwischen ihnen ist aber nicht nur terminologisch, sondern hat weitreichende Konsequenzen für die Rechts- und Moralvorstellungen. Inkompatibilismus ist tendenziell moralkritisch; er entzieht der gängigen moralischen oder rechtlichen Haftbarmachung den Boden, indem er die Freiheit eliminiert. Kompatibilisten versuchen durch Einführung eines geeigneten Freiheitsbegriffs herkömmliche Rechts- und Moralvorstellungen zu retten.
Dabei stellt sich die Frage, ob ein kompatibilistisches Freiheitsverständnis mit dem gewöhnlichen Sprachgebrauch in Einklang steht. Dies ist dann der Fall, wenn es möglich bleibt, menschliche Verrichtungen individuell zuzurechnen, also sinnvoll davon zu sprechen, dass der Mensch gehandelt hat und nicht eine äußere schicksalsbestimmende Instanz. Voraussetzung dafür ist, dass der Mensch aktiv am Geschehen beteiligt ist und die Wahl zwischen verschiedenen Alternativen hat. Kompatibilisten stehen vor der Aufgabe, das Prinzip der persönlichen Zurechenbarkeit unter der Annahme der Vorherbestimmtheit zu wahren. Einer ihrer Lösungsansätze besteht in der Einführung eines schwachen, dem gewöhnlichen Sprachgebrauch nicht entsprechenden Freiheitsbegriffs, dem zufolge Freiheit keine realen unfixierten Alternativen erfordert, sondern nur deren widerspruchsfreie Denkbarkeit oder die theoretische Existenz einer Wahlmöglichkeit ohne Fähigkeit oder Gelegenheit zur Anwendung.
Den lebenspraktischen Hintergrund dazu bildet der Umstand, dass es in einer Welt, in der alles festgelegt ist, grundsätzlich nichts zu beeinflussen und zu verändern gibt, sowohl hinsichtlich des Geschichtsablaufs als auch im Leben des Einzelnen. Daher führt ein kausaldeterministisches Weltbild in der Praxis zu derselben Problematik wie logischer oder metaphysischer Fatalismus. Wenn alles Geschehen zeitlos oder im Vorhinein festgelegt ist, sind Überlegungen und Handlungen, die darauf abzielen, etwas zu bewirken, „sinnlos“. Sie sind zwar begrifflich und logisch möglich und spielen eine kausale Rolle, aber sie sind nicht mehr das, was sie ihrem begrifflichen Sinn nach sein müssten. Der Sinnverlust ergibt sich daraus, dass es zum Sinn praktischen Überlegens und Handelns gehört, auf einen Möglichkeitsspielraum bezogen zu sein, der Alternativen bietet.

## Erscheinungsformen im Altertum

### Alter Orient
In den altorientalischen Kulturen bildete die Festlegung der Schicksale durch eine dafür zuständige göttliche Instanz einen zentralen Bestandteil der Interaktion zwischen Göttern und Menschen. Die Schicksalsbestimmung betraf sowohl ganze Länder und Städte sowie deren Herrscher als auch jedes einzelne Individuum – Menschen, Tiere und Pflanzen. So wird in der sumerischen Erzählung Inannas Gang in die Unterwelt berichtet, dass die Göttin Inanna das Schicksal einer Fliege bestimmte.
In der sumerischen Mythologie ist Nam-tar eine chthonische Schicksalsgottheit oder ein unterweltlicher Dämon. Der Name ist identisch mit dem Wort, das im Sumerischen Schicksal oder Schicksalsbestimmung bedeutet. Daher ist es manchmal schwierig zu entscheiden, ob der Gott oder der allgemeine Ausdruck für Schicksal gemeint ist. Ins Akkadische wurde der Name der Gottheit als Namtaru übernommen. Wahrscheinlich handelt es sich um eine Personifizierung des allgemeinen menschlichen „Schicksals“, das heißt des Todes. Nam-tar wurde als Krankheitsbringer gefürchtet. Er trug den Titel lú nam-tar-tar-ra (‚der, der alle Schicksale bestimmt‘). Daneben wurde aber auch anderen Gottheiten – insbesondere dem Sonnengott – die Macht zugeschrieben, die Geschicke der Menschen festzulegen. Der akkadische Ausdruck für das Schicksal ist šīmtu, wörtlich ‚das, was festgesetzt ist‘. Nach einem babylonischen Mythos trägt der göttliche Inhaber der gesamten kosmischen Herrschergewalt an der Brust die Schicksalstafeln, die ihm die Macht zur Schicksalsbestimmung verleihen. Der Machtbesitz des Herrschergottes, der den anderen Göttern und den Menschen das Schicksal bestimmt, wurde jedoch nicht als gesichert betrachtet. Nach dem Anzu-Mythos konnten die Tafeln gestohlen werden und dann in den Besitz eines anderen Gottes gelangen, und das hatte einen Machtwechsel zur Folge.
In Mesopotamien galt das Schicksal nicht als unwiderruflich feststehend, sondern als grundsätzlich abänderbar. Es wurde zwar von einer göttlichen Autorität festgelegt, doch bereits ergangene göttliche Urteile konnten revidiert werden. Es war gängige Praxis, ein durch Vorzeichen angekündigtes ungünstiges Schicksal durch rituelle Handlungen und Gebete abzuwenden. Rituale und Gebete zur Zeit des Sonnenaufgangs dienten dem Zweck, den Sonnengott zu einer positiven Schicksalsbestimmung zu bewegen. Zwar wurde in manchen Texten – etwa im babylonischen Weltschöpfungsepos Enūma eliš – behauptet, der Ratschluss einer Gottheit sei unabänderlich, doch galt dies nach dem Volksglauben nicht für die normalen menschlichen Schicksale, die nur dann unausweichlich waren, wenn man es versäumte, die nötigen magisch-rituellen Gegenmaßnahmen zu ergreifen. Die Option, das Schicksal zu ändern, wurde von den Göttern selbst angeboten. Eine über der Götterwelt stehende unerbittliche Schicksalsmacht kannten die Mesopotamier nicht.
Nach dem Glauben der Hethiter erhält der Mensch zum Zeitpunkt seiner Geburt von den Geburtsgöttinnen und den Schicksalsgöttinnen (Gulšeš) seine grundsätzliche Schicksalsbestimmung. Sie legen dann den Todestag fest, indem sie die Zahl der Lebenstage bestimmen. Nur für den König bezeugt ist die Vorstellung, dass die Schicksalsgöttinnen Ištuštaya und Papaya seine Jahre als einen langen Faden spinnen. Wahrscheinlich beschränkte sich dieser Glaube aber nicht auf den Herrscher; man nahm wohl für jeden Menschen einen von den Göttinnen gesponnenen Lebensfaden an.

### Ägypten
In Ägypten fand die Idee, das Leben folge einer im Voraus unwiderruflich festgelegten Bahn, kaum Verbreitung. Die Ägypter der pharaonischen Zeit gingen davon aus, dass jeder nicht geistesschwache Mensch nach seinem Gutdünken handle und Herr seiner Beschlüsse sei. Daher sei er auch für deren Folgen verantwortlich. Zwar sei der Mensch in der Hand der Götter, aber das, was ihn zum Handeln bewege, sei kein fremder Wille, keine Kraft von außen. Eine eigenständige Schicksalsmacht neben oder über den Göttern kannten die Ägypter nicht.
Man nahm jedoch an, dass wichtige Aspekte wie Lebensdauer, Beruf und Berufserfolg schon bei der Geburt festgelegt würden. Schon für die Spätzeit des Alten Reichs im 3. Jahrtausend v. Chr. ist der fatalistische Glaube belegt, die Götter hätten manchen Menschen aus Hass schon im Mutterleib Übel zugefügt, das heißt künftiges Unheil vorbestimmt. Allerdings war die Prädestination nicht unbedingt definitiv; eine nachträgliche Verlängerung der Lebensdauer durch besondere göttliche Gnade galt als möglich.
Im Volksglauben gab es die sieben Hathoren, beschützende Geburtshelfergöttinnen, die bei der Geburt eines Kindes auftreten und seine Todesart voraussagen. Dabei blieb ein Spielraum offen; so lautet im Märchen vom verwunschenen Prinzen aus dem 13. Jahrhundert v. Chr. die Prophezeiung für einen Königssohn, sein Tod werde entweder durch ein Krokodil oder durch eine Schlange oder durch einen Hund eintreten. Man hoffte, bereits getroffene Entscheidungen der schicksalsbestimmenden Gottheit mit magischen Mitteln ändern zu können. Ein wichtiger Aspekt war schai (wörtlich ‚der Bestimmer‘), ein Begriff, der traditionell für die Lebensenergie und das Wohlergehen stand. Diese Gabe wurde dem Menschen bei der Geburt zugemessen. In der Spätzeit war Schai der positiv konnotierte Name eines selbstständig handelnden, aber den Göttern unterstellten Schicksalsbestimmers.
In der hellenistischen Zeit und der römischen Kaiserzeit galt die ägyptische Göttin Isis ihren Verehrern als die schicksalsbestimmende Instanz schlechthin, ihr Kult fand auch außerhalb Ägyptens weiteste Verbreitung. Man schrieb ihr die Fähigkeit zu, den Schicksalszwang zu brechen und ein eigentlich vorbestimmtes Unglück abzuwenden. In ihren Selbstoffenbarungen, den Isis-Aretalogien, verkündete die Göttin triumphierend: „Ich besiege das Schicksal! Das Schicksal gehorcht mir!“

### Griechische und römische Mythologie und Volksreligion

#### Die drei Schicksalsgöttinnen

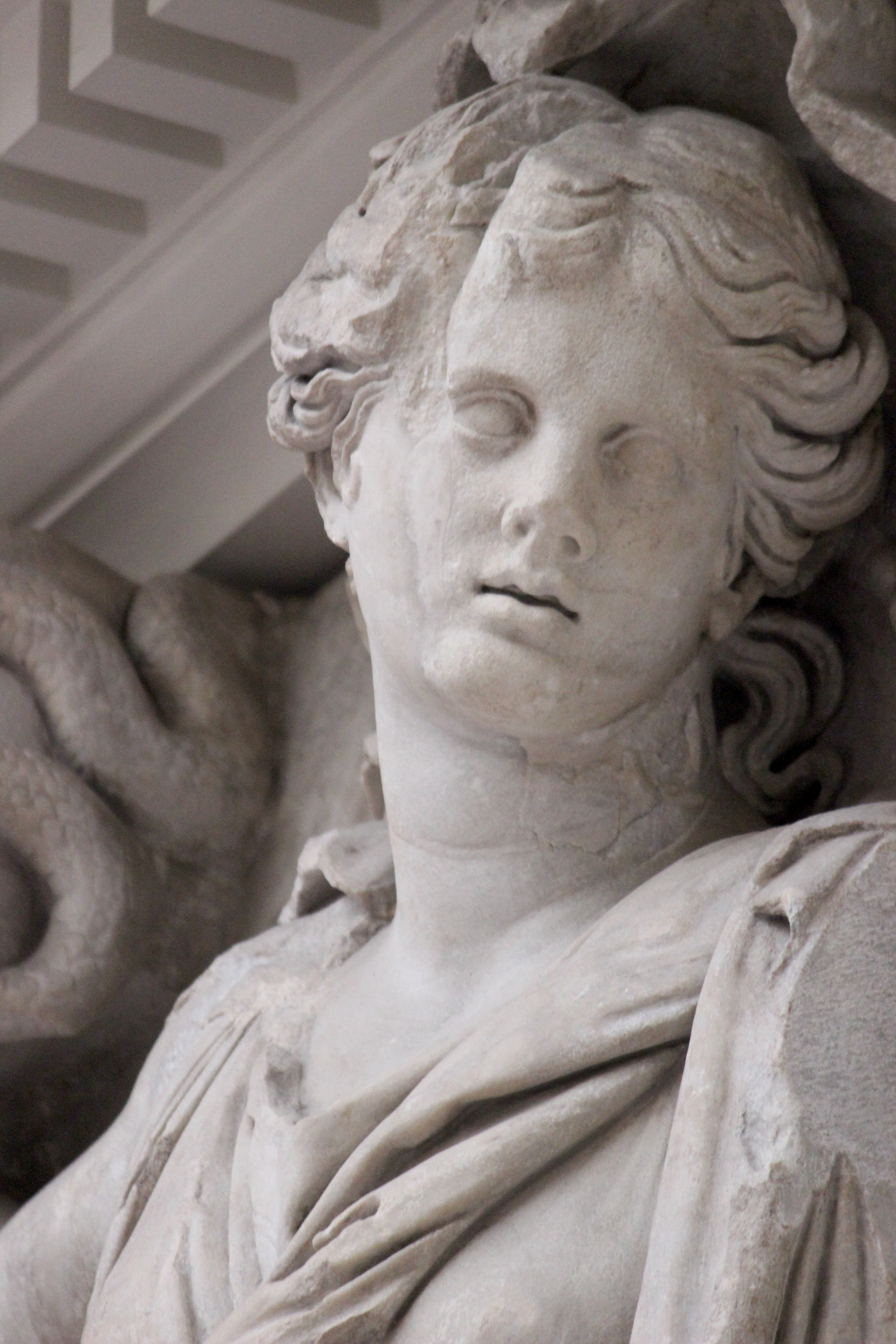
Eine Moire auf dem Nordfries des Pergamonaltars, 2. Jahrhundert v. Chr., Pergamonmuseum, Berlin

Nach der mythischen Überlieferung sind für die Vorbestimmung – in erster Linie für die Festlegung der Lebensdauer – drei Göttinnen zuständig, die in der griechischen Mythologie Moiren, in der römischen Parzen oder Tria Fata genannt werden. Seit Hesiod ist ihre Dreizahl festgelegt. Ihre griechischen Namen, die von den Römern übernommen wurden, sind Klotho, Lachesis und Atropos. Sie spinnen jedem Menschen seinen Lebensfaden und legen dessen Länge fest. Nach dem griechischen und römischen Volksglauben, der sich in Grabinschriften äußerte, sind die Moiren bzw. Parzen unerbittlich. Darin zeigt sich ein voll ausgebildeter Fatalismus. Die Unbarmherzigkeit und Ungerechtigkeit dieser Gottheiten wurde beklagt, die Parzen waren geradezu verhasst.
In der Meleagrossage verkündet die Moire Atropos nach der Geburt des Helden seiner Mutter, er werde sterben, sobald ein bereits brennendes Holzscheit vom Feuer verzehrt sei. Daraufhin löscht die Mutter das Scheit und verbirgt es. Doch später verbrennt sie es selbst, um an ihrem inzwischen erwachsenen Sohn für die Ermordung ihrer Brüder Rache zu nehmen, worauf er stirbt. Einen Sonderfall stellt die Alkestissage dar, in der es gelingt, dem Schicksal zu entrinnen. Auf Bitten des Gottes Apollon willigen die Moiren ein, den König Admetos, dem eigentlich der Tod bevorsteht, zu verschonen, falls eine Ersatzperson bereit ist, an seiner Stelle zu sterben. Darauf erklärt sich die Königin Alkestis bereit, ihr Leben zu opfern, doch auch sie kann schließlich gerettet werden.

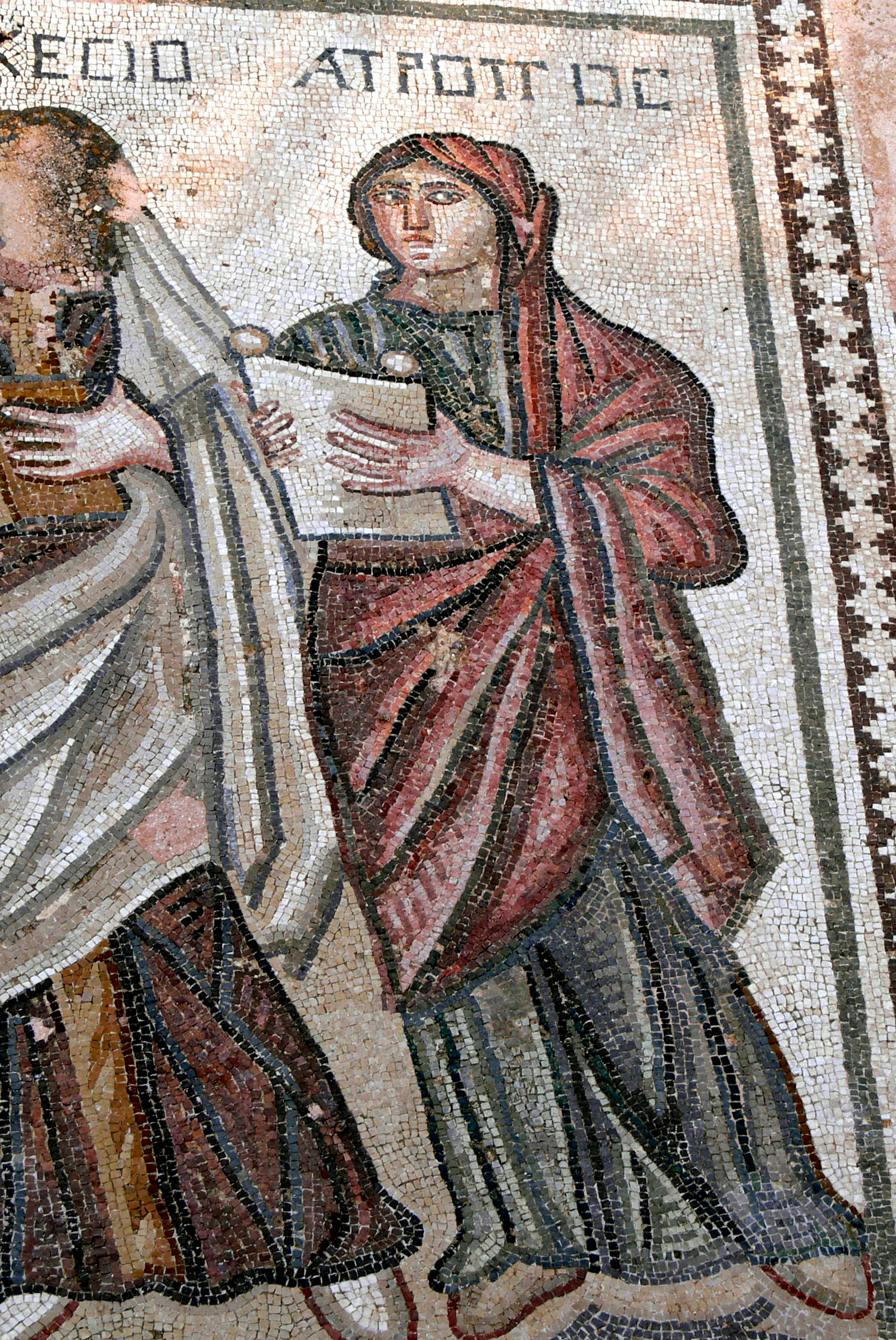
Die Moire Atropos auf einem römischen Mosaik des 5. Jahrhunderts aus dem „Haus des Theseus“ im Archäologischen Park Paphos, Paphos, Zypern

Von vereinzelten Ausnahmen abgesehen herrschte bei Griechen und Römern die Überzeugung, die Entscheidungen der Moiren bzw. Parzen seien unumstößlich und sogar die Götter seien ihnen gegenüber machtlos. Man nahm sogar an, dass göttliche Wesen hinsichtlich ihrer Funktionen dem Befehl der drei Schicksalsbestimmerinnen unterworfen seien. Beispielsweise wiesen die Moiren der Göttin Artemis bei deren Geburt das Los zu, für die Menschen als Geburtshelferin zu fungieren. Im Allgemeinen ging man davon aus, dass bereits bei der Geburt definitive Festlegungen erfolgen; daneben gab es aber auch – vor allem im römischen Volksglauben – die Vorstellung, der Lebensfaden werde während des Lebens der Person gesponnen und somit seien nicht alle Geschehnisse von Anfang an determiniert.
Bei den Römern galt neben dem Spinnen auch das Schreiben, das schriftliche Fixieren der schicksalsbestimmenden Beschlüsse, als Aktivität der drei Parzen. Für die in dieser Funktion tätige personifizierte Schicksalsmacht wurde die Bezeichnung Fata Scribunda verwendet. Eine Variante dieser Darstellungstradition lässt die Parzen die mündlichen Entscheidungen Jupiters aufzeichnen und damit unumkehrbar machen. Nach dem römischen Volksglauben waren nicht nur die Parzen für die Schicksalsfestlegung zuständig; auch andere Götter, vor allem Jupiter, besaßen und nutzten die Macht dazu.
In der bildenden Kunst sind die Moiren/Parzen manchmal mit Spindel und Lebensfaden abgebildet. Römische bildliche Darstellungen zeigen sie mit einer Buchrolle, dem Schicksalsbuch, in dem die vorherbestimmten Ereignisse verzeichnet sind.

#### Weissagung
In der Mythologie war das Motiv der Ankündigung eines künftigen Unheils durch einen Orakelspruch beliebt. Der unmittelbar Betroffene oder sein Umfeld erhält eine warnende, allerdings gewöhnlich unklare Weissagung. Das so erlangte Wissen ermöglicht jedoch kein Entrinnen, auch wenn zur Abwehr Gegenmaßnahmen eingeleitet werden. Vielmehr erfüllt sich die Weissagung überraschend auf völlig unerwartete Weise. Dadurch kann im Nachhinein der Eindruck der Unausweichlichkeit entstehen: Derjenige, der Vorsichtsmaßnahmen traf, hat gerade dadurch ahnungslos das herbeigeführt, was er verhindern wollte. Als klassisches Beispiel dafür gilt die Ödipussage, die im 5. Jahrhundert v. Chr. Tragödienstoff wurde. Nach der bekanntesten Version ist der Ablauf wie folgt: Dem kinderlosen König von Theben, Laios, verkündet ein Spruch des berühmten Orakels von Delphi für den Fall, dass er einen Sohn bekommt, dass dieser ihn töten werde. Daher lässt Laios seinen neugeborenen Sohn Ödipus aussetzen. Das verlassene Kind wird aber von einem Hirten gerettet und wächst in Korinth bei Pflegeeltern auf, die Ödipus für seine leiblichen Eltern hält. Später erfährt er jedoch, dass seine Abstammung bestritten wird, und versucht sich beim Orakel Klarheit zu verschaffen. In Delphi wird ihm prophezeit, er werde seinen Vater töten. Daraufhin kehrt er nicht nach Korinth zurück, sondern schlägt den Weg nach Theben ein. Unterwegs begegnet er seinem ihm unbekannten Vater Laios. Es kommt zu einer handgreiflichen Auseinandersetzung, die damit endet, dass Laios von Ödipus erschlagen wird.
Ob es sich bei der Ödipussage und ihrer Bearbeitung im Drama um ein unausweichliches, von Anfang an feststehendes Verhängnis und somit um den Ausdruck eines fatalistischen Weltbilds handelt, ist bei den modernen Interpreten umstritten. Im 19. Jahrhundert herrschte unter dem Einfluss der Romantik der Eindruck, die Sage zeige eindrücklich die Hilflosigkeit des Menschen angesichts einer absolut überlegenen Schicksalsmacht. Eine solche Konstellation sei für die griechische „Schicksalstragödie“ charakteristisch. Ödipus habe keine Chance gehabt, seinem vom Orakelspruch umrissenen Schicksal auszuweichen. Diese Sichtweise wird in der neueren Forschung kritisiert, aber auch verteidigt. Ihr widerspricht eine Forschungsrichtung, der zufolge ein neuzeitlicher romantischer Schicksalsbegriff den Weg zum Verständnis versperrt. Nach dieser Deutung gab es in der archaischen und der klassischen Epoche der griechischen Kultur, als die Ödipussage entstand und ausgestaltet wurde, noch keine Vorstellung vom Schicksal als einer eigenständigen Kraft im fatalistischen Sinn, der die Menschen hilflos ausgeliefert sind. Vielmehr entstand dieses Konzept erst im Zeitalter des Hellenismus. Demnach war die Vatertötung nicht vorherbestimmt. Laios hätte darauf verzichten können, ein Kind zu zeugen. Ödipus hätte seine Tat vermeiden können, wenn er sich nicht auf die Konfrontation mit dem Fremden eingelassen hätte. Dann hätte sich der Orakelspruch auf andere Weise – nicht buchstäblich – verwirklichen können, denn der Ausdruck Vater in der Prophezeiung konnte auch, wie meist bei Orakeln, eine Metapher sein und etwas anderes als den leiblichen Vater bezeichnen. Somit war die Zukunft zum Zeitpunkt der Orakelverkündung noch nicht determiniert.
Dass die Zukunft im Mythos nicht als streng determiniert aufgefasst wurde, zeigt ein Beispiel aus dem 5. Jahrhundert v. Chr. Der Geschichtsschreiber Herodot zitiert einen Bescheid des Orakels von Delphi, in dem die Vorherbestimmung zwar als unausweichlich, aber als flexibel beschrieben wird. Das Orakel verkündete den Boten des lydischen Königs Kroisos, der sich über sein Los beklagte, nachdem er bei der Vernichtung seines Reichs in Gefangenschaft geraten war: „Auch ein Gott kann dem zugeteilten Schicksal nicht entgehen.“ Immerhin hatten die Moiren, wie das Orakel dazu mitteilte, dem Gott Apollon, der sich für Kroisos eingesetzt hatte, ein Zugeständnis gemacht: Sie hatten auf seine Intervention hin entschieden, dass das lydische Reich erst drei Jahre später als ursprünglich von ihnen vorgesehen untergehen würde. So war es dann geschehen. Somit bestanden die Schicksalsgöttinnen zwar auf der Erfüllung ihres Willens, ließen aber hinsichtlich des Zeitpunkts mit sich reden.
Eine andere Episode aus dem Leben des Kroisos, die bei Herodot überliefert ist, scheint von einem fatalistischen Weltbild zu zeugen. Ein Gott hat Kroisos durch ein Traumbild angekündigt, dass sein Sohn Atys durch eine eiserne Lanzenspitze sterben wird. Darauf trifft der König Vorsichtsmaßnahmen und lässt Atys nicht mehr an Feldzügen teilnehmen. Er erlaubt ihm jedoch die Beteiligung an einer Eberjagd. Dabei wird Atys versehentlich durch einen Lanzenwurf getötet. Der Werfer ist gerade derjenige Jäger, den Kroisos seinem Sohn als Beschützer an die Seite gestellt hat. Hier deutet das präzise Vorauswissen des Gottes über die Todesart auf ein determiniertes Schicksal. In der Forschung wird die Frage erörtert, inwieweit daraus auf eine vom göttlichen Willen bis in Einzelheiten determinierte Weltordnung geschlossen werden kann und welche Freiheit dem Menschen dabei bleibt.

#### Daimones und Keres
Nach dem griechischen Volksglauben gibt es noch eine weitere lenkende Instanz, den persönlichen Daimon („Dämon“) des Menschen. In der archaischen Zeit bezeichnete man mit diesem Ausdruck alle übermenschlichen Mächte, von denen man sich abhängig fühlte. Erst in nachhomerischer Zeit entwickelte sich der Daimon, der ursprünglich nur als gelegentlicher Inspirator menschlichen Handelns in Erscheinung getreten war, zu einer das ganze Leben beeinflussenden Macht. Schließlich wurde daraus ein an den individuellen Menschen gebundener Geleitdämon, der das Schicksal lenkt. Diese voll ausgebildete Form des Daimon-Glaubens war im 5. Jahrhundert v. Chr. in der griechischsprachigen Welt allgemein verbreitet. Die Vorstellung von Geistwesen, die den Menschen ständig begleiten, existierte aber schon früher. Nach dem Glauben der homerischen Zeit ist jedem Menschen ein weiblicher Todesdämon, eine Ker, von Geburt an beigesellt; sie ist die Vollstreckerin des im Voraus über ihn verhängten Todes. So erscheint in Homers Ilias dem träumenden Achilleus die Seele seines gefallenen Freundes Patroklos, die verkündet, ihn, Patroklos, habe seine Ker verschlungen. Damit habe ihn das Schicksal ereilt, das ihm schon bei seiner Geburt bestimmt gewesen sei.

#### Tyche

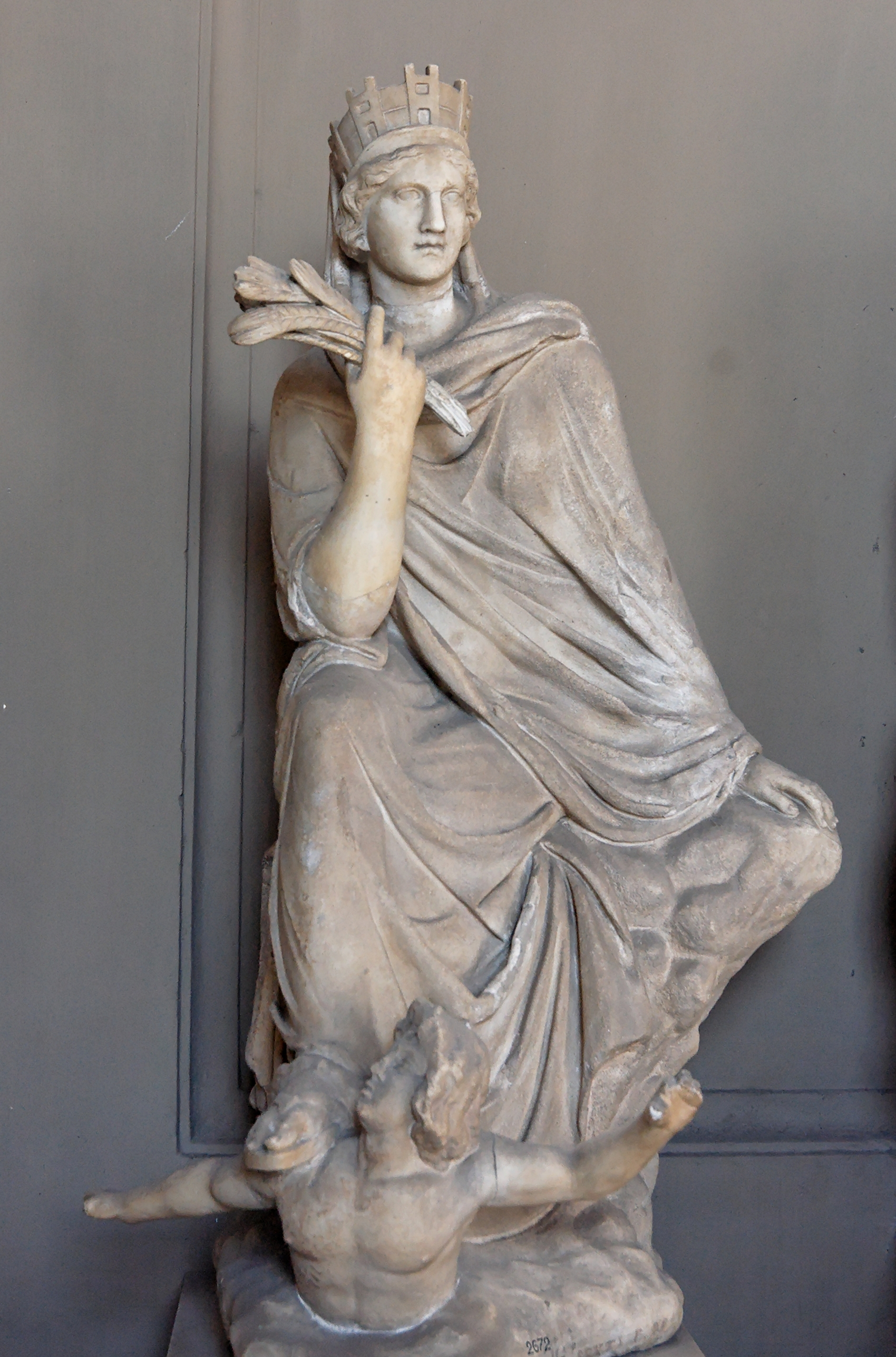
Marmorstatue der Tyche aus Antiochia. Römische Kopie einer Bronzestatue des Eutychides in den Vatikanischen Museen

Eine Schicksalsgottheit war auch Tyche, die Personifikation des abstrakten Begriffs týchē (‚Schicksal‘, ‚Zufall‘). Sie galt als Verursacherin der Ereignisse, die den betroffenen Menschen als unberechenbar und zufällig erscheinen. Tyche wurde kultisch verehrt und ab der hellenistischen Zeit in weiten Kreisen als allmächtig betrachtet. Man schätzte sie als Glücksgöttin, fürchtete aber ihre Launenhaftigkeit. Tyche entspricht weitgehend der römischen Göttin Fortuna, die ebenfalls Glück schenkte und als unzuverlässig galt. Fortuna war dafür bekannt, dass sie ihre Gunst blind – das heißt ohne erkennbaren Grund – schenkte oder entzog. Durch ihre Sprunghaftigkeit unterschied sich Tyche/Fortuna von den Moiren/Parzen, deren Hauptmerkmal die Festigkeit der einmal gefassten Beschlüsse war.

### Philosophie
Griechische Denker beschäftigten sich bereits in der Frühzeit der philosophischen Bemühungen, der Epoche der Vorsokratiker, mit der Frage der Schicksalsbestimmung. In der griechischen Klassik, die im späten 5. Jahrhundert v. Chr. einsetzte, und vor allem im Hellenismus vertiefte sich die Auseinandersetzung mit dieser Thematik. Anstoß erregte der Glaube an ein unerbittliches Schicksal wegen der damit zusammenhängenden Einschränkung oder Aufhebung der Willensfreiheit und Verantwortlichkeit. Aus gegnerischer Sicht wurde den Fatalisten vorgeworfen, die Grundlagen der Moral und der Gesetzgebung zu zerstören.

#### Vorsokratiker
Einzelne Vorsokratiker setzten sich kritisch mit dem im Volk verbreiteten Glauben an eine schicksalsbestimmende Macht auseinander. Im 5. Jahrhundert v. Chr. befand Heraklit: „Seine eigene Art (ἦθος ḗthos) ist dem Menschen sein Daimon.“ Damit wandte er sich gegen die Vorstellung eines persönlichen Schicksalsdaimons und wies generell den Glauben zurück, das Leben werde von äußeren göttlichen Kräften gelenkt. Nach Heraklits Überzeugung ist der Daimon, der lenkende Faktor, im Menschen selbst zu finden; er ist mit der „Art“ der Person, ihrer ethischen Qualität, gleichzusetzen. Anaxagoras († 428 v. Chr.) hielt Schicksal (heimarménē) für ein leeres Wort.

#### Gorgias von Leontinoi
Gorgias von Leontinoi, ein einflussreicher Denker und Redner des 5. Jahrhunderts v. Chr., befasste sich in seiner Lobrede auf Helena mit der Frage nach der Ursache für den Ehebruch der mythischen Helena. Er wies darauf hin, dass eine fatalistische Interpretation die untreue Gattin von der Verantwortung für ihr Handeln, das den Trojanischen Krieg herbeiführte, entlastet. Gorgias war – soweit bekannt – der erste Autor, der sich mit dieser ethischen Konsequenz des Fatalismus auseinandersetzte.

#### Platon
In Platons stark nachwirkendem Dialog Politeia, der im frühen 4. Jahrhundert v. Chr. entstand, wird das Zusammenwirken von freier Entscheidung der Individuen und kosmischer Ordnung und Notwendigkeit beschrieben. Den Rahmen dafür bildet eine vom Autor erfundene Erzählung, der Mythos des Er. Diese Geschichte veranschaulicht philosophische Inhalte durch mythische Einkleidung. Ein zeitweilig scheinbar verstorbener Krieger namens Er berichtet von den Erlebnissen seiner Seele im Jenseits während der Zeit, in der sie sich außerhalb des Leibes befand, als er scheintot war. Nach seiner Schilderung gelangen die Seelen der Toten, wenn sie zum Himmel aufsteigen, unterwegs zur „Spindel der Notwendigkeit“, einem gigantischen Instrument, das sich gleichförmig dreht und damit die Drehungen aller Himmelssphären um die Erde, den Mittelpunkt des Universums, in Gang hält. Die Göttin Ananke, die personifizierte Notwendigkeit, hält die Spindel auf ihrem Schoß. Bei ihr sind ihre Töchter, die drei weiß gekleideten Moiren. Sie singen das Geschehen: Lachesis das vergangene, Klotho das gegenwärtige und Atropos das künftige. Lachesis nimmt die Seelen, die ihren Jenseitsaufenthalt beendet haben und im Rahmen der Seelenwanderung wieder in irdische Leiber eintreten müssen, gruppenweise in Empfang. Für jede Seelengruppe steht eine große Anzahl von möglichen Rollen – künftigen Lebensumständen und Schicksalen – zur Auswahl, und für jede Seele muss eine Entscheidung darüber getroffen werden, welche Rolle sie als künftige Lebensaufgabe erhält. Die Zuteilung erfolgt durch ein Verfahren, das Verlosung und autonome Auswahl mischt. Verlost wird die Reihenfolge, in der die Seelen aus der begrenzten Menge der Lebensrollen jeweils eine für sich auswählen können. Wer das beste Los erhält, kommt zuerst an die Reihe und hat somit freie Wahl. Die vom Losglück Benachteiligten müssen mit den unattraktiveren Lebensumständen Vorlieb nehmen, die von den zuerst Aussuchenden verschmäht wurden, aber auch daraus können sie einen Erfolg machen, wenn sie sich Mühe geben. Kein Leben ist von vornherein hoffnungslos. Allerdings treffen manche Seelen eine törichte Wahl und fügen sich damit selbst schweren Schaden zu, etwa indem sie sich aus Machtgier und Leichtsinn für das von Unheil erfüllte Dasein eines Tyrannen entscheiden.
Platon legte großen Wert auf die Autonomie des Individuums. Nach seiner Lehre wählt sich jeder sein Schicksal, und die Übel, die dem Menschen begegnen, sind die zwangsläufigen Folgen seiner Fehlentscheidungen. Die Ursache falscher Entscheidungen ist die Unwissenheit, die jedoch behebbar ist. Somit trifft die göttliche Weltlenkung keine Schuld an den bestehenden Übelständen. Außerdem hängt nur die Entscheidung über die äußeren Lebensverhältnisse teilweise vom Losglück ab. Die charakterliche Beschaffenheit der Person bleibt trotz der Einwirkung äußerer Umstände im Zuständigkeitsbereich der Seele, die dafür selbst verantwortlich ist. Ihre einmal getroffene Wahl eines Lebensloses hat zwar Auswirkungen, die einer unausweichlichen Notwendigkeit folgen, doch steht dies ihrer Freiheit, künftig einen anderen Weg einzuschlagen, nicht entgegen.

#### Aristoteles
Aristoteles und die seiner Richtung folgenden Philosophen, die Peripatetiker, verwarfen den Fatalismus. Ihr Anliegen war die Verteidigung der Willensfreiheit und damit der Moral. Die Gegenposition, mit der sich Aristoteles auseinandersetzte, war der logische Fatalismus, für den das Mögliche zwangsläufig mit dem Tatsächlichen zusammenfällt. Zur Widerlegung dieser Gleichsetzung legte er in seiner Schrift Peri hermeneias ein Konzept vor, mit dem er die logische Möglichkeit von nicht eintretenden Ereignissen und damit die Offenheit der Zukunft retten wollte. Wie seine Argumentation zu verstehen ist, ist in der Forschung umstritten. Nach der modernen Standardinterpretation meinte Aristoteles, dass nicht schon in der Gegenwart bestimmt ist, sondern erst in der Zukunft bestimmt sein wird, welche von zwei einander widersprechenden zukunftsbezogenen Aussagen wahr und welche falsch ist. Zwar entsprechen den künftigen Ereignissen Aussagen mit einem bestimmten Wahrheitswert, doch ist gegenwärtig noch nicht festgelegt, welcher das ist. Die Standardinterpretation ist allerdings umstritten.

#### Megariker
Im späten 4. und frühen 3. Jahrhundert v. Chr. lebte der Philosoph Diodoros Kronos, der zur Richtung der Megariker gehörte. Die Megariker lehrten, dass nur das Wirkliche möglich sei, das heißt, dass nichts anderes geschehen könne als das, was tatsächlich geschieht. Zum Beweis dieser These formulierte Diodoros ein Argument, das als „Meisterargument“ oder „Meisterschluss“ (kyrieúōn lógos) bekannt ist und bis in die Gegenwart ein starkes Echo gefunden hat. Vermutlich reagierte Diodoros damit auf die Möglichkeitslehre des Aristoteles, der zufolge Ereignisse, die nicht tatsächlich eintreten, möglich sind. Mit seiner Beweisführung wollte Diodoros wohl zeigen, dass der aristotelische Möglichkeitsbegriff den Prinzipien von Aristoteles’ eigener Modallogik widerspreche. Allerdings ist diese Stoßrichtung nicht bewiesen.
Die Prämissen des Meisterarguments sind bekannt, doch sein Wortlaut ist nicht überliefert. Daher ist die Rekonstruktion des Gedankengangs mit Unsicherheit behaftet. Der Überlieferung zufolge behauptete Diodoros, dass die beiden Aussagen „Alles Wahre in der Vergangenheit ist notwendig“ und „Aus Möglichem folgt nichts Unmögliches“, wenn man sie miteinander kombiniert, mit der Aussage „Es gibt Mögliches, das weder wahr ist noch wahr sein wird“ unvereinbar seien. Wenn man wie Aristoteles und Diodoros die ersten beiden Sätze für wahr hält, muss man dem Meisterargument zufolge den dritten aufgeben. Das bedeutet, dass es keine Möglichkeiten geben kann, die nicht zur Verwirklichung gelangen. Das Mögliche ist dann als das zu definieren, was entweder schon wirklich ist oder künftig wirklich sein wird. Was niemals wirklich geschieht, ist unmöglich. Das Meisterargument setzt Wirklichkeit mit logischer Richtigkeit gleich. Es ist zwar logisch korrekt, aber nur auf dem Boden der modallogischen Semantik des Diodoros Kronos schlüssig.
Nach dem Verständnis der antiken Nachwelt ergibt sich aus dem Meisterargument der logische Fatalismus als Konsequenz, wenn man die Prämissen des Arguments akzeptiert und die Folgerung für schlüssig hält. Die formale Korrektheit des Schlusses wurde von den antiken Philosophen offenbar nicht angefochten. Auch die Gegner gaben die Unverträglichkeit der drei Sätze zu, sie bestritten nur, dass alle drei gültig seien. Allerdings ist unklar, ob Diodoros tatsächlich beabsichtigte, aus dem Meisterargument einen harten Fatalismus abzuleiten. Möglicherweise haben erst seine Schüler diese Konsequenz gezogen.
Ein weiteres Argument der Megariker für ihre Möglichkeitslehre lautet: „Falls du das Getreide mähen wirst, wirst du es nicht vielleicht mähen und vielleicht nicht, sondern du wirst es auf alle Fälle mähen.“ Das „Getreidemähargument“ ist erst in spätantiken Quellen überliefert.

#### Stoa
Die Stoa, eine der bedeutendsten philosophischen Richtungen der Antike, machte einen religiös geprägten Fatalismus zu einem Kernbestandteil ihrer Lehre. Ihr Schicksalskonzept war in ihre Kosmologie eingebettet. Die Stoiker glaubten, dass das gesamte Naturgeschehen und insbesondere das menschliche Leben einer von der Vorsehung verhängten Bestimmung unterliege. Sie fassten die bestimmende Instanz als eine göttliche, aber unpersönliche Macht auf und nannten sie – einen schon von Heraklit verwendeten Ausdruck aufgreifend – Heimarmene. Dieser Begriff erlangte in der Stoa eine zentrale Bedeutung und wurde Gegenstand einer umfangreichen Kontroversliteratur. Die Stoiker empfanden die unabänderliche Gegebenheit der Heimarmene nicht negativ als bedauerliches Ausgeliefertsein. Vielmehr forderten sie freiwillige, bewusste Bejahung der aus ihrer Sicht vernünftigen Weltordnung, die dem Menschen sein Schicksal auferlege. Dieser Entschluss sei jedem anheimgegeben. Der Weise als idealer Mensch ist nach der stoischen Lehre derjenige, der seinen Willen in völlige Übereinstimmung mit dem Walten der Schicksalsmacht bringt und daher nur das Vernünftige will. Die Betonung der göttlichen Vorsehung soll die Verantwortung des Individuums für sein Befinden nicht aufheben, denn je nachdem, ob der Mensch die Weisheit wählt oder nicht, gelingt oder misslingt sein Leben. Die moralische Haltung, die aus dem naturphilosophischen Befund der Stoa abgeleitet wird, ist keineswegs resignativ, sondern aktiv und auf Lebensmeisterung ausgerichtet.
Zwischen dem Prinzip einer umfassenden, strengen und naturnotwendigen Vorherbestimmtheit und der Forderung, man solle sich durch einen autonomen Willensakt für das tugendhafte Handeln entscheiden, bestand ein Spannungsverhältnis, das einen Ansatzpunkt für Kritik bildete. Für die stoischen Denker lag darin eine schwierige Herausforderung, da sie an ihrem Heimarmene-Konzept festhalten wollten, ohne die Eigenständigkeit des Individuums völlig zu tilgen. Beim Versuch, ihre Naturphilosophie und ihre Ethik in Einklang zu bringen, hatten sie sich mit dem Vorwurf der Unstimmigkeit, den ihre Gegner erhoben, auseinanderzusetzen.
Gegen solche Kritik setzte sich Chrysippos von Soloi, ein prominenter Wortführer der Stoa, zur Wehr. Er war Fatalist, vertrat aber eine vermittelnde Position, indem er dem menschlichen Willen eine echte Wahlmöglichkeit zubilligte. Seine Lösung des Konflikts zwischen Notwendigkeit und individueller Autonomie bestand darin, einen Sonderbereich der freien Entscheidungen als „das, was von uns abhängt“ anzunehmen und zu behaupten, dieser Bereich sei der allgemeinen Zwangsläufigkeit der Naturvorgänge entzogen. Zu diesem Zweck unterschied Chrysippos verschiedene Arten von Ursachen: Den „vollendeten“ Ursachen stehen in seinem System die „mitwirkenden“ gegenüber, den „anfänglichen“ die „letzten“, das heißt die auslösenden. Nach einer anderen Übersetzung handelt es sich um einen Gegensatz zwischen „vollkommenen Hauptursachen“ und „mithelfenden Nebenursachen“. Nur den vollendeten und den anfänglichen Ursachen – der Grundveranlagung einer Person oder der Beschaffenheit eines Objekts – wies Chrysippos zwingende Macht zu. Die auf den Menschen einwirkenden Reize der Außenwelt und seiner eigenen Triebe hingegen gelten in diesem Modell als nur mitwirkende und auslösende Ursachen. Sie sind zwar von der Heimarmene gesetzt, aber nicht zwingend. Daher verfügt die Person über die Entscheidungsmacht, einer Option ihre „Zustimmung“ zu erteilen oder zu verweigern. Sie trifft die Entscheidung gemäß ihrer individuellen Natur, also autonom. Damit ist die Verantwortung gerettet.
Die Annahme einer solchen „weichen“ Determination erzeugt allerdings ein Dilemma, dessen Brisanz Chrysippos möglicherweise nicht erkannte: Wenn die individuelle Natur, der Charakter der Person, deren Entscheidungen bestimmt, stellt sich die Frage, wovon diese Natur determiniert wird. Wenn sie von äußeren Faktoren abhängt, ist sie dem Zwang der Heimarmene völlig unterworfen, und die moralische Verantwortung erweist sich als Illusion. Wenn man jedoch die Abhängigkeit von der Außenwelt verneint oder einschränkt, um Autonomie und Verantwortung zu retten, droht ein Zirkelschluss. Dann muss angenommen werden, dass der Mensch selbst durch seine Überzeugungen, Entscheidungen und Handlungen seinen Charakter beeinflusst und insofern dessen Ursache ist. Die Argumentation erfordert jedoch, dass die individuelle Natur die Ursache der Überzeugungen, Entscheidungen und Handlungen ist.
Den logischen Fatalismus, dessen Determinationsverständnis mit einer „weichen“ Determination unvereinbar ist, verwarf Chrysippos. Er versuchte das Meisterargument des Diodoros Kronos zu widerlegen, indem er die Gültigkeit von dessen zweiter Prämisse bestritt, und entwickelte eine alternative Modallogik. Später wandten Gegner dagegen ein, sein Schicksalsverständnis widerspreche seiner Modallogik, denn diese lasse kontingente (nicht notwendige) Ereignisse zu, die das Schicksalskonzept ausschließe; somit gestatte sein System faktisch nichts von dem, was seine Modallogik ermöglichen solle.
Im 1. Jahrhundert v. Chr. verbreitete der Stoiker Poseidonios den „Gestirnfatalismus“, die Lehre, dass alles Geschehen dem Einfluss der Gestirne unterliege. Die Grundlage dafür war der Gedanke einer Weltordnung, die einen universellen Zusammenhang zwischen kosmischen Vorgängen und individuellen Schicksalen herstellt. Dieses Konzept bildete die philosophische Basis des astrologischen Fatalismus.
Eine Verbindung von Fatalismus und Lob der Tatkraft prägte die Gedankenwelt des römischen Stoikers Seneca, der von einer unerbittlichen Notwendigkeit des Vorherbestimmten ausging und zugleich das Leben als Kampf mit den von Fortuna verhängten Widrigkeiten auffasste. Fortuna steht in Senecas Weltbild für das Zufällige, Plötzliche und Verwirrende, das dem Betroffenen sinnlos scheint; das Fatum ist dem entgegengesetzt, es ist die von der Gottheit vorbestimmte Notwendigkeit des Schicksals, mit der man einverstanden sein soll. Freiheit besteht nur hinsichtlich der Wahl, dem Schicksalslauf zuzustimmen oder nicht; am Ablauf ändert sich dadurch nichts. Seneca betonte, dass man sich nicht notgedrungen mit dem Schicksal abfinden, sondern ihm willig zustimmen solle. Diese Haltung fasste er prägnant mit einem Vers des griechischen Stoikers Kleanthes zusammen, den er ins Lateinische übersetzte: „Den Willigen führt das Schicksal, den Unwilligen zieht es.“
Der stoisch gesinnte römische Kaiser Mark Aurel betonte die Forderung, das Schicksal zu lieben. Bei ihm erscheint die Heimarmene in positivem Licht, nur selten ist vom Ertragen und Leiden die Rede. Liebe zum Schicksal äußert sich als Mitarbeit an einem Geschehen, das nicht nur unabänderlich, sondern auch gut ist. Dem Schicksal gebührt freudige und dankbare Zustimmung.

#### Hellenistischer, kaiserzeitlicher und spätantiker Platonismus
Im Zeitalter des Hellenismus bemühten sich die „Akademiker“, die skeptischen Platoniker der „Jüngeren Akademie“, um die Widerlegung des Fatalismus. Die Hauptarbeit leistete Karneades von Kyrene, der im 2. Jahrhundert v. Chr. lange als Scholarch die Akademie leitete. Er präsentierte Argumente, die fortan den gesamten philosophischen Fatalismusdiskurs der Antike prägten. Ein beträchtlicher Teil seiner Ausführungen richtete sich gegen die Grundlagen und Methoden der Astrologie, ein anderer prangerte die Folgen des Fatalismus für Moral und Lebensführung an. Ein wichtiges Angriffsziel war die von Chrysippos entwickelte stoische Lehre von der Vorsehung und der Heimarmene. Der Vordenker der Stoa hatte versucht, die von der Schicksalsmacht bewirkte Kausalität teilweise ihres Zwangscharakters zu entkleiden, um die Entscheidungsfreiheit zu retten. Diesen Ansatz wies Karneades als unstimmig zurück.
Auch im Mittelplatonismus, der sich ab dem 1. Jahrhundert v. Chr. durchsetzte, und im Neuplatonismus, der den philosophischen Diskurs der Spätantike bestimmte, war die Ablehnung des Fatalismus einhellig. Mittel- und Neuplatoniker verwarfen die fatalistische Sichtweise, wonach eine zwingende Notwendigkeit oder die göttliche Vorsehung die Ursache von Übeln im menschlichen Leben ist. Sie sahen im Schicksal nicht eine Macht, die alle Vorgänge und Zustände von vornherein determiniert, sondern nur das kosmische Gesetz, das alle Handlungen mit ihren Folgen verbindet und jedem das zuweist, was ihm aufgrund seiner Entscheidungen und Taten zusteht. Nach diesem Verständnis bestimmt die Heimarmene nur die Gesetzmäßigkeit der möglichen Handlungsabläufe, nicht jedoch die menschlichen Entscheidungen für oder gegen einzelne Handlungen. Die unsterbliche Seele des Menschen ist eine autonome Instanz, die aufgrund ihrer Natur unabhängig von äußeren schicksalsbestimmenden Faktoren spontane Akte initiieren kann.
Eine ausführliche Darstellung und Begründung der traditionellen platonischen Position verfasste im 5. Jahrhundert der Neuplatoniker Proklos. Sein Ausgangspunkt ist die Überlegung, dass das Schicksal Ursachen und Folgen verknüpft. Verknüpfen lässt sich nur räumlich und zeitlich Getrenntes, das heißt Körperliches, denn nur Körperliches unterliegt den Bedingungen von Raum und Zeit. Im Gegensatz zur immateriellen Seele, die sich selbst bewegt, ist das Materielle das von anderem Bewegte. Somit muss das, was vom Schicksal beherrscht wird, von anderem bewegt und körperlich sein. Also ist das Schicksal auf den Bereich der Natur, der materiellen Gegebenheiten, beschränkt. Es spielt sich dort ab, wo es Werden und Vergehen gibt. Keinen Einfluss hat es demnach auf das, was über Raum und Zeit steht. Das ist die intelligible Sphäre, das Reich der nur geistig erfassbaren platonischen Ideen. In dieser überzeitlichen Wirklichkeit ist die unsterbliche Seele beheimatet. Daraus folgt, dass der Mensch nur hinsichtlich seines Körpers dem Schicksal unterworfen ist. Durch seine geistige Tätigkeit kann er sich in den Bereich erheben, der über dem Schicksal steht. Er hat aber auch die Möglichkeit, dem Körper und den Affekten zu verfallen und sich damit durch einen Willensakt dem Schicksal auszuliefern.
Im 6. Jahrhundert baute Boethius das Fatum in sein philosophisches Weltbild ein, in dem er platonisches und christliches Gedankengut verband. In seinem Hauptwerk Der Trost der Philosophie gehört die Unbeständigkeit der Glücks- und Schicksalsgöttin Fortuna zum Kernthema. Zur Klärung der Frage nach den menschlichen Geschicken, nach Vorbestimmung und Willensfreiheit erläutert die personifizierte Philosophie im Dialog mit dem Autor die Begriffe Vorsehung und Schicksal. Sie definiert die Vorsehung als die göttliche Vernunft, die alles ordnet, und das Fatum als die den beweglichen Dingen innewohnende planmäßige Anlage, durch welche die Vorsehung alles ordnungsgemäß zusammenbindet. Die Schicksalsordnung (ordo fatalis) geht aus der Einfachheit der Vorsehung hervor. Alles, was dem Schicksal untersteht, ist auch der Vorsehung unterworfen, aber einiges, was der Vorsehung unterstellt ist, überragt die Schicksalsordnung. Das ist das, was der Gottheit nahe und beständig ist und so über die Beweglichkeit der Schicksalsordnung hinausgeht. Das Fatum ist die Instanz, von der die relativ gottfernen Bereiche gelenkt werden; je näher der Mensch zu Gott hinstrebt, desto freier wird er vom Fatum, und wenn es ihm gelingt, sich in der Festigkeit des göttlichen Geistes zu verankern, unterliegt er dem Schicksalszwang nicht mehr. Alles, was geschieht, wird von Ursachenverknüpfungen hervorgebracht. Somit gibt es keinen Zufall. In dem Dialog beschreibt Boethius ausführlich die fatalistische Position, der zufolge das göttliche Vorauswissen die menschliche Willensfreiheit und Verantwortung vernichtet. Darauf antwortet die Philosophie mit einer eingehenden Widerlegung. Nach ihren Worten ist das Zukünftige nur dann notwendig, wenn es auf die göttliche Erkenntnis bezogen wird, nicht aber, wenn es nach seiner eigenen Natur abgewogen wird. Für Gott handelt es sich nicht um das Vorherwissen einer Zukunft, sondern um Kenntnis einer niemals versagenden Gegenwart (instantia). Gottes Ewigkeit umfasst alle Zeit als Gegenwart und sein Wissen alles Geschehen als gegenwärtig. Was in der Vorsehung simultan gegeben ist, entfaltet sich in der Zeit als Schicksal. Die Gegenwart der Gesamtheit der Ereignisse bei Gott geht nicht aus dem Vorrat der Zukunft hervor, sondern aus der Einfachheit von Gottes eigener Natur. Das, was gewusst wird, wird nicht aus einer ihm innewohnenden Kraft und aus seiner Natur erkannt, sondern gemäß der Fähigkeit des Erkennenden. Wie das menschliche Betrachten eines Ereignisses diesem keine Notwendigkeit verleiht, so macht auch Gottes Wissen das, was er weiß, nicht notwendig. Ungeklärt bleibt bei diesen Ausführungen allerdings die Frage, wie man sich die Vereinbarkeit von Vorherbestimmung und Willensfreiheit im Kausalzusammenhang zu denken hat.

#### Epikureer und Kyniker
Epikur und die Epikureer verteidigten die Willensfreiheit, auf die sie großes Gewicht legten, und bekämpften den Fatalismus. Zwar lehnte Epikur die Vorstellung einer Interaktion zwischen Göttern und Menschen entschieden ab, aber das stoische Schicksalskonzept fand er noch schlimmer. Daher äußerte er die Meinung, es sei besser, sich an die Göttermythen zu halten, als sich der Heimarmene zu ergeben, denn der Volksglaube biete immerhin die Aussicht, die Götter gnädig zu stimmen, während im Fatalismus eine unerbittliche Notwendigkeit herrsche. Das „Meisterargument“ des Diodoros Kronos versuchte Epikur zu entkräften, indem er die Allgemeingültigkeit des Prinzips der Zweiwertigkeit bestritt. Die kaiserzeitlichen Epikureer Diogenes von Oinoanda und Diogenianos setzten die antifatalistische Polemik fort.
Auch die Kyniker lehnten den Fatalismus ab. Sie betrachteten den Menschen als Herrn seines Schicksals und bestritten, dass er einer metaphysischen Macht unterstehe. Dabei tat sich – wohl im 2. Jahrhundert – Oinomaos von Gadara hervor, der die Willensfreiheit verteidigte und in seiner Schwindlerentlarvung das fatalistische Modell der Stoa zu widerlegen versuchte. Den gemäßigten Fatalismus des Chrysippos verspottete er mit der Bemerkung, dieser Stoiker habe den Menschen zum „Halbsklaven“ gemacht.

#### Cicero
Cicero war stark vom Gedankengut der antifatalistischen Jüngeren Akademie beeinflusst. In seiner teilweise verlorenen, im Jahr 44 v. Chr. verfassten Schrift Über das Schicksal bemühte er sich um die Widerlegung des stoischen Fatalismus. Er präsentierte und diskutierte die einschlägigen Argumente der hellenistischen Philosophenschulen. Seine Abhandlung ist die ausführlichste heute bekannte Darstellung der Fatumsdiskussion in der Epoche des Hellenismus. Die Argumentation Ciceros fußt letztlich auf der des Karneades. In der Fähigkeit des Menschen, angeborene Schwächen und Fehler zu bekämpfen, sah Cicero einen schlagenden Beweis für den gewissermaßen außernatürlichen Charakter des Willens, das heißt für dessen Unabhängigkeit vom Zwang der äußeren determinierenden Faktoren, die sonst überall im Kosmos herrschen. Dem logischen Fatalismus begegnete er mit der Überlegung, nur die Wahrheit oder Falschheit eines Satzes sei determiniert, nicht jedoch die Faktizität eines Ereignisses. In der Logik werde nur klassifiziert und nicht etwas über das notwendige Eintreten oder Nichteintreten von Ereignissen ausgesagt.

#### Alexander von Aphrodisias
Alexander von Aphrodisias, der namhafteste Peripatetiker der römischen Kaiserzeit, verfasste eine Schrift Über das Schicksal, in der er ausführlich gegen den stoischen Fatalismus polemisierte. Er räumte ein, dass eine schicksalhafte Kausalität einen bestimmenden Einfluss auf die physischen Vorgänge ausübe, doch er bestritt, dass die von den Stoikern postulierte naturgegebene Schicksalsmacht, die Heimarmene, alle Geschehnisse zwingend festlege. Vielmehr sei die Heimarmene nur eine Ursache neben anderen und nicht immer der maßgebliche Faktor. Freie Entscheidungen des Menschen seien ihr entzogen. Wer wie die Fatalisten dies nicht anerkenne, der hebe das auf, was die Besonderheit der menschlichen Natur ausmache. Die Vorstellung einer umfassenden Vorsehung lehnte Alexander gemäß der traditionellen Position der peripatetischen Schule ab.

### Astrologie
Im Zeitalter des Hellenismus verband sich der stoische Schicksalsgedanke mit der astrologischen Spekulation, die im Seleukidenreich blühte und den Volksglauben im Vorderen Orient durchdrang. Die stoische Lehre bot die Basis für eine Theorie des astrologischen Fatalismus. Dieser verbreitete sich vom Orient her in den lateinischsprachigen Westen des Römischen Reichs. Besonders die populären orientalischen Mysterienkulte nahmen das fatalistische Gedankengut der Astrologie auf und verschafften ihm eine bedeutende Breitenwirkung.
Astrologen der römischen Kaiserzeit setzten sich mit der Frage auseinander, inwieweit die Ereignisse durch Vorgaben der Schicksalsmacht determiniert sind und der Mensch somit einem Verhängnis ausgeliefert ist. Darüber gingen die Meinungen auseinander. Der im 2. Jahrhundert tätige Astrologe Vettius Valens bekannte sich zu einer umfassenden, auch die Götter einschließenden Vorherbestimmung. Er bejahte die Abhängigkeit von den Gestirneinflüssen emphatisch und pries den mit freudiger Zustimmung zum Unvermeidlichen verbundenen Fatalismus, der zu heiterer Gemütsruhe verhelfe. Die einsichtigen Menschen nannte er „Soldaten der Heimarmene“. Sein berühmter Zeitgenosse Ptolemaios unterschied zwischen einer absolut zwingenden göttlichen Heimarmene und einer physischen, die keine totale Herrschaft ausübe. Die göttliche ordne das kosmische Geschehen, die physische lenke das menschliche Leben.
Bei den Philosophen – mit Ausnahme der Stoiker – stieß der astrologische Fatalismus auf scharfen Widerspruch, seine ethischen Folgen erschienen ihnen als unannehmbar. Der von Karneades initiierte Kampf gegen diese Variante des Vorherbestimmungsglaubens wurde in einer umfangreichen, heute zum Teil verlorenen Literatur fortgesetzt. Zu den Autoren, die sich auf diesem Feld engagierten, zählten Philon von Alexandria, Favorinus, Sextus Empiricus und Plotin.

### Literarische Gestaltungen

#### Griechische Literatur
In der homerischen Dichtung erscheint die Moira – gewöhnlich im Singular – als eine unbestimmte Schicksalsmacht, gegen die sogar die Götter nichts ausrichten können. Allerdings fehlt eine Abgrenzung der Zuständigkeiten und Klärung der Machtverhältnisse zwischen Moira und dem Weltlenker Zeus; dazu werden unterschiedliche Sichtweisen geltend gemacht, die Angaben über das Verhältnis der beiden Instanzen sind widerspruchsvoll. In der Ilias bemerkt die Göttin Hera in einer Götterversammlung, ihr Schützling Achilleus werde künftig erleiden, „was alles das Schicksal ihm bei seiner Geburt zugesponnen hat mit dem Garn“. Ebenso führt die trojanische Königin Hekabe den Tod ihres gefallenen Sohnes auf das Schicksalsgeflecht zurück, das bei seiner Geburt gesponnen wurde. Der Held Hektor bekennt sich zu einer ausgeprägt fatalistischen Haltung, aus der sich Trost schöpfen lässt. Bevor er in den Kampf zieht, versichert er seiner besorgten Gattin: „Gegen das Schicksal wird keiner mich hinab zum Hades senden. Doch dem Verhängnis entrann wohl nie einer der Sterblichen, edel oder gering, nachdem er einmal gezeugt wurde.“
Hesiod machte in seiner Theogonie die Moiren zu Töchtern des Weltherrschers Zeus, dem er sie damit eindeutig unterordnete. Er beschrieb sie als die Spenderinnen von Glück und Unglück, stellte aber auch fest, dass es Zeus gewesen sei, der ihnen die höchste Ehrenstellung verliehen habe.
In berühmten Tragödien der griechischen Klassik stellt das Spannungsverhältnis zwischen dem von der Götterwelt bewirkten Verhängnis und dem menschlichen Willen ein zentrales Element dar. Bei Aischylos bilden diese beiden Faktoren ein dichtes, untrennbares Gewebe. In den modernen Aischylosinterpretationen wird bei der Analyse von Entscheidungssituationen teils die Bedeutung der persönlichen, verantwortlichen Entscheidung, teils der Zwang eines unabwendbaren Schicksals in den Vordergrund gestellt. Schicksalsmäßige Notwendigkeit setzt dem freien Wählen enge Grenzen. Die Abgrenzung von schicksalhaftem Zwang und persönlicher Wahl ist nicht in jedem Fall leicht. Es gibt ausweglose Lagen, in denen jeder Weg zu Unheil führt. Auch bei Sophokles tritt die Spannung zwischen Götterfügung und freiem Handeln eindrucksvoll hervor, wobei das göttliche Walten als undurchdringlich erscheint; aus der Sicht des Dichters hat der Mensch das unbegreifliche Geschick, das über ihn verhängt ist, gläubig hinzunehmen. In der sophokleischen Tragödie schafft das gottgesandte Schicksal Situationen, in denen der Reichtum und die Tiefe der menschlichen Seele sichtbar werden.
In der Tragödie Der gefesselte Prometheus, die traditionell – möglicherweise zu Unrecht – Aischylos zugeschrieben wird, stellt sich die Frage, ob sogar der Göttervater Zeus der Gewalt der Moiren unterworfen ist. Der rebellische Titan Prometheus ist überzeugt, dass auch Zeus dem Los nicht entkommen kann, das die Moiren ihm zugeteilt haben. Ihnen gegenüber ist Zeus „der Schwächere“.
Eine konsequent fatalistische Position vertritt in Sophokles’ Tragödie Antigone der Chor, der es für sinnlos erklärt, eine Fügung zu erbitten, denn niemand könne dem ihm vorbestimmten Schicksal entrinnen. Der Tragödiendichter Euripides ließ in seinem Drama Die Phoinikierinnen Ödipus ausrufen: „O Moire, wie du mich vom Anfang meines Lebens an zum Unglück schufst!“ Euripides selbst war jedoch kaum fatalistisch gesinnt.
In der „Neuen Komödie“ der hellenistischen Zeit machte sich eine extrem fatalistische Weltsicht geltend, die dem damaligen Zeitgeist entsprach. In den von solchem Gedankengut geprägten Stücken verfügt die launische Tyche als Göttin und Herrscherin über weitesten Spielraum, menschliche Überlegungen können ihrer Macht nichts entgegensetzen. Insbesondere der namhafte Komödiendichter Menander huldigte dieser Ansicht. Bei ihm ist die Tyche blind, unbeeinflussbar, unberechenbar und unbegreiflich. Sie handelt rücksichtslos und ohne Vernunft. Ähnlich wurde Tyche von den athenischen Volksrednern eingeschätzt, deren Schicksalsglaube den ihres Publikums spiegelte.
Im 2. Jahrhundert verspottete der Satiriker Lukian von Samosata den Schicksalsglauben. In seinen Totengesprächen spricht der mythische Unterweltrichter Minos einen Straßenräuber frei, der geltend gemacht hat, er habe nicht eigenmächtig gehandelt, sondern nur einen Beschluss der Moire Klotho vollzogen. Lukians Dialog Der überwiesene Zeus nimmt die Heimarmene aufs Korn. In diesem Zwiegespräch wird der Göttervater Zeus von einem kynischen Spötter in die Enge getrieben. Er gibt zu, dass die Götter den Moiren untergeordnet sind. Somit ist alles vorherbestimmt, und Zeus kann der Folgerung nicht entgehen, dass Opfer und Bittgebete sinnlos sind, da sie nichts bewirken können. Überdies gebührt den Göttern keine Verehrung, da sie nur Handlanger der Moiren sind.
Das Weltbild der kaiserzeitlichen griechischen Romanliteratur ist von einem konsequenten Fatalismus bestimmt. Hier tragen die Menschen für ihre Taten – auch für Verbrechen – keine Verantwortung, vielmehr sind die Götter und Dämonen und vor allem die Schicksalsgottheit Tyche verantwortlich. In dem Liebesroman Leukippe und Kleitophon schildert Achilleus Tatios die Abenteuer eines Liebespaars, dessen Standhaftigkeit sich in der harten „Schule der Tyche“ zu bewähren hat.

#### Römische Literatur
Im 1. Jahrhundert v. Chr. nahm der epikureische Dichter Lukrez den Schicksalsglauben aufs Korn, wobei er sich auf die seines Erachtens evidente Autonomie des Willens berief.
In einem Gedicht Catulls ist der Gesang der Parzen wiedergegeben, die Geburt und Taten des Helden Achilleus vorhersagen und singend seinen Lebensfaden spinnen.
Für die römischen Dichter der augusteischen Zeit war die Vorherbestimmung eine feststehende Tatsache. Eine zentrale Rolle spielt das Fatum in Vergils Epos Aeneis, wo es sich nach dem Willen Jupiters vollzieht; das Ziel der Geschichte ist durch alle Verwicklungen seit dem Untergang Trojas hindurch die Gründung des Römischen Reichs, die schon immer von der Vorsehung geplant war. Die berühmte Prophezeiung eines neuen Goldenen Zeitalters in Vergils vierter Ekloge wird als Spruch der Parzen dargestellt. Horaz stellte die Schicksalsmacht über Jupiter, den „Vater der Menschheit“, indem er den göttlichen Weltherrscher daran erinnerte, dass das Fatum ihm das Wohl des regierenden Kaisers Augustus anvertraut habe. Tibull stellte fest, kein Gott könne die Fäden der Parzen zerreißen. Auch Ovid griff das Motiv der Unabänderlichkeit des Vorherbestimmten auf. Nach seiner Schilderung versuchte die Göttin Venus vergeblich, den bevorstehenden Mord an Caesar zu verhindern. Jupiter erklärte ihr, das Fatum sei unüberwindlich, der unabänderliche Spruch der Parzen sei im Weltarchiv auf riesigen Tafeln „sicher und ewig“ verzeichnet.
Der Dichter und Astrologe Manilius, der im frühen 1. Jahrhundert das Lehrgedicht Astronomica verfasste, vertrat auf der Basis seines stoischen Weltbilds einen konsequenten Fatalismus. Er formulierte den Grundsatz „Die Gestirne regieren den Erdkreis“. In Auseinandersetzung mit dem epikureischen Freiheitskonzept propagierte Manilius das gegenteilige: Erlösung von den Sorgen durch Anerkennung der Allmacht des Fatums.
Im 1. Jahrhundert erscheint bei dem Epiker Silius Italicus Jupiter als Schicksalslenker, doch an einer Stelle seines Epos Punica wird den Parzen eine übergeordnete Gewalt eingeräumt: Die Göttin Juno bekundet im Gespräch mit ihrem Gatten Jupiter, dass sie sich den Fäden, die die Parzen spinnen, beugt, wenngleich sie einen anderen Ausgang des Zweiten Punischen Krieges wünschen würde.
Der Dichter Statius, ein Zeitgenosse des Silius Italicus, war ein rigoroser Fatalist. In seiner Thebais, einem in Antike und Mittelalter stark nachwirkenden Epos, sind Fatum und Götter weder wohlwollend noch gerecht und vernünftig. Vielmehr steuern sie die Vorgänge willkürlich, und das Fatum erscheint als böswillig. Die Menschen sind den höheren Mächten ausgeliefert und handeln als deren Werkzeuge. Allerdings meinte Statius, es sei möglich, die Parzen zu beeinflussen und dadurch das Leben von Sterblichen über die vorbestimmte Spanne hinaus zu verlängern.
In dem Roman Metamorphosen des Apuleius erleidet der Held schwere Schicksalsschläge, wird aber schließlich durch die Gnade der allmächtigen Göttin Isis aus seiner Not befreit. Isis steht über der Schicksalsmacht und kann das über eine Person verhängte Unglück abwenden. Insbesondere verfügt sie über die Macht, den Tod ungeachtet der Vorherbestimmung hinauszuschieben. Sie dreht die Fäden des Schicksals wieder auf. Mit dieser verherrlichenden Darstellung des Waltens der Göttin griff Apuleius im 2. Jahrhundert eine Vorstellung auf, die unter den Verehrern der Isis schon seit der hellenistischen Zeit verbreitet war, und gab ihr eine eindrucksvolle literarische Gestalt.
Noch in der Spätantike bot im längst christianisierten Weströmischen Reich die Parzenmacht Stoff für eine dichterische Gestaltung. Als es dem Staatsmann und Feldherrn Stilicho gelang, den Konsulat für das Jahr 400 zu übernehmen, verfasste der Panegyriker Claudian drei Gedichte zur Verherrlichung des erfolgreichen Politikers, der sein Gönner war. Im zweiten Gedicht schenkt die Göttin Roma Stilicho eine Toga, die sie selbst gemeinsam mit Minerva gewoben hat und auf der Szenen aus seinem Leben mit einem Goldfaden eingestickt sind. Es ist der Faden, mit dem die Parze Lachesis das bevorstehende Goldene Zeitalter gesponnen hat, das dank Stilichos Taten anbrechen soll.

### Religiöse Lehren im Römischen Reich

#### Christliche großkirchliche Theologie
Die christliche Großkirche bestritt vehement, dass der Mensch einem unausweichlichen Schicksal ausgeliefert sei, für das er nicht verantwortlich sei. Kirchliche Autoren der patristischen Epoche waren der Meinung, der Begriff Heimarmene/Fatum habe kein Korrelat in der Wirklichkeit, er drücke nur einen Aberglauben aus. Suspekt war das Fatum den Kirchenvätern insbesondere wegen seiner gängigen Verbindung mit der Astrologie, denn eine Abhängigkeit des Menschen von den Gestirnen war mit ihrem Weltbild unvereinbar.
Justin der Märtyrer, ein Apologet des 2. Jahrhunderts, eröffnete den Kampf gegen den Schicksalsglauben. Der namhafteste Vordenker der christlichen Fatalismuskritik war der Kirchenschriftsteller Origenes. Der spätantike Kirchenvater Johannes Chrysostomos lehrte, dass jedem, der auf die Heimarmene achtet, die Hölle sicher sei. Mit der Ablehnung des stoischen Fatalismus und des kausalen Determinismus wandten sich die Theologen gegen Konzepte, die mit ihrer Lehre von der uneingeschränkten Weltlenkung durch den biblischen Gott konkurrierten. Dabei bedienten sie sich der Argumente, die sie dem antifatalistischen Schrifttum der Peripatetiker und Platoniker entnehmen konnten. Im Vordergrund stand die moralische Argumentation.
Einerseits musste aus theologischer Sicht die Willensfreiheit gerettet werden, andererseits hielten die Kirchenväter zugleich strikt am Prinzip von Gottes Vorauswissen fest, was auf die Annahme einer bereits determinierten Zukunft hinauslief. Der spätantike Kirchenvater Hieronymus machte sich sogar die Überzeugung der logischen Fatalisten zu eigen, dass es keine zukünftigen Möglichkeiten gibt, die für immer unrealisiert bleiben.
Der Kirchenvater Augustinus meinte, der Ausdruck Fatum gehöre eigentlich nicht in den Wortschatz von Christen. Für ihn war das Wort durch die Vorstellung eines blinden, von Gottes Willen unabhängigen Schicksals vorbelastet. Allerdings glaubte er wie alle antiken Theologen, dass der Geschichtsverlauf vorherbestimmt sei und vom Willen Gottes gelenkt werde und dass Gott auch beständig in die menschlichen Geschicke eingreife. Aus dieser Perspektive konnte aus der Sicht des Kirchenvaters das Fatum als Ausdruck der göttlichen Vorsehung gedeutet werden. Gemeint war dann der „Ausspruch Gottes“ im Sinne der etymologischen Ableitung von fari (‚sprechen‘). Unter diesem Gesichtspunkt fand Augustinus das Wort akzeptabel.
Ungeachtet seiner Ablehnung des paganen Fatalismus führte Augustinus selbst ein fatalistisches Element in seine Theologie ein, indem er lehrte, dass Gott einige wenige Menschen zum ewigen Heil und die überwiegende Mehrheit zum ewigen Tod prädestiniert habe. Dieser Wille Gottes sei unwiderstehlich und der menschliche Wille demgegenüber irrelevant.

#### Gnosis, christlicher Volksglaube und Sondergruppen im Christentum
Die antiken Gnostiker führten die vielfältigen Übel, denen das menschliche Dasein ausgesetzt ist, auf das Wirken der „Archonten“ zurück, böswilliger Mächte, die das Universum beherrschten und die Menschen versklavt hätten. In scharfem Gegensatz zu den vorherrschenden philosophischen und religiösen Lehren, die von einer wohlwollenden Weltlenkung und sinnvollen Weltordnung ausgingen, hielten die Gnostiker die machthabende Instanz – den oder die Schöpfer und Lenker der Welt – für dämonisch und tyrannisch und den Kosmos für ein Gefängnis. Nach ihren Lehren ist der gefangene Mensch auf der Erde physisch durch das Naturgesetz geknechtet, psychisch durch religiöse Vorschriften. Unter Heimarmene oder Fatum verstanden die Gnostiker die despotische Weltherrschaft der Archonten, der die Gefangenen ausgeliefert seien. Dieses Schicksal betrachteten sie aber nicht als unausweichlich im fatalistischen Sinn. Das irdische Elend ist der gnostischen Weltdeutung zufolge das Resultat einer freien Entscheidung derjenigen, die sich freiwillig in die materielle Welt begeben haben und seither der Heimarmene unterworfen sind. Dieser fatale Schritt kann aber rückgängig gemacht werden. Man kann sich aus der Sklaverei der Heimarmene befreien, wenn man sich das gnostische Erlösungswissen aneignet. Dann ist es möglich, aus dem Gefängnis auszubrechen und den Weg in ein jenseitiges Reich der Freiheit zu finden. Dort hat das Verhängnis, das die irdischen Verhältnisse und Schicksale bestimmt, keine Geltung.
Zahlreiche antike Christen akzeptierten zwar die Vorstellung einer unheilvollen Schicksalsmacht, hielten sich selbst aber für Angehörige einer Elite, die schon während des irdischen Daseins dem Fatum nicht unterworfen sei. Sie meinten, dank ihrer Rechtgläubigkeit über den Schicksalszwang, der das Dasein der „Heiden“ beherrsche, erhaben zu sein, da Christus sie davon erlöst habe. Derartige Ideen waren bei christlichen Gnostikern und in anderen „häretischen“ Gruppen verbreitet und fanden im 2. Jahrhundert auch innerhalb der Großkirche viel Anklang. Ein namhafter Anhänger dieses Glaubens war Tatian. Mit großem Nachdruck propagierte Theodotos das Konzept einer nur über die Ungläubigen herrschenden, astrologisch fassbaren Heimarmene, deren Macht von der Taufe gebrochen werde.
Nach der Lehre des außerkirchlichen christlichen Philosophen Bardesanes gibt es drei determinierende Faktoren: die Natur, das Schicksal (syrisch helqā) und den freien Willen, der die ethischen Entscheidungen trifft. Die Schicksalsmacht bestimmt über die äußeren Güter und Übel wie Gesundheit und Krankheit, Reichtum und Armut. Eigentlich ist das Schicksal eine Einrichtung des Schöpfers, doch es wird von den Geistwesen, die es in seinem Auftrag verwalten, zum Teil auf schädliche Weise gelenkt.

#### Pagane Erlösungslehren
Im kaiserzeitlichen und spätantiken Volksglauben war die Auffassung verbreitet, dass die Schicksalsmacht tyrannisch herrsche und dass es für den Menschen darauf ankomme, ihr zu entrinnen. Dafür wurden religiöse Erlösungswege angeboten. Deren Verkünder stellten die eigene Gemeinschaft als Elite dar, die sich über den Schicksalszwang erheben könne, während die Masse der Willkür der Heimarmene ausgeliefert bleibe. Solche Vorstellungen fanden vor allem bei den Anhängern des Isiskults Resonanz. Auch die Chaldäischen Orakel, ein stark rezipiertes religiöses Lehrgedicht – oder eine Sammlung von Gedichten – aus der Kaiserzeit, verbreiteten derartiges Gedankengut. Der Verfasser dieses nur fragmentarisch überlieferten Werks bewertete die Heimarmene negativ und riet, man solle sich ihr nicht zuwenden, sondern sich von ihr emanzipieren. In diese Richtung weisen seine Ratschläge „Betrachte nicht die Natur, ihr Name ist Schicksal“ und „Füge dem Schicksal nichts hinzu“. Als Mittel zur Befreiung vom Zwang des Schicksals empfahl er die Theurgie, das Zusammenwirken mit hilfreichen göttlichen Wesen, an die man sich wenden könne. Wer sich der Theurgie widme, der kehre nicht zur Schar derer zurück, die dem Schicksal unterworfen seien.
Außerdem traten Magier auf, die behaupteten, durch Zauber die Macht der Heimarmene brechen zu können. Sie fanden beträchtlichen Anhang.
In einem orphischen Hymnus wendet sich der unbekannte Autor an die „unerforschlichen Moiren“, die er als „liebe Kinder der dunklen Nacht“ anredet, und rühmt an ihnen, dass sie den Sterblichen „den Zwang der Notwendigkeit nehmen“. Hier erscheinen die Schicksalsfrauen somit als wohlwollende Göttinnen, die den Bitten ihrer Verehrer zugänglich sind.

### Germanen, Kelten, Etrusker
Inwieweit bei den Germanen des Altertums der Glaube an ein unergründliches und unerbittliches Schicksal verbreitet war, ist unklar. Die ältere Forschung sah in einem solchen Fatalismus ein besonderes Merkmal der altgermanischen Weltdeutung. In neuerer Zeit bestehen aber starke Zweifel daran, dass die in mittelalterlichen Quellen bezeugte Vorstellung einer unpersönlichen, über den Göttern stehenden schicksalslenkenden Instanz eine germanische Wurzel hat. Es wird auf Beeinflussung der darüber berichtenden Quellen durch antikes und christliches Gedankengut hingewiesen.
Bei den Kelten im Römischen Reich gab es sowohl im Gebiet der Belger als auch in Britannien einen Kult einheimischer mütterlicher Göttinnen, die als Schicksalsbestimmerinnen betrachtet und mit den römischen Parzen gleichgesetzt wurden. Dies zeigen Inschriften und plastische Darstellungen der Gottheit mit Spinngerät oder einer Schriftrolle.
Die Etrusker verehrten die Schicksalsgöttin Nortia. Sie wollten das künftige Schicksal aus Vorzeichen herauslesen, hauptsächlich aus Blitzen und aus den Eingeweiden der Opfertiere, besonders der Leber. Die Wahrsagung spielte in der etruskischen Religion eine zentrale Rolle. In der älteren Forschung wurde angenommen, hier liege ein harter Fatalismus vor, der beständige Furcht und eine düstere Lebenshaltung erzeugt habe. Nach neueren Erkenntnissen ist diese Einschätzung jedoch zu revidieren, denn der Mensch galt nicht als machtlos und ausgeliefert. Die Etrusker glaubten das Vorausbestimmte und Vorausgesehene beeinflussen und drohende Übel abwenden zu können, indem sie die göttlichen Urheber der bevorstehenden Ereignisse umstimmten. Außerdem galt es als möglich, die Erfüllung eines göttlichen Schicksalsspruchs aufzuschieben. Hinzu kam, dass die Etrusker das Schicksal für übertragbar hielten: Wer aufgrund einer Wahrsagung erkannt hatte, dass ihm ein Unheil bevorstand, konnte es auf eine andere Person ablenken. Ebenso konnte man ein günstiges Geschick, das einem anderen bestimmt war, auf sich ziehen. Auch auf der Ebene der Völker konnte so verfahren werden.

### Perser
Der persische Zoroastrismus zeigt in der Zeit des Sasanidenreichs eine fatalistische Prägung. In der mittelpersischen Literatur wird das dem Menschen zugeteilte Schicksal mit dem Wort baxt bezeichnet, dessen Grundbedeutung vorbestimmter Anteil ist, das aber auch die zuteilende Macht bezeichnen kann. Als „Herr der Zuteilung“ gilt der Fixsternhimmel. Dieser ist ein Teil der guten Schöpfung und kann daher dem Menschen nur Gutes erweisen. Ob jemand ein relativ glückliches oder unglückliches Leben führt, hängt davon ab, wie viel Gutes ihm vom Himmel durch die Tierkreiszeichen zugewiesen wurde. Das Übel stammt von den Planeten, die das Gute rauben. Sie stören die Einwirkung des Fixsternhimmels und verhindern eine gerechte Zuteilung. Nach einer anderen Version ist die Ausschüttung des Guten durch den Tierkreis mit der Tätigkeit eines Bauern zu vergleichen, der beim Säen nicht darauf achtet, an welcher Stelle eine Saat hinunterfällt. Demnach erfolgt die Zuteilung zufällig, sie hängt nicht von der Tugend oder Würdigkeit der einzelnen Personen ab.
Aus den Quellen geht nicht hervor, ob die Zuteilung schon am Anfang der Weltschöpfung erfolgt ist oder erst bei der Geburt eines Menschen geschieht. Jedenfalls ist baxt ein im Voraus für jeden Menschen festgelegter Anteil an den als wertvoll geltenden Gütern Familie, Vermögen, Autorität und Lebensdauer. Daneben gibt es einen weiteren Anteil, der bayō.baxt genannt wird. Ihn erhält der Mensch erst im Lauf seines Lebens gemäß seiner Würde und seinen Verdiensten. Durch Fleiß kann man den Anteil, der einem vom Fixsternhimmel zugewiesen wurde, zwar nicht vergrößern, aber man kann ihn sich schneller aneignen.
Nach einer älteren Forschungsmeinung war der Zurvanismus, eine religiöse Richtung innerhalb des Zoroastrismus oder neben ihm, die Heimat einer besonders wirkmächtigen Form des persischen Fatalismus. Die Gottheit Zurvan, eine Personifikation der unbegrenzten Zeit, sei der Schicksalsherr gewesen, der jedem Menschen die Todesstunde zugewiesen habe. In der neueren Fachliteratur wird jedoch ein besonderer Zusammenhang zwischen Zurvan und der Schicksalsbestimmung bestritten.

### Araber
Die arabische Kultur der vorislamischen Zeit war von einem ausgeprägt fatalistisches Denken durchdrungen, das in der Dichtung Ausdruck fand. Insbesondere der Tod als unausweichliche Bestimmung aller Menschen wurde in fatalistischer Haltung erwartet. Es herrschte die Überzeugung, dass der Todestag vorherbestimmt sei. In Klagen über den Verlust eines Verwandten oder Freundes, in den einleitenden Versen (nasīb) der Qaṣīdah-Gedichte, wo die zerstörende Wirkung der Zeit thematisiert wurde, und in den Faḫr-Versen, die Standhaftigkeit und Todesverachtung priesen, war vom Verhängnis die Rede. Ausdrücke für Zeit erhielten oft die Bedeutung Schicksal. Der berühmte Dichter Labīd schrieb, die Seele sei von ihrem unausweichlichen Schicksal (ḥimām) gefesselt. Als ḥimām wurde häufig der Tod auf dem Schlachtfeld bezeichnet.
Das Schicksal wurde auch als göttliches Wesen gedacht. Man verehrte die Göttin Manāt als das personifizierte Schicksal und ordnete ihr eine Schere zu, mit der sie den Lebensfaden abschneidet.

## Mittelalterliche Auffassungen

### Theologische und philosophische Debatten
Die Auseinandersetzung der mittelalterlichen Gelehrten mit dem antiken Diskurs, der ihnen nur teilweise bekannt war, fiel zwiespältig aus. Man befand sich in einem Dilemma. Einerseits wurde der Fatalismus stoischer Prägung aus theologischer Sicht als glaubenswidrig verurteilt, wobei man sich an der einschlägigen Polemik der Kirchenväter orientierte; die bedrohte Willensfreiheit musste gewahrt werden. Andererseits führte der kirchlich vorgeschriebene Glaube an die göttliche Vorsehung und an die biblischen Prophezeiungen zur Ausformung von mehr oder weniger fatalistischen Prädestinationslehren. Hinzu kam die fortdauernde Herausforderung durch die Problematik des logischen Fatalismus.

#### West- und Mitteleuropa
In der lateinischsprachigen Gelehrtenwelt West- und Mitteleuropas fand die von Aristoteles initiierte Auseinandersetzung mit dem logischen Fatalismus viel Beachtung. Diese Thematik überschnitt sich mit der des theologischen Fatalismus. Das aristotelische Modell einer offenen Zukunft hatte aus christlicher Sicht Vorzüge, da es die Willensfreiheit sicherte. Andererseits hatten die mittelalterlichen Denker aber die theologischen Konsequenzen zu berücksichtigen, die sich hinsichtlich der biblischen Prophezeiungen und der göttlichen Allwissenheit ergaben, wenn die Zukunft im Sinne der aristotelischen Lehrmeinung als unbestimmt aufgefasst wurde. Einen Ausweg schienen die Kommentare des Boethius zu Aristoteles’ Peri hermeneias zu bieten, in denen das Konzept von Gottes Ewigkeit als Basis einer Lösung dient. Der Ansatz des Boethius konnte sowohl für fatalistische als auch für nichtfatalistische Modelle in Anspruch genommen werden. Sein Verständnis des Verhältnisses von Vorsehung und Fatum bildete die Ausgangsbasis der gängigen mittelalterlichen Interpretationen, auch für den im Spätmittelalter außerordentlich einflussreichen Thomismus.
Im 9. Jahrhundert trug Gottschalk von Orbais ein dezidiert fatalistisches Konzept vor. Nach seiner Lehre von der doppelten Prädestination ist nicht nur den Erwählten Gottes das ewige Heil vorausbestimmt, sondern auch den Verworfenen die ewige Höllenstrafe. Zwar lehrte die kirchliche Theologie, der allwissende Gott habe im Voraus gewusst, dass die künftigen Höllenbewohner eine schuldhafte Entscheidung für das Böse treffen würden, doch Gottschalk ging weit über diese Annahme hinaus. Er behauptete, es handle sich um eine unabänderliche Vorbestimmung zur Verdammnis, um einen Ausgang, den Gott von Anfang an so gewollt habe. Die davon Betroffenen seien aufgrund dieses göttlichen Beschlusses von vornherein ohne Aussicht auf Rettung. Diese Lehre wurde von Gottschalks Gegnern als Leugnung der Willensfreiheit angegriffen und von der Kirche verurteilt.
Eine radikal antifatalistische Position formulierte Gottschalks Zeitgenosse Eriugena. Nach seiner Lehre existiert die Zukunft in der Gegenwart noch nicht. Daher ist es unmöglich, dass Gott auf dem Weg des Vorauswissens oder Vorherbestimmens auf zukünftige Ereignisse vorgreift. Somit gibt es keine Prädestination, die Zukunft ist offen. Gegenteilige Aussagen in der Bibel sind nicht wörtlich zu verstehen.
In den 1180er Jahren vollendete Bischof Bartholomäus von Exeter (Bartholomaeus Exoniensis) eine Kampfschrift gegen den Fatalismus. Seine Abhandlung ist heute unter dem modernen Titel Contra fatalitatis errorem bekannt.
Zu den hoch- und spätmittelalterlichen Theologen und Philosophen, die sich mit dem logischen Fatalismus auseinandersetzten, zählen Anselm von Canterbury, Petrus Abaelardus, Petrus Lombardus, Robert Grosseteste, Thomas von Aquin, Johannes Duns Scotus, Wilhelm von Ockham, Thomas Bradwardine und Petrus von Ailly. Die weitaus meisten Modelle hielten an der uneingeschränkten Gültigkeit des Prinzips der Zweiwertigkeit fest. Der Erste, der einen anderen Weg wählte, war Petrus Aureoli, der im frühen 14. Jahrhundert vorschlug, den Grundsatz aufzugeben, dass das Zweiwertigkeitsprinzip auch für alle vergangenen und gegenwärtigen Aussagen über Zukünftiges gelten müsse. Diese Position war theologisch anstößig und blieb daher Minderheitsmeinung.
Nach der Argumentation des namhaften Scholastikers Abaelard (Petrus Abaelardus; † 1142) ergibt sich aus Gottes Allwissen, das Vorauswissen einschließt, als notwendige Folgerung das Eintreten der Sachverhalte, von denen Gott weiß. Somit fällt das Mögliche mit dem Faktischen zusammen. Demgemäß lehrte Abaelard, das Seelenheil jedes Menschen hänge davon ab, ob er von Gott für die Erlangung der Gnade prädestiniert sei oder nicht. Abaelard meinte sogar, die Erschaffung der Welt sei determiniert; es sei Gott nicht möglich gewesen, sie nicht zu erschaffen.
Im 15. Jahrhundert entbrannte ein Konflikt über die Offenheit der Zukunft, der „Löwener Streit“. Der Franziskaner Petrus de Rivo, der an der Universität Löwen lehrte, trat für die Unbestimmtheit der Zukunft ein. Sein Anliegen war der Kampf gegen fatalistische Versionen der Prädestinationslehre, wie sie die Reformtheologen John Wyclif und Jan Hus propagiert hatten. Der konsequente Fatalismus dieser Denker war schon 1415 auf dem Konzil von Konstanz verdammt worden, doch die extreme Gegenposition, die Petrus de Rivo einnahm, stieß in maßgeblichen kirchlichen Kreisen ebenfalls auf Widerspruch. Seine Lehre fand zwar unter den universitären Theologen einigen Anklang, wurde aber schließlich 1474 von Papst Sixtus IV. als glaubenswidrig verurteilt.

#### Byzanz
Die byzantinischen Theologen erörterten häufig die Frage, ob der Todeszeitpunkt von Gott unabänderlich vorherbestimmt ist oder ob der Mensch durch sein Tun die eigene Lebensdauer beeinflussen kann. Für die Unabänderlichkeit wurde geltend gemacht, Gottes umfassende Vorsorge müsse die Todesstunde einschließen. Dagegen wurde vorgebracht, dass das Verhalten des Menschen nicht ohne Auswirkung auf seine Lebenslänge sein könne. Die antifatalistische Position setzte sich durch.
Die meisten mittel- und spätbyzantinischen Autoren bejahten die Unbestimmtheit der Zukunft, und zwar auch aus Gottes Sicht. Damit wandten sie sich gegen die Prädestination. Die Ablehnung des theologischen Fatalismus wurde zu einem Abgrenzungsmerkmal der orthodoxen Theologie gegenüber dem Islam und spielte in der antiislamischen Polemik der Byzantiner eine Rolle.
Im 11. Jahrhundert äußerte sich der byzantinische Gelehrte und Philosoph Michael Psellos zur Heimarmene. In seinem Kommentar zu den Chaldäischen Orakeln unterschied er zwischen Schicksal und Vorsehung. Die Vorsehung sei der unmittelbare Ausdruck von Gottes Wohlwollen, das Schicksal hingegen sei die Macht, die mit ihren Fügungen die Lebensverhältnisse bestimme. Wer nach geistigen Gesichtspunkten handle, unterstelle sich der Vorsehung und stehe damit über dem Schicksal; insoweit man sich am Körperlichen orientiere, sei man der Heimarmene unterworfen.
Der spätmittelalterliche Philosoph Georgios Gemistos Plethon († 1452) war konsequenter Fatalist. Er hielt alle Vorgänge für streng determiniert. Nach seiner Lehre hat der göttliche Weltlenker die Zukunft „von Ewigkeit her vorherbestimmt und festgesetzt“. Es ist unmöglich, ihn umzustimmen, denn er will stets ausschließlich das Bestmögliche. Wenn er einen Beschluss, der bereits auf das Beste abzielt, auf Bitten von Menschen aufhöbe, so würde er etwas Schlechteres dem möglichst Guten vorziehen, was widersinnig ist. Plethons Fatalismus ist optimistisch: Weil alles Vorherbestimmte gut ist, gelangt der Mensch, der es bejaht, zum Glück und zur wahren Freiheit.

### Literarische Rezeption
Im 12. Jahrhundert verfasste der Philosoph Bernardus Silvestris das umfangreiche Gedicht Mathematicus, in dem er die Problematik des Schicksalsglaubens anhand einer Erzählung auf der Basis eines antiken Stoffs veranschaulichte. Die Ausgangslage ist verhängnisvoll: Ein Astrologe hat die Geburt eines Knaben vorausgesagt, der eine glänzende Zukunft habe und den römischen Thron besteigen werde, aber eines Tages seinen Vater umbringen werde. Die entsetzten Eltern vereinbaren zunächst, das neugeborene Kind zu töten, doch die Mutter bringt das nicht fertig, sie täuscht den Mord nur vor und lässt ihren Sohn in der Ferne aufwachsen. Dieser erlangt später tatsächlich die römische Königswürde und erweist sich wie vorausgesagt als außerordentlich tüchtiger und erfolgreicher Herrscher. Nachdem er von der Prophezeiung erfahren hat, beschließt er, seinem Leben ein Ende zu setzen, um dem drohenden Schicksal zuvorzukommen. Als König kann er aber nicht frei über sein Leben verfügen. Daher bittet er den Senat und die Volksversammlung um die Erlaubnis zum Suizid. Wegen seiner allgemeinen Beliebtheit stößt das schockierende Ansinnen auf Ablehnung. Darauf dankt er ab, um die Freiheit zu erlangen, als Privatmann sein Vorhaben zu verwirklichen. An dieser Stelle bricht das Gedicht ab, der Ausgang bleibt offen. Auffällig ist der tief verwurzelte Fatalismus, der für die Hauptbeteiligten die selbstverständliche Voraussetzung ihrer Entscheidungen bildet.

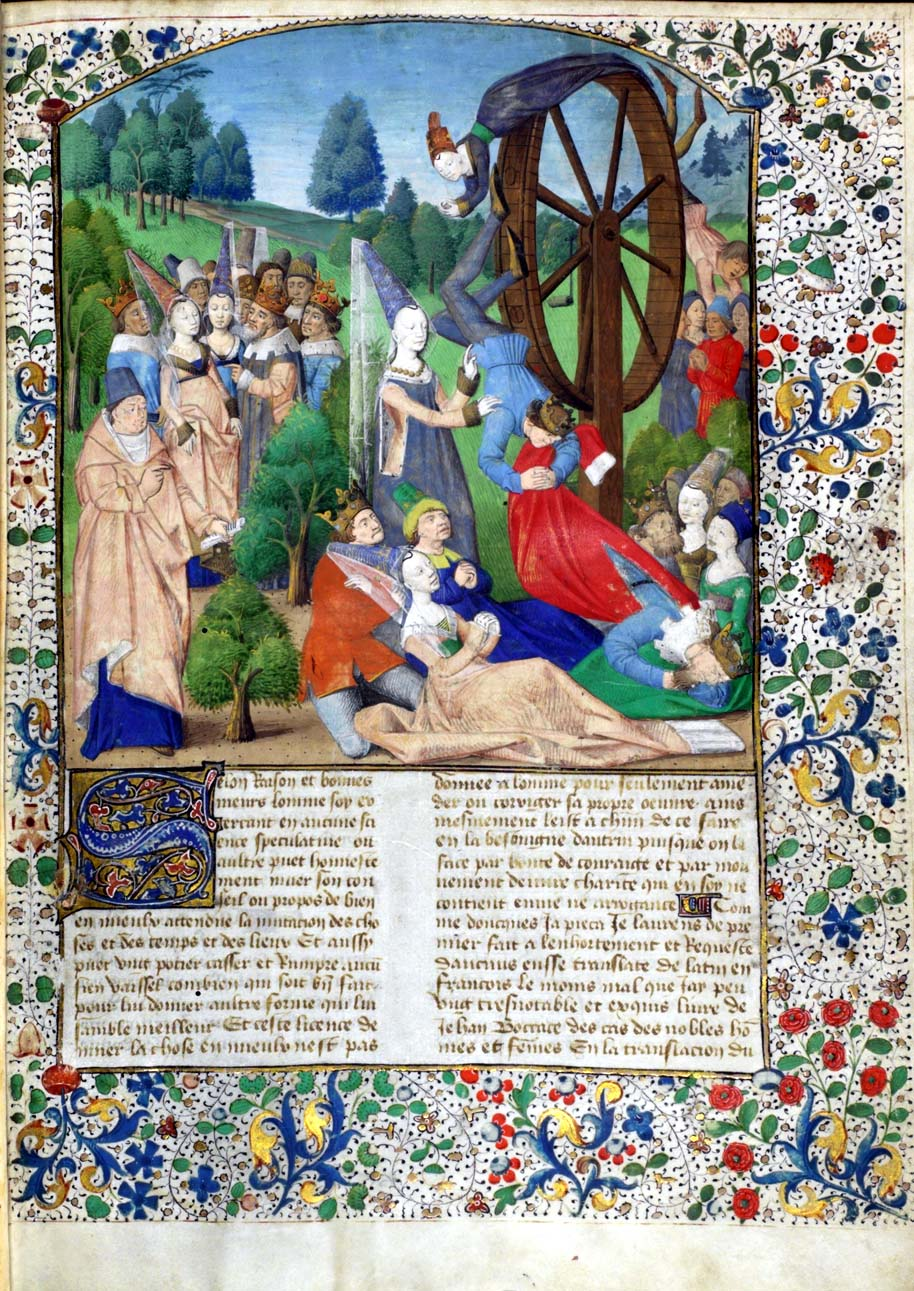
Fortuna mit dem Glücksrad. Französische Buchmalerei in der Handschrift Glasgow, University Library, MS Hunter 371, fol. 1r (1467)

Im Spätmittelalter und in der Renaissance war die vor allem von Boethius vermittelte Gestalt der antiken Schicksalsgöttin Fortuna sehr populär. Man sah sie als Vollzieherin von Gottes Willen, doch wurde auch das antike Bild der eigenständigen Göttin wieder aufgegriffen. Ihr Attribut war das von ihr gedrehte Glücksrad. Es symbolisierte die Wechselhaftigkeit des Glücks und die Abhängigkeit des Menschen von Fügungen, denen gegenüber er machtlos ist. Ab dem 12. Jahrhundert wurde in literarischen Texten und in der Geschichtsschreibung oft auf dieses Symbol Bezug genommen.

### Humanistische Stellungnahmen in der Frührenaissance
Eine zwiespältige Haltung nahm im 14. Jahrhundert der berühmte Humanist Francesco Petrarca ein. Er war oft von einer fatalistischen Stimmung ergriffen; viele seiner Äußerungen zeigen ihn als Anhänger des verbreiteten Glaubens an die menschliche Ohnmacht angesichts der Macht und Unwiderstehlichkeit Fortunas. Andererseits bemühte er sich um eine theoretische Bewältigung des Problems durch einen geistigen Kampf gegen das fatalistische Gedankengut. Sein Lösungsversuch ging von der Überlegung aus, Fortuna mit der göttlichen Vorsehung gleichzusetzen und sie so ihres erschreckenden, dämonischen Charakters zu entkleiden. Petrarcas Argumentation war jedoch nicht schlüssig und wurde daher im ausgehenden 14. Jahrhundert von dem Staatsmann und humanistischen Schriftsteller Coluccio Salutati unnachsichtig kritisiert. Seine eigene Meinung legte Salutati 1396/1399 in dem Traktat De fato et fortuna dar. Er verteidigte die Realität der Fortuna, die eine Dienerin Gottes sei, anhand biblischer und antiker Beispiele. Seine Weigerung, Florenz wegen der dortigen Pestepidemie zu verlassen, begründete Salutati nicht nur mit seiner Verantwortung für die Stadt, sondern auch damit, dass die Vorsehung, der man nicht entfliehen könne, Zeit und Ort seines Todes bestimmt habe.
Verbreitet war bei den Renaissance-Humanisten die Überzeugung, der tapfere, tugendhafte Mensch sei den Schicksalsfügungen überlegen und könne sein Schicksal meistern.
Im 15. Jahrhundert knüpfte der Platoniker Marsilio Ficino aus christlicher Sicht an das Schicksalskonzept der Chaldäischen Orakel an. Er meinte, der menschliche Körper befinde sich unter der Herrschaft des Schicksals (sub fato), doch die Seele stehe durch den Geist (per mentem) über dem Schicksal (supra fatum), indem sie in der Ordnung der Vorsehung handle. Es liege in der Gewalt eines jeden, ob er sich dem Schicksal unterordne oder nicht.

## Frühneuzeitliche Einschätzungen

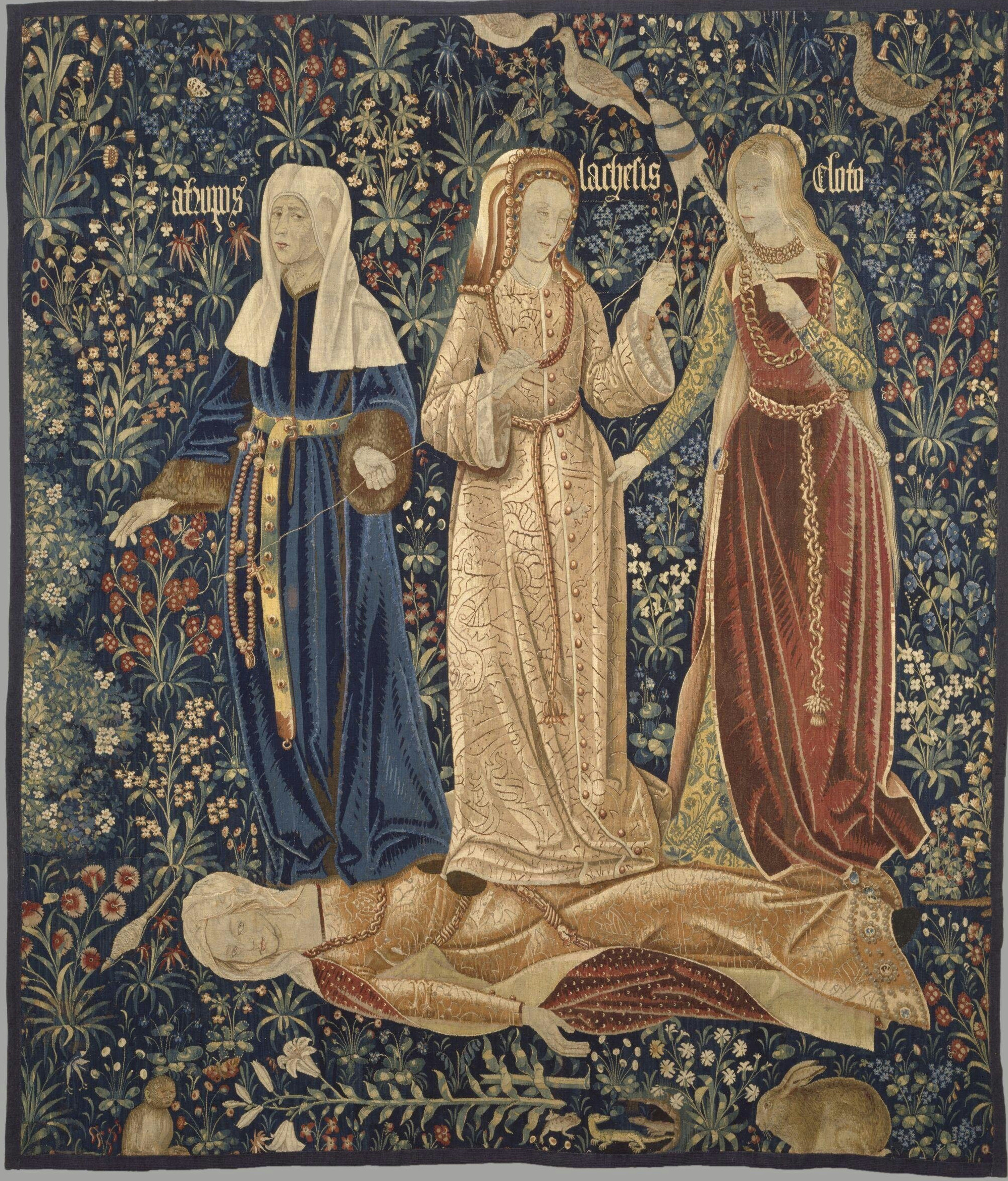
Die drei Parzen mit dem Lebensfaden auf einem flämischen Wandteppich des frühen 16. Jahrhunderts. Victoria and Albert Museum, London

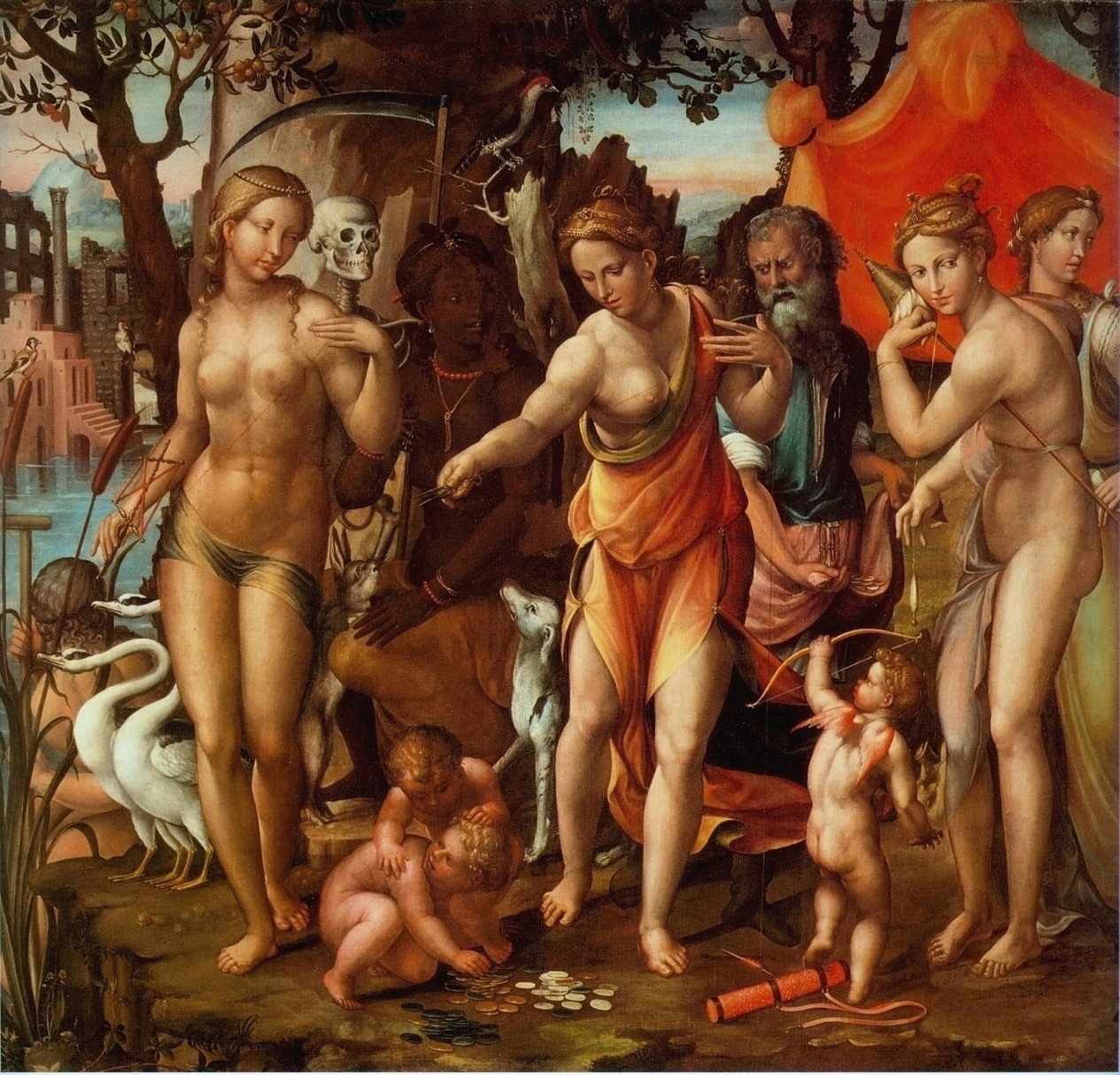
Die drei Parzen auf einem Ölgemälde von Marco Bigio, das früher Sodoma zugeschrieben wurde, aus dem zweiten Viertel des 16. Jahrhunderts. Galleria Nazionale d’Arte Antica, Palazzo Barberini, Rom

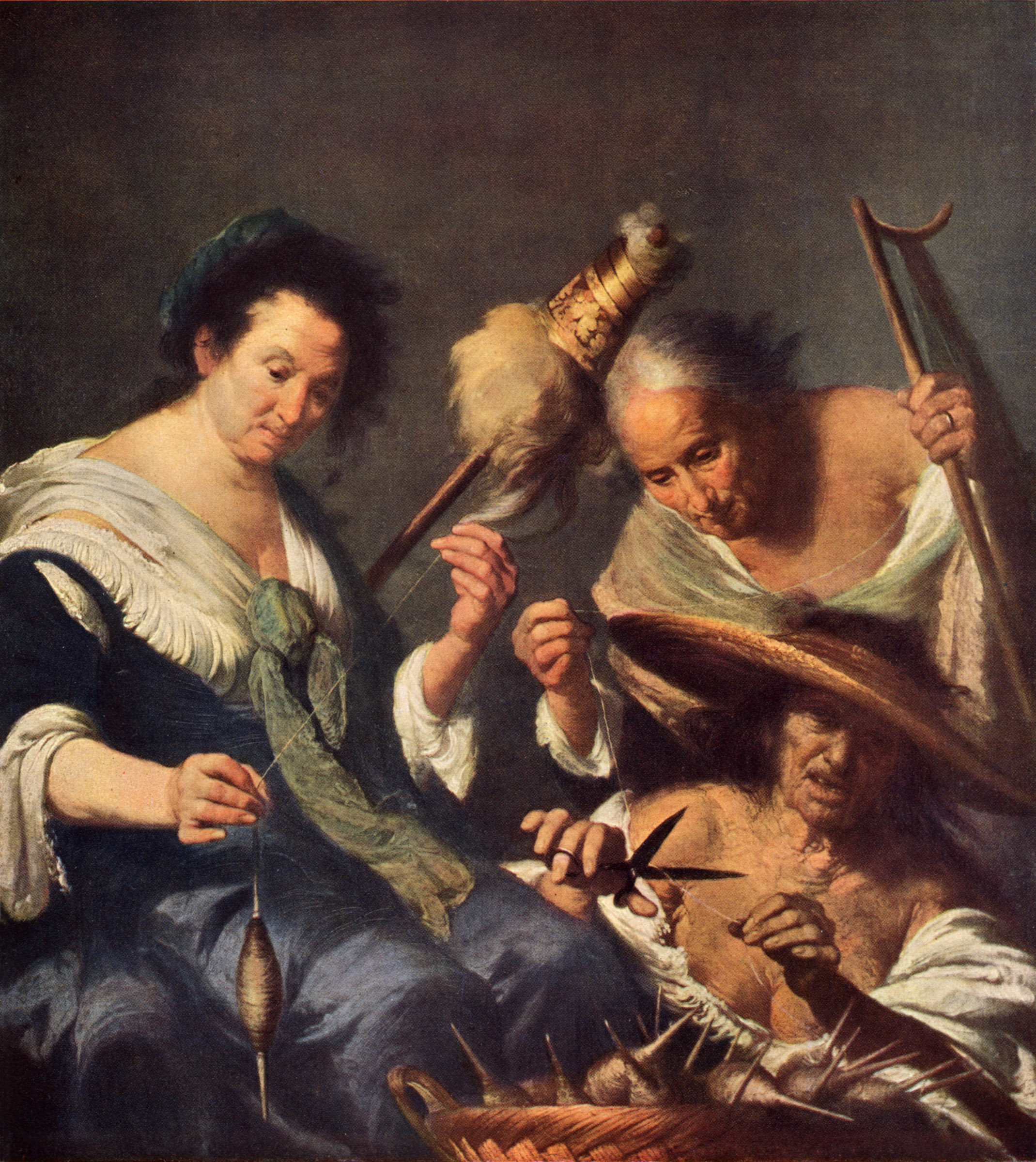
Die drei Parzen. Ölgemälde von Bernardo Strozzi aus den 1630er Jahren

In der bildenden Kunst des 16. und 17. Jahrhunderts ist das Motiv der Schicksalsgöttinnen relativ selten. Gemälde, die zu Ehren der Medici oder einzelner Angehöriger dieses Geschlechts angefertigt wurden, zeigen das Walten der Parzen in heiterem Kontext und optimistischer Stimmung, die Göttinnen sind wohlwollend und stehen für eine vielversprechende Zukunft. Dezidiert fatalistisch und pessimistisch ist hingegen die Darstellung auf einer Zeichnung Albrecht Dürers von 1515. Dort fleht ein Knappe die Parzen vergeblich an, ihm ein günstiges Schicksal zu gewähren.
In der Reformationszeit entwickelten reformierte Theologen Prädestinationslehren, die implizit oder explizit davon ausgehen, dass für jeden Menschen das Schicksal, das ihn nach dem Tod erwartet, unabänderlich prädestiniert ist. Besonders klar und konsequent formulierte Johannes Calvin das Konzept der „doppelten Prädestination“, der Vorherbestimmung der einen zum Heil und der anderen zum Unheil. Calvin lehrte, es gebe einen ewigen Beschluss Gottes darüber, was aus jedem Menschen werden soll. Einem bestimmten Teil der Menschheit sei das ewige Heil, den übrigen die ewige Verdammnis von vornherein zugewiesen. Daher erreiche jeder in seinem Leben nur das, was schon vor seiner Geburt über ihn verhängt worden sei. Demnach agiert der Mensch nur als Werkzeug der Vorsehung, auch wenn er sündigt. Diese fatalistische Position wurde von zahlreichen reformierten Theologen geteilt, von anderen jedoch abgemildert oder bekämpft. Gegner des Calvinismus wiesen auf die Ähnlichkeit seiner Prädestinationslehre mit der islamischen hin und warfen den Calvinisten vor, einem „türkischen“ Fatalismus zu huldigen. Einen Ansatzpunkt für solche Kritik bot Calvins Vorsehungslehre, die besagt, jedes Ereignis – von einem Kriegsausbruch bis zu den Vorkommnissen im Leben eines einzelnen Tieres – sei unmittelbar von Gott gewollt und herbeigeführt. Diese Lehre gehört zum Typus des „universaldeterministischen Fatalismus“.
Nach der Einschätzung von Max Weber hatte die calvinistische Vorherbestimmungslehre in der Reformationszeit gravierende Folgen für die Stimmung einer ganzen Generation. Sie habe in ihrer „pathetischen Unmenschlichkeit“ das Gefühl einer unerhörten inneren Vereinsamung des einzelnen Individuums erzeugt. Der Gläubige sei darauf verwiesen gewesen, einsam einem von Ewigkeit her feststehenden Schicksal entgegenzuziehen. Diese Darstellung Webers ist in der Forschung allerdings auf Kritik gestoßen, da sie den kollektiven Aspekt des religiösen Erlebens unterschätze.
Der humanistische Philosoph Justus Lipsius (1547–1606) bemühte sich um eine Erneuerung der stoischen Tradition, wobei er sich intensiv mit der Fatum-Lehre, dem Fatum stoicum, auseinandersetzte. In seinem sehr wirkmächtigen, 1584 veröffentlichten Dialog De constantia wies er auf Ungereimtheiten und Widersprüche des stoischen Konzepts hin und versuchte aus dem antiken Gedankengut ein „wahrhaftiges“ Fatum-Verständnis zu destillieren, ein mit dem Christentum vereinbares Fatum verum. Lipsius sah im Fatum die Erstursache, neben der Zweit- und Mittelursachen, darunter der menschliche Wille, Einfluss nehmen können.
Nach der Lehre von Baruch de Spinoza (1632–1677) folgt alles mit Notwendigkeit aus der Natur Gottes, die allein die wirkende Ursache aller Dinge – insbesondere aller Willensakte – ist. Nur das tatsächlich Eintretende ist möglich. Zwar erklärte Spinoza, er unterwerfe auf keine Weise Gott dem Schicksal, doch ging er von einem zwangsläufigen Walten der Schicksalsmacht aus, die er mit der göttlichen Natur gleichsetzte. Mit seinem Notwendigkeitsverständnis hob er die menschliche Freiheit auf. Daher wurde er von Kritikern als Fatalist gebrandmarkt. Im 18. Jahrhundert wurde der „Spinozismus“ als eine Variante des Fatalismus angegriffen. Da Spinoza als Atheist verunglimpft wurde, erhielt die Bezeichnung Fatalismus die Konnotation des Atheismus. Sein Modell wurde als Gefahr für Religion und Moral wahrgenommen und bekämpft.
Leibniz (1646–1716) wandte sich in der Vorrede zu seiner Theodizee gegen die „falsch verstandene Vorstellung von der Notwendigkeit“, die einen Typus des Fatalismus habe aufkommen lassen, den man als fatum mahumetanum (mohammedanisches Schicksal) zu bezeichnen pflege. Damit nahm Leibniz auf den im Islam stark ausgeprägten Prädestinationsglauben Bezug. Er sprach von einem Schicksal nach türkischer Auffassung („destin à la turque“), weil man von den Türken behauptete, dass sie den Gefahren nicht aus dem Weg gingen und sogar von der Pest infizierte Orte nicht verließen, da sie alles für vorherbestimmt hielten. Diesen Glauben verwarf Leibniz. Er konstatierte, dass in das Handeln der meisten Menschen eine Beimischung der „türkischen“ Schicksalsidee miteinfließe, ohne dass sie sich dessen hinreichend bewusst seien. Auch aufgeweckte junge Leute habe er oft vorbringen hören, es sei alles im Buch des Schicksals aufgeschrieben und daher seien Ermahnungen zur Tugend nutzlos. Dieser Position entsprach aber – so Leibniz – keine konsequente Lebenspraxis. Vielmehr nahmen die Fatalisten die Prädestination nur zum Vorwand, um aus Bequemlichkeit schwierigen oder unangenehmen Entschlüssen auszuweichen. Wenn sie jedoch in Gefahr gerieten oder etwas begehrten, überließen sie den Ausgang nicht der Vorsehung, sondern nahmen das Schicksal selbst in die Hand.
Leibniz verwarf den logischen Fatalismus und legte Wert auf die These, dass es mehr Möglichkeiten als Verwirklichungen gebe. Allerdings meinte er damit bloße Denkmöglichkeiten, für die er nur Widerspruchsfreiheit und nicht ein existenzbezogenes Vermögen forderte. Demnach bestehen alle Alternativen zum real Eintretenden nur theoretisch; wirklich eintreten kann nur das, was gemäß der Vorsehung tatsächlich geschieht. Wegen dieser Ansicht geriet Leibniz in den Verdacht, selbst schicksalsgläubig zu sein und in seiner Vorsehungslehre Gott einem unüberwindlichen Fatum unterzuordnen. Die Folge waren langwierige Kontroversen, die nach seinem Tod fortdauerten.
Das Thema des „türkischen“ oder allgemein islamischen oder „orientalischen“ Fatalismus wurde im 18. Jahrhundert breit diskutiert, sehr häufig mit Bezugnahme auf das von Leibniz angeführte Pest-Beispiel. Dabei diente der Fatalismus als Erklärung für Politik und Wirtschaftsverfassung des Orients, für die dort herrschende „Despotie“. Es wurde aber auch im Sinne einer umgekehrten Ursächlichkeit vorgebracht, die türkische Tyrannei lasse mit ihrer launenhaften politischen Willkür gar keine andere Geisteshaltung als die fatalistische zu.
Friedrich Heinrich Jacobi (1743–1819) trug zur Verbreitung des Begriffs Fatalismus in den weltanschaulichen Auseinandersetzungen bei. Er verwendete ihn als Kampfbegriff in seiner Polemik gegen die Lehren von Spinoza und Leibniz. Jacobi hielt jedes System, das die Beschaffenheit der Welt als notwendige Auswirkung der Natur des göttlichen Urwesens auffasst, für fatalistisch, da es die Notwendigkeit zur Ursache der Geschehnisse mache und den einzelnen Menschen nicht als den wirklichen Urheber seiner Taten ansehe. Jeder Versuch, eine Vernunftreligion zu begründen, müsse in einen solchen Fatalismus einmünden. Der Fatalismus sei das Zentrum, der springende Punkt des Spinozismus. Jacobis Stellungnahme löste im Jahr 1785 den „Spinozismusstreit“ aus. Seine Ansicht, dass das Fatum notwendig Gott oder Gott das Fatum verschlinge, wurde von den meisten Zeitgenossen nicht geteilt.
Der Aufklärer Denis Diderot schrieb die romanhafte Erzählung Jacques le Fataliste et son maître (Jacques der Fatalist und sein Herr), die erst 1796 postum veröffentlicht wurde. Die Titelfigur Jacques vertritt einen kausaldeterministisch fundierten Fatalismus spinozistischer Prägung, während sein Dienstherr an die Willensfreiheit glaubt. Dargestellt wird der Alltag eines Fatalisten, der versucht, nach seiner Überzeugung zu leben, und dabei in Schwierigkeiten gerät, die er nur teilweise meistert.

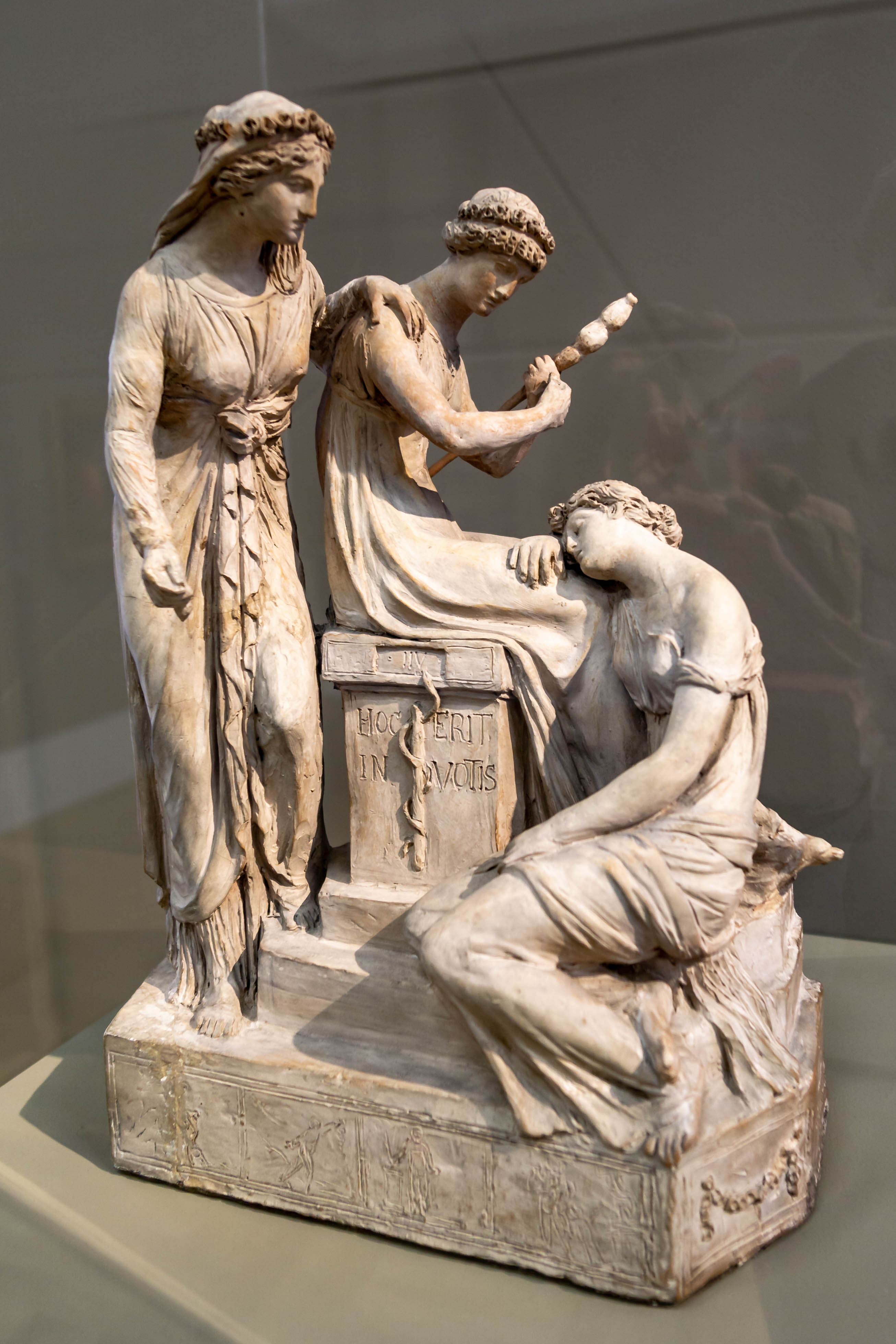
Die drei Parzen, Tonmodell von Johann Heinrich Dannecker, 1791, in der Staatsgalerie Stuttgart. Der Lebensfaden bleibt erhalten, da die todbringende Parze Atropos eingeschlafen ist.

Kant meinte, die Vernunft mache sich „vermittelst der theologischen Idee“ vom Fatalismus los und führe zum Begriff einer Ursache durch Freiheit. So sei es möglich, „freche und das Feld der Vernunft verengende Behauptungen“ des Fatalismus „aufzuheben“. Wer Zeit und Raum für „zum Dasein der Dinge an sich selbst gehörige Bestimmungen“ ansehe, könne die „Fatalität der Handlungen“ nicht vermeiden. Dann wäre der Mensch eine Marionette, ein denkender Automat. In Wirklichkeit seien aber die Handlungen des Menschen „bloße Bestimmungen desselben als Erscheinung“, nicht des Dinges an sich selbst, und somit sei die Freiheit zu retten.
Der Kantianer Carl Christian Erhard Schmid entdeckte im Jahr 1790 ein Problem in Kants System: Eine Handlung wird entweder von der Vernunft oder von sinnlichen Einflüssen bestimmt. Im ersten Fall ist die Handlung autonom und stimmt mit dem moralischen Gesetz überein, im zweiten Fall ist sie nicht autonom und somit unfrei. In beiden Fällen gibt es keine Freiheit, spontan gegen das moralische Gesetz zu arbeiten, also keine Wahlfreiheit. Schmid bezeichnete diese Konsequenz, den Verzicht auf Wahlfreiheit, als „intelligiblen Fatalismus“. Er meinte, seine Argumentation schade der Moral nicht, da sie die Zurechenbarkeit nicht aufhebe. Kant stimmte Schmids Überlegung insofern zu, als er feststellte, nur die Freiheit in Bezug auf die innere Gesetzgebung der Vernunft sei ein Vermögen, die Möglichkeit von dieser abzuweichen sei ein Unvermögen. Er akzeptierte den intelligiblen Fatalismus zwar als bloße Möglichkeit innerhalb des Gebäudes seiner theoretischen Philosophie, warnte aber davor, daraus Konsequenzen zu ziehen. Sein Problem dabei war, dass nach seiner Theorie positive Freiheit auf dem Vermögen der Spontaneität beruht. Er befürchtete, dass ein Skeptiker aus dem intelligiblen Fatalismus folgern würde, dass Spontaneität nicht gerechtfertigt werden könne und die Moral somit im Rahmen der kantschen Theorie keine Basis habe.
Fichte weitete das Bedeutungsfeld des Begriffs Fatalismus aus, indem er jede Lehre, die das Ich nicht ausschließlich durch sich selbst bestimmt sein lässt, als fatalistisch bezeichnete. Er unterschied zwischen zwei einander entgegengesetzten philosophischen Ansätzen, dem „Dogmatismus“ und dem „Idealismus“. Nach dieser Klassifikation sucht der Dogmatismus den Grund von Erfahrung im Ding an sich, der Idealismus im Ich. Der Dogmatismus versucht alle Bewusstseinsinhalte, darunter das Bewusstsein von Freiheit, aus dem Ding an sich herzuleiten, dessen Produkte sie seien, und fasst somit das Freiheitsbewusstsein als Illusion auf. Daher ist aus Fichtes Sicht jeder konsequente Dogmatiker Fatalist. Auch Orientierung an einem von außen vorgegebenen Sittengesetz hielt Fichte für fatalistisch im Sinne seines Begriffsverständnisses. Er kritisierte, dass bei der Erzeugung eines solchen Sittengesetzes die Spontaneität des Ich übergangen werde. Als konsequenter Antifatalist verwarf er Schmids intelligiblen Fatalismus.
Schelling befasste sich in seinem System des transzendentalen Idealismus (1800) mit der Frage der Freiheit und Notwendigkeit im Handeln. Er unterschied drei Möglichkeiten: Wenn sich die Reflexion nur auf das außerhalb des Bewusstseins liegende Objektive richtet, erscheinen alle Handlungen durch eine völlig blinde Vorherbestimmung prädeterminiert. Das ist das System des Fatalismus. Richtet sich die Reflexion allein auf das Subjektive, willkürlich Bestimmende, so wird die Notwendigkeit im Handeln bestritten, und es entsteht ein System der absoluten Gesetzlosigkeit. Wenn sich die Reflexion bis zum Absoluten erhebt, so entsteht das System der Vorsehung, das heißt die Religion.

## Rezeption in der Moderne

### Philosophie und Soziologie

#### 19. Jahrhundert

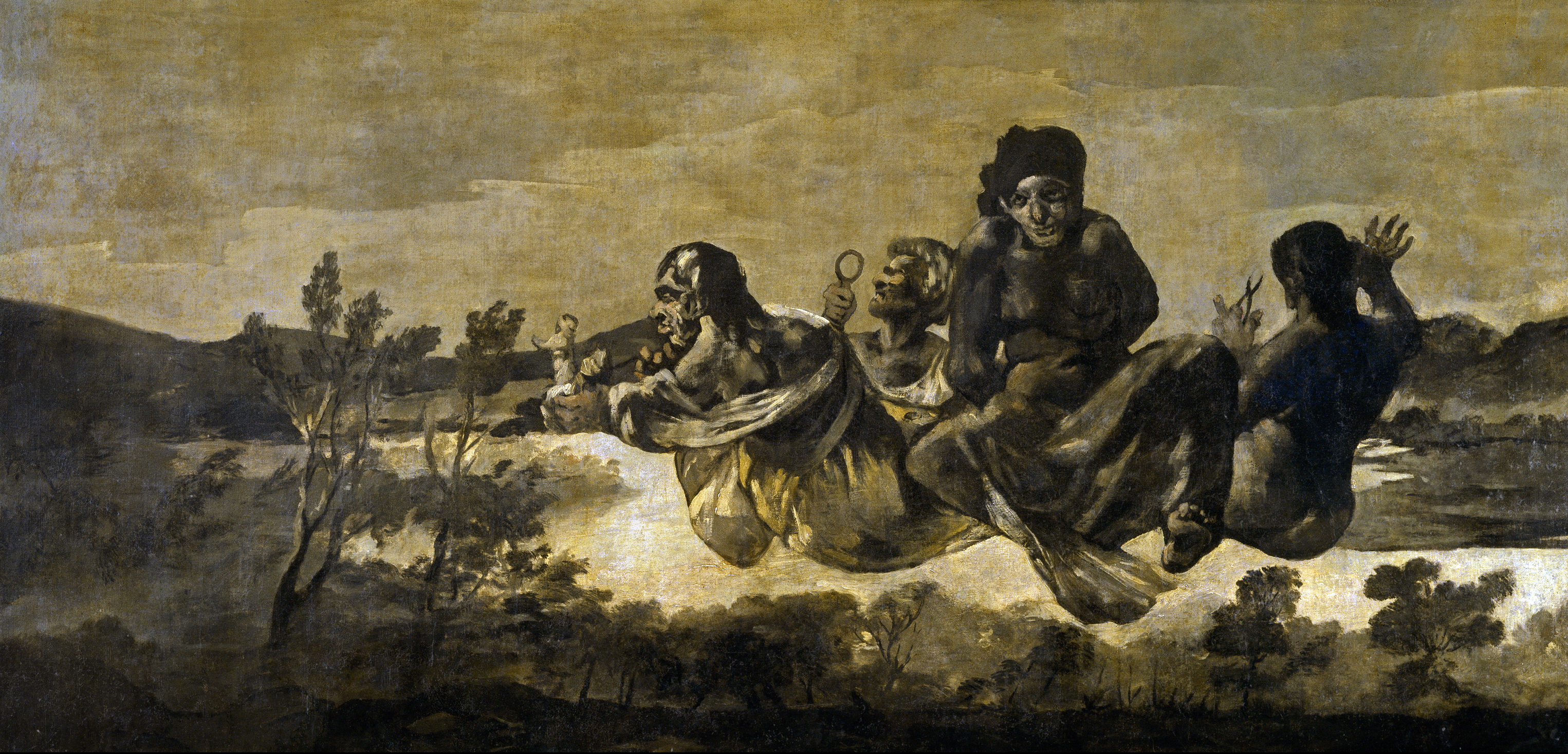
Atropos oder Die Parzen, Gemälde von Francisco de Goya, 1820/1823. Museo del Prado, Madrid

Hegel behandelte das antike Schicksalsverständnis in seinen von 1820 bis 1826 gehaltenen Vorlesungen über die Ästhetik. Er wies auf einen „stillen Zug der Trauer“ in klassischen Götterskulpturen hin. Nach Hegels Deutung macht diese Trauer das Schicksal der Götter aus. Sie zeigt an, dass „etwas Höheres über ihnen steht und der Übergang von den Besonderheiten zu ihrer allgemeinen Einheit notwendig ist“. Diese Einheit ist für Hegel „das in sich Abstrakte und Gestaltlose, die Notwendigkeit, das Schicksal, welches in dieser Abstraktion nur das Höhere überhaupt ist, das Götter und Menschen bezwingt, für sich aber unverstanden und begrifflos bleibt“. Das Schicksal überragt als allgemeine Macht die Besonderheit der einzelnen Götter und ist daher nicht selbst als Individuum darstellbar, denn sonst stünde es nicht über den Individualitäten. Es ist „die Notwendigkeit als solche“, welche Götter und Menschen „unabänderlich trifft“. Das anzustrebende Ziel ist für Hegel die Aufhebung der Trennung zwischen Schicksal und Selbstbewusstsein. Das Schicksal wird zunächst vom Bewusstsein als ein fremdes, von ihm getrenntes erfahren; in dieser Form ist es „bewusstlose Nacht“ und muss überwunden werden. Das geschieht, indem es mit dem Selbstbewusstsein vereinigt wird. Damit wird gegen das Schicksal als Äußerlichkeit das Innere als das Wesen des Handelns und des Schicksals gesetzt.

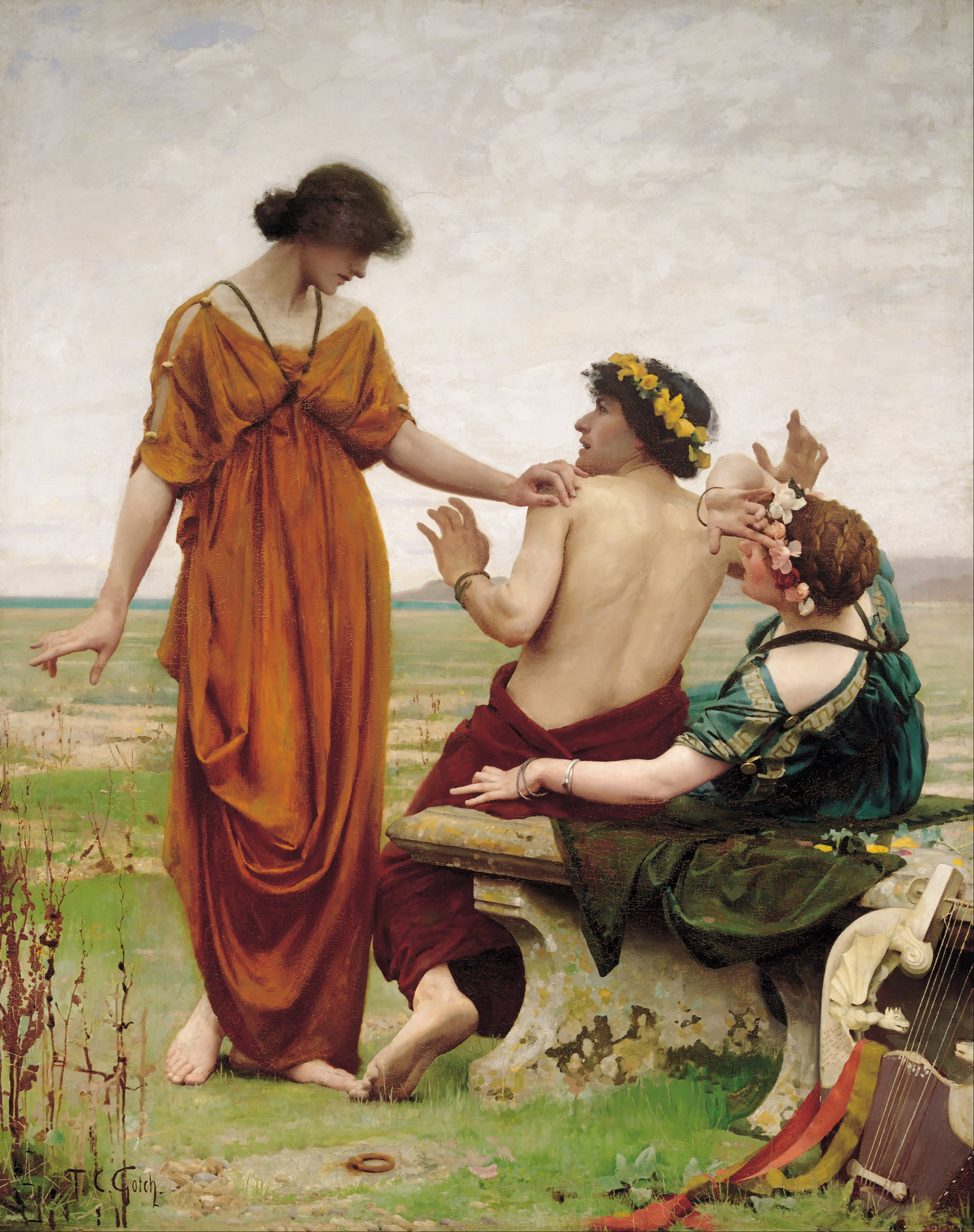
Destiny, Ölgemälde von Thomas Cooper Gotch, 1885–1886. Art Gallery of South Australia, Adelaide

Schopenhauer unterschied in seinen Parerga und Paralipomena (1851) zwischen einem „demonstrablen“ und einem „transzendenten“ Fatalismus. Den demonstrablen, dem zufolge alles, was geschieht, mit strenger Notwendigkeit eintritt, betrachtete Schopenhauer als gesicherte Tatsache, die a priori einzusehen und folglich unumstößlich sei. Nach der Darlegung in seinem Hauptwerk Die Welt als Wille und Vorstellung folgt jede einzelne Handlung zwangsläufig „aus der Wirkung des Motivs auf den Charakter“. Dies geschieht gemäß der Notwendigkeit, die „Verhältnis der Folge zum Grunde und durchaus nichts weiter“ ist. Das Individuum selbst ist schon determiniert. Einem gegebenen Menschen ist, da sein Charakter feststeht, unter gegebenen Umständen immer nur eine Handlung möglich. – Von anderer Art ist der transzendente Fatalismus, der den Lebenslauf nicht nur als notwendig, sondern auch als planmäßigen, zweckgerichteten Hergang auffasst. Dieser Fatalismus ergibt sich aus einer subjektiven Perspektive. Er wird aus den Erfahrungen des eigenen Lebens allmählich abgeleitet. Ein Beweis für ihn kann daher nicht geführt werden.
Søren Kierkegaard setzte sich in den 1840er Jahren mit der Fatalismusproblematik auseinander. Er beschrieb den Fatalisten als einen Verzweifelten, der Gott und damit sein Selbst verloren habe, denn für ihn sei alles Notwendigkeit, die Möglichkeit habe er eingebüßt; die Persönlichkeit sei aber eine Synthese von Möglichkeit und Notwendigkeit. Nach Kierkegaards Schilderung ist der Gott des Fatalisten die Notwendigkeit. Seine Gottesverehrung ist, wenn sie ihr Maximum erreicht, wesentlich Stummheit, stumme Unterwerfung. Das Selbst des Deterministen und des Fatalisten kann nicht atmen, denn von der Ausschließlichkeit des Notwendigen wird es erstickt. Determinismus und Fatalismus sind „Geistes-Verzweiflung“. Immerhin haben die Anhänger solcher Weltanschauungen Phantasie genug, um an der Möglichkeit zu verzweifeln, im Unterschied zur „Spießbürgerlichkeit“, die zwar im Wahrscheinlichen aufgeht und dort dem Möglichen einen Platz bietet, aber ihrem Mangel an Phantasie zum Opfer fällt. Der antike „heidnische“ Schicksalsglaube ist für Kierkegaard eine Erscheinungsform der Angst. Das Fatum ist das Nichts, das Gegenstand dieser Angst ist. Sobald die Wirklichkeit der Freiheit und des Geistes gesetzt ist, ist die Angst behoben.

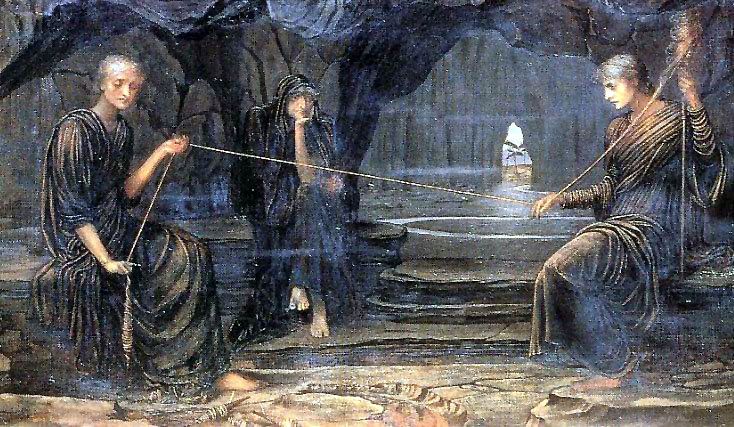
Die Parzen auf dem Ölgemälde A Golden Thread von John Melhuish Strudwick, 1885, in der Tate Gallery, London

Nietzsche plädierte für einen dezidiert nichtmetaphysischen Fatalismus, in dem das Ergebnis eines Lebens als notwendige Folge von Charakter und Umständen erscheint. Den vorgegebenen Charakter hielt er für unveränderlich. Er sah die Größe des Menschen in der Bejahung dieser Schicksalsnotwendigkeit. Seine Forderung war, das Unvermeidliche nicht nur als notwendig, sondern als schön und wünschenswert zu betrachten und allen theoretisch denkbaren Alternativen vorzuziehen. Nietzsche hielt es für das höchste Ziel eines Philosophen, das Schicksal nicht nur zu ertragen, sondern es zu lieben (amor fati).

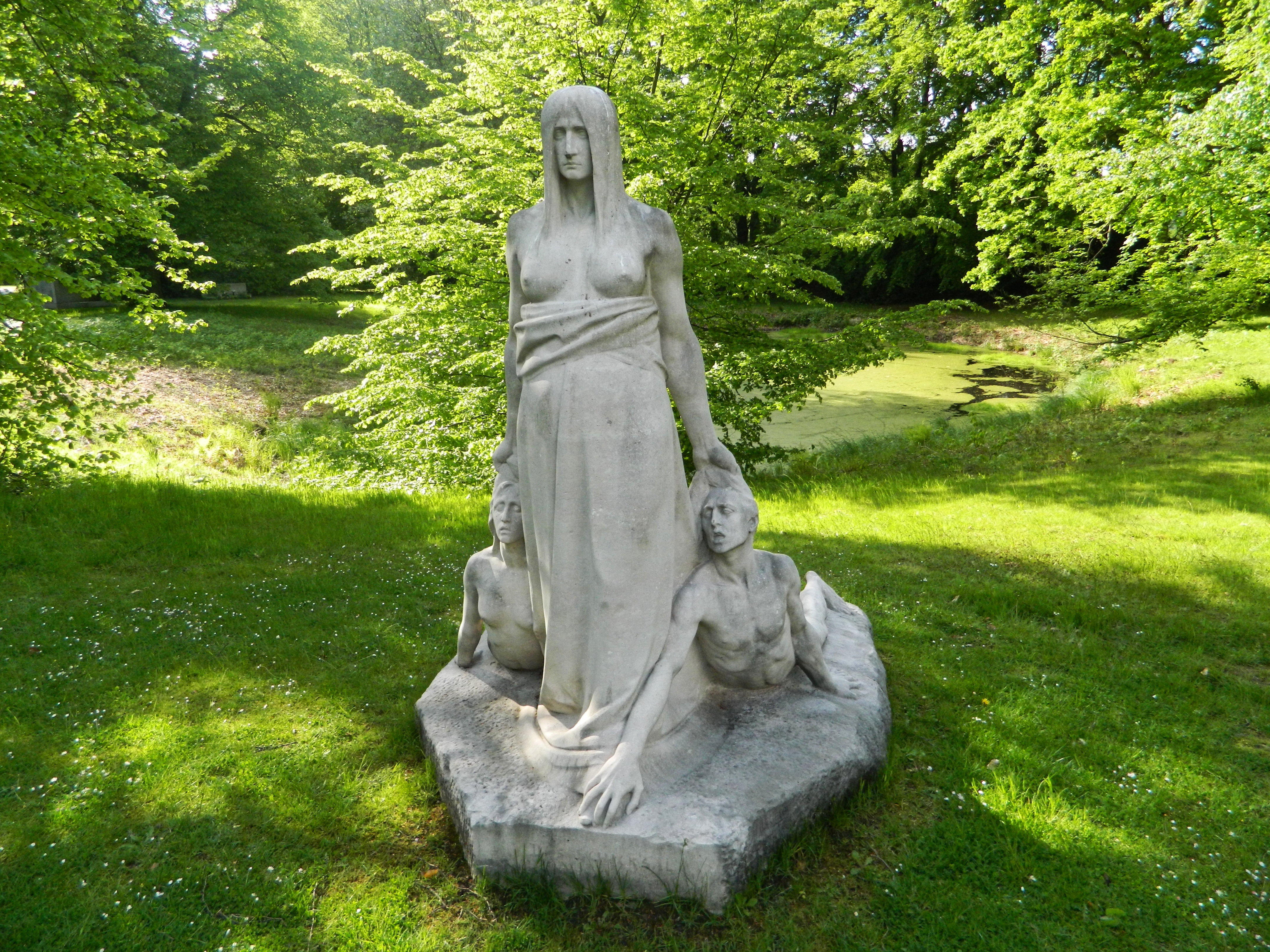
Das Schicksal, Muschelkalk-Skulptur von Hugo Lederer, 1896, auf dem Friedhof Ohlsdorf, Hamburg

Eduard von Hartmann kritisierte 1879 einen Fatalismus, dem zufolge das Handeln des einzelnen Menschen für das Endergebnis der historischen Entwicklung, die Erfüllung des teleologischen Weltplans, irrelevant ist, da die fortschreitende Verwirklichung der sittlichen Weltordnung durch die bereits getroffenen Einrichtungen verbürgt ist. Von Hartmann machte geltend, ein solcher Fatalismus reiße die Notwendigkeit des Endergebnisses von den determinierenden Faktoren los, aus deren Zusammenwirken es kausal hervorgehe. Dies sei keine begründete Überzeugung, sondern ein blinder Glaube. Zwar sei die durchschnittliche psychische Veranlagung der Individuen so, dass das Gebaren der Menschheit tatsächlich das Bestehen der sittlichen Weltordnung verbürge, doch sei dies nur deswegen der Fall, weil das Prinzip der sittlichen Weltordnung selbst ein psychischer Faktor sei, der ausnahmslos in jedem menschlichen Bewusstsein wirksam sei. Der „blindgläubige Fatalismus“, der diesen Faktor geringschätze und so „den Eckstein des Gebäudes der sittlichen Weltordnung“ wegstoße, sei ein Wahn.

#### 20. und 21. Jahrhundert
Im frühen 20. Jahrhundert untersuchte Max Weber die Geschichte der calvinistischen Frömmigkeit und ging dabei auf das Verhältnis von Prädestination und Fatalismus ein. Nach Webers Befund ist der Fatalismus logisch als Konsequenz aus der calvinistischen Prädestinationslehre ableitbar, doch psychologisch ist die Wirkung infolge der Einschaltung des Gedankens der Bewährung im Leben die entgegengesetzte: Für die Calvinisten sind die von Gott Erwählten aufgrund ihrer Erwählung dem Fatalismus unzugänglich, „gerade in ihrer Abweisung der fatalistischen Konsequenzen bewähren sie sich“. Gottes Vorsehung hat verfügt, dass sie ihre Pflichten eifrig erfüllen, und deswegen tun sie es gemäß ihrem Interesse und lassen sich in ihrer religiösen Lebenspraxis vom Fatalismus, zu dem die Logik ihres Glaubens führen müsste, nicht beirren. Somit gelangte Weber zum Ergebnis: „Die praktische Interessenverschlingung zerschneidet die logisch zu erschließenden (übrigens trotz allem gelegentlich auch faktisch eingetretenen) fatalistischen Konsequenzen.“
Der Logiker Jan Łukasiewicz schuf im frühen 20. Jahrhundert eine dreiwertige Logik, in der er den dritten Wahrheitswert den Aussagen über Zukünftiges zuwies, die nach seinem Verständnis gegenwärtig weder wahr noch unwahr sind. Łukasiewicz wollte dem logischen Fatalismus ausweichen und knüpfte dabei an die Überlegungen des Aristoteles an.
Oswald Spengler legte in seinem von 1918 bis 1922 veröffentlichten geschichtsphilosophischen Hauptwerk Der Untergang des Abendlandes die These dar, dass die Entwicklung aller Hochkulturen derselben Gesetzmäßigkeit unterliege. Sie sei der Alterung der Lebewesen vergleichbar, durchlaufe Phasen des Wachstums, der Reife und des Alters und führe schließlich zum Tod. Historische Entwicklungen seien natürliche Prozesse. Somit sei die Zukunft des Abendlandes vorhersagbar. Angesichts solcher Unausweichlichkeit bleibt aus Spenglers Sicht dem Individuum nur die Alternative, in Übereinstimmung mit der schicksalhaften Notwendigkeit zu handeln oder zu scheitern. In seinen aus dem Nachlass herausgegebenen Urfragen bekannte sich Spengler zum Gedanken einer schicksalsbestimmenden Instanz: „Schicksal ist nur zu erleben; es ist die metaphysische Macht im lebenden All, nicht die Kausalverknüpfung in der physischen Welt.“ Geschichte vollziehe sich ganz unabhängig vom Wünschen und Wollen der Menschen. Der Sinn des Schicksals lasse sich nicht erkennen, alle Deutungen seien „aus der Angst geboren“. Kritik übte Thomas Mann 1924 in seinem Essay Über die Lehre Spenglers, in dem er dem Geschichtsphilosophen vorwarf, einen Fatalismus zu verbreiten, der nicht wie bei Nietzsche tragisch-heroisch sei, sondern ein Defätismus der Humanität.
Karl Jaspers erläuterte den Fatalismus 1919 in seiner Abhandlung Psychologie der Weltanschauungen, wobei er von der „Grenzsituation“ Zufall ausging. Für Jaspers besteht eine „unvermeidliche Antinomie“ darin, dass der Mensch die Welt einerseits als notwendig und zusammenhängend, andererseits als zufällig, chaotisch und zusammenhanglos sehen muss. Den Zufall erlebt der Sinnsuchende als „unheimliche Tatsächlichkeit überall“. Die Reaktion auf die Zufälligkeit ist die Empfindung eines metaphysischen Zusammenhangs: Man hat den Eindruck, dass die Zufälle alle einen „Faden“ haben, „an dem sie zusammengehören“. Das Schicksal „hat einen gefühlten Sinn und in der vollendeten Biographie eine darstellbare Totalität“. Empirisch könnte man dazu sagen, eine aktive menschliche Anlage wähle aus der Unzahl der Zufälle das ihr Gemäße aus und somit sei das Schicksal nur die Verarbeitung heterogener Ereignisse durch die darauf reagierende Individualität. Aber – so Jaspers – „der lebendige Mensch empfindet es gerade im ganzen nicht so“. Er findet sich mit dem Zufall nicht ab, sondern versucht ihn durch die Erfassung von etwas Dahinterliegendem zu überwinden. Diesem Zweck dienen „Formeln“ wie Prädestination, Karma oder Lenkung der Welt durch eine Gottheit oder Schicksalsmacht. Nach Jaspers’ Urteil sind solche Formeln die vorübergehenden Produkte oder Abscheidungen des lebendigen Impulses, der die Grenzsituation überwindet und an ihr ein positives Bewusstsein schafft.
Max Scheler befasste sich in einer 1924 publizierten Abhandlung aus kultursoziologischer Sicht mit der Frage der Leitung und Lenkung der Geschichte durch die persönlichen Trägerschaften der jeweiligen „geistig-idealen Kulturgehalte“. Nach Schelers Einschätzung kann der menschliche Wille gegenüber dem Gang der Realgeschichte nur im Rahmen einer festgeordneten Phasenabfolge eigengesetzlicher, automatisch eintretender und „geist-wert-blinder“ Geschehnisse und Zustände eine leitende Funktion ausüben. Mehr vermag er nicht. Das Ausmaß seines Einflusses vermindert sich im Ablauf eines relativ geschlossenen, zusammenhängenden Kulturprozesses, dessen Hauptphasen Jugend, Reife und Verfallszeit sind. Während die Leitbarkeit des Geschichtsprozesses abnimmt, wächst das „kollektivistische Fatalitätsmoment, damit auch das Determinationsgefühl der Menschen“. Jede Endphase eines solchen Prozesses ist „die Vermassung des Lebens“. Für Scheler ist Fatalismus die Annahme, das Schicksal sei die individuelle Bestimmung. Diese Gleichsetzung ist nach seiner Meinung falsch, denn die individuelle Bestimmung eines Menschen kann sowohl der Umweltstruktur als auch dem Schicksal widerstreiten. Der Mensch kann zwar unter dem Bann des Schicksals stehen, er kann aber auch es erkennend über ihm stehen, es wandeln oder sogar abwerfen.
Arnold Toynbee behandelte die Thematik 1939 in dem Teil seines Hauptwerks A Study of History (Der Gang der Weltgeschichte), in dem er den „Zerfall der Kulturen“ untersuchte. Er beschrieb den religiösen Fatalismus als die theistische Form des Determinismus. Als klassisches Beispiel nannte er die calvinistische Prädestinationslehre. Ein Glaubensbekenntnis solcher Art ist nach Toynbees Analyse Ausdruck des Gefühls des Getriebenwerdens (sense of drift). Dieses stellt sich in Zeitaltern des sozialen Zerfalls ein. Es ist die passive Art, den Verlust des Wachstumsschwungs (elan of growth) zu erleben; das aktive Gegenstück ist das Gefühl der Sündhaftigkeit. Nichtreligiöse Erscheinungsformen dieser Lebenseinstellung sind für Toynbee der liberale Fortschrittsglaube des 19. Jahrhunderts und der Marxismus, zwei atheistische Versionen des Prädestinationsglaubens, der Verehrung des „Idols der Notwendigkeit“. Erklärungsbedürftig ist der Umstand, dass sich viele Fatalisten trotz des passiven Charakters des sense of drift durch außergewöhnliche Tatkraft, Zielbewusstheit und Zuversicht ausgezeichnet haben. Dieser kräftigende Effekt des Fatalismus ist nach Toynbees Deutung auf die Annahme seiner Anhänger zurückzuführen, dass ihr Wille mit dem Willen Gottes oder dem Gesetz der Natur oder den Forderungen der Notwendigkeit zusammenfalle und daher zwangsläufig siegen müsse. Bleibt der Erfolg dann aber aus, so tritt der gegenteilige Effekt ein: Im Unglück untergräbt der Fatalismus die Moral.
Gilbert Ryle nahm in der 1954 veröffentlichten Vorlesung It Was To Be zum logischen Fatalismus Stellung. Er machte geltend, dass die fatalistische Argumentation den grundsätzlichen Unterschied zwischen Aussagen und Sachverhalten und zwischen logisch Notwendigem und praktisch Notwendigem missachte. Nach Ryles Meinung ist es unabhängig von der Frage, ob Zukünftiges gewusst werden kann, logisch unmöglich, Aussagen mit einem bestimmten Wahrheitswert zu machen, die sich auf einzelne konkrete Sachverhalte beziehen, die gegenwärtig noch nicht gegeben sind, beispielsweise eine künftige Schlacht. Erst wenn ein Ereignis stattgefunden hat, kann man davon als „es“ sprechen. Dieser Auffassung widersprach Alfred Jules Ayer 1963 in seinem Aufsatz Fatalism. Ayers eigener Einwand gegen den logischen Fatalismus lautet, dass ein Vorauswissen ein künftiges Ereignis nicht notwendig mache. Zur Prädestination in theistischen Modellen befand Ayer, dass sie eine Verantwortung des Menschen für sein Handeln prinzipiell ausschließe.
Arthur Norman Prior vertrat in einem 1962 erschienenen Aufsatz die Ansicht, ein hypothetisches allwissendes Wesen könne in der Gegenwart nicht wissen, ob zukunftsbezogene Aussagen wahr seien, da Wissen sich nur auf Wahres beziehen könne und solchen Aussagen in der Gegenwart kein Wahrheitswert zukomme. Demnach erfordert Allwissenheit keinen Fatalismus.
Ebenfalls 1962 publizierte Richard Taylor seinen Aufsatz Fatalism, mit dem er der Debatte über den logischen Fatalismus einen neuen Impuls gab. Anhand des von Aristoteles gewählten Beispiels der „morgigen Seeschlacht“ versuchte er zu zeigen, dass der logische Fatalismus eine unausweichliche Konsequenz aus sechs von der zeitgenössischen Philosophie fast einhellig akzeptierten Vorannahmen sei. Taylor betrachtete die Frage des Wahrheitswerts von Aussagen über das morgige Stattfinden der Schlacht unter dem Gesichtspunkt der Wahlfreiheit des Kommandeurs, der gegebenenfalls den Angriffsbefehl zu erteilen hat. Mittels des Prinzips der Zweiwertigkeit folgerte er, dass die Durchführung der Schlacht eine logisch notwendige Bedingung für den Befehl sei. Demnach sei die Entscheidung des Kommandeurs nicht frei.
In der Folgezeit löste Taylors Aufsatz in der Fachwelt eine lebhafte Debatte aus. Eine Reihe von Kritikern – John Turk Saunders, Bruce Aune, Raziel Abelson, Charles D. Brown, Bernard Mayo (Pseudonym Peter Makepiece) und Richard Sharvy – meldete sich zu Wort, und Taylor ging auf Einwände ein. Steven Cahn verteidigte sowohl die Schlüssigkeit von Taylors Argumentation als auch die Gültigkeit der Vorannahmen. In Wirklichkeit war Taylor aber kein Fatalist, denn er hielt zwei der sechs Vorannahmen für falsch. Insbesondere lehnte er die Auffassung ab, dass der Wahrheitswert einer Aussage keiner zeitlichen Bedingtheit unterliege. Das Ziel seines Vorstoßes war, auf die fatalistische Konsequenz der von ihm verworfenen Vorannahmen hinzuweisen und damit deren Fragwürdigkeit zu zeigen. Dies wurde aber von seinen Kritikern kaum zur Kenntnis genommen, vielmehr kam er in den Ruf, Fatalist zu sein.
Die Gegner des logischen Fatalismus mussten sich mit dem Problem der Asymmetrie auseinandersetzen, die sich ergibt, wenn man Aussagen über die Zukunft einen anderen Wahrheitswert zuweist als Aussagen über Gegenwart und Vergangenheit. Die Asymmetrie scheint einen fundamentalen ontologischen Unterschied zwischen vergangenen und zukünftigen Zuständen zu erfordern. John Randolph Lucas rettete die Offenheit der Zukunft, indem er einen solchen Unterschied bejahte. Andere Ansätze im späten 20. Jahrhundert kamen ohne diese Annahme aus; sie stützten sich nur auf den Umstand, dass Verursachung entlang dem Zeitpfeil erfolgt.
Nelson Pike initiierte 1965 eine neue Debatte über den theologischen Fatalismus, wobei er an Taylors Aufsatz und an Überlegungen des Boethius anknüpfte. Er untersuchte die These, dass keine menschliche Handlung aus freiem Willen ausgeführt wird, wenn Gott allwissend ist. Dabei ging er von Annahmen aus, die zur Folgerung führen, dass die These bejaht werden muss. Die dadurch ausgelöste lebhafte Diskussion dauert weiterhin an. Linda Zagzebski begründete 2011 ihre Meinung, dass die Vorstellung der göttlichen Überzeitlichkeit keinen Ausweg aus dem Fatalismus biete.
Im Jahr 2011 erschien der Sammelband Fate, Time, and Language, der einen Rückblick auf die von Richard Taylor angestoßene Debatte über den logischen Fatalismus bietet. Der Band stellt eine Reihe namhafter Beiträge zusammen, darunter eine dort erstmals veröffentlichte ausführliche Stellungnahme von David Foster Wallace.
Peter Sloterdijk äußerte sich in einem 2011 veröffentlichten Dialog. Aus seiner Sicht beruht die eigentliche Faszination des Fatalismus für Menschen jedes Zeitalters darauf, dass sie die Aussage „Man kann überhaupt nichts machen“ für eine gute Nachricht halten. Diese These sei der Freispruch von der Zumutung, etwas zu unternehmen. Sie liefere die Begründung für die „Neigung zum Überwintern auf dem Nullpunkt des Willens“. Er, Sloterdijk, hege den Verdacht, dies gelte nicht nur für den Fatalismus der kleinen Leute; auch ein Großteil der intellektuellen Bewegungen des 20. Jahrhunderts habe „an der Sehnsucht nach dem Winterschlaf Anteil“ und habe sein Bedürfnis nach „Ausschaltung des Subjekts“ befriedigt.

### Belletristik
Im frühen 19. Jahrhundert bildete sich in der deutschsprachigen Literatur eine schwer umgrenzbare Gattung heraus, die literarhistorisch traditionell als „Schicksalstragödie“, in neuerer Zeit als „Schicksalsdrama“ bezeichnet wird. Es handelt sich um Tragödien, in denen das Schicksal fatalistisch aufgefasst wird. Typisch für die Gattung ist eine Verkettung von zufälligen Begebenheiten, zwischen denen kein innerer Zusammenhang besteht, die aber zusammen im Endergebnis dazu führen, dass sich ein vorausbestimmtes persönliches Schicksal erfüllt. Der Ausgang war durch Vorzeichen angekündigt oder erscheint als Auswirkung eines Fluchs oder einer lange zurückliegenden Untat. Er ist keine natürliche Folge der gegebenen Konstellation zwischen bestimmten Charakteren, sondern wird von äußerlichen Entwicklungen herbeigeführt. Die schicksalsbestimmende Instanz bleibt mysteriös. Einen Anstoß gab Schillers 1803 uraufgeführtes Drama Die Braut von Messina, das eine antike Schicksalsidee in das moderne Theater einführte. Schillers Anliegen war, durch die Konfrontation mit dem erbarmungslosen Schicksal eine erzieherische Wirkung zu erzielen und zu zeigen, wie dem Menschen eine sittliche Freiheit ermöglicht wird. Dieser Aspekt wurde jedoch in der Folgezeit nicht aufgegriffen, vielmehr trat die Hilflosigkeit der Akteure angesichts des Verhängnisses in den Vordergrund. Vorbildgebend für das Schicksalsdrama wirkte Zacharias Werner; weitere namhafte Autoren dieser Richtung waren Adolf Müllner und Ernst von Houwald. Auch Franz Grillparzers Stück Die Ahnfrau wird zu den Schicksalsdramen gezählt. Diese Autoren thematisierten das Fatum, waren aber selbst keine Fatalisten. Kritiker wie Ludwig Börne verurteilten die Inszenierung des Schicksalhaften oder gaben sie mit Parodien der Lächerlichkeit preis.

### Musik
Der Komponist Gian Francesco Malipiero gab seiner zehnten Symphonie, einem Spätwerk aus dem Jahr 1967, den Titel Atropo. Mit der Benennung nach der todbringenden Moire wies er auf die Todesthematik hin. Mit seinen musikalischen Mitteln brachte Malipiero die Grausamkeit der unberechenbaren und lebensfeindlichen Schicksalsmacht zum Ausdruck.

## Europäisches Sagengut und Brauchtum
Im europäischen Volksglauben und Sagengut sind fatalistische Vorstellungen weit verbreitet. Sie kommen in zahlreichen Schicksalserzählungen zur Geltung. Eine sehr häufige Struktur ist durch drei Merkmale bestimmt: Einem „Schicksalskind“ wird nach seiner Geburt Unheil geweissagt, oft die Umstände seines Todes; der Betroffene oder seine Beschützer versuchen das Verhängnis abzuwenden; am Ende erfüllt sich die Prophezeiung. In einzelnen Fällen kann zwar der Schicksalsspruch aufgehoben, durch List umgangen oder zumindest entschärft werden, oder das Unheil wird hinausgezögert, doch meist endet die Erzählung tragisch. Oft führen gerade Abwehrversuche die Erfüllung der Weissagung herbei.
In vielen europäischen Volksmärchen herrscht keine „blinde“, willkürliche Vorsehung, vielmehr zeigt sich das Denkmuster eines Gerechtigkeitszusammenhangs: Die schicksalsgenerierende Instanz – meist drei weibliche Gestalten, die „Schicksalsfrauen“ – lässt dem Würdigen das Gelingen, dem Unwürdigen das Misslingen zukommen. Nach anderen, ebenfalls verbreiteten Überlieferungen sind die Schicksalsfrauen jedoch launisch und empfindlich und entscheiden willkürlich nach augenblicklichen Stimmungen. Nacheinander verkünden sie ihre Sprüche über das künftige Leben des Neugeborenen, wobei der Spruch der letzten Frau von ausschlaggebender Bedeutung ist und dem Wortlaut nach in Erfüllung gehen muss. Neben dem Tod wird besonders häufig die Heirat vorherbestimmt.

### Osteuropäische, romanische und keltische Traditionen
Der antike griechische Glaube an die Moiren, die klassischen Schicksalsfrauen, und ihre oft unheilvolle Rolle nach einer Geburt erwies sich als außerordentlich zählebig. Er erhielt sich im griechischen Sagengut und Brauchtum bis in die Moderne, wurde auch samt dem griechischen Namen in den albanischen Volksglauben übernommen und war noch im 20. Jahrhundert lebendig. So wurde in der dritten Nacht nach der Geburt eines Kindes Brot und Honig aufgetischt, um die Moiren zu bewirten, die kommen, um das Lebenslos zuzuteilen. Die antike Meleagrossage, die das von der Moire Atropos herbeigeführte Verhängnis schildert, entfaltete eine besonders nachhaltige Wirkung. Ihr Stoff ist im volkstümlichen Erzählgut in 21 Varianten überliefert.
Auch in Rumänien war der Volksglaube an die bei der Geburt auftretenden Schicksalsfrauen noch im 20. Jahrhundert verbreitet. Es besteht eine auffällige Übereinstimmung mit der griechischen Tradition. In älteren rumänischen Quellen ist von zwei Schicksalsfrauen die Rede, in jüngeren sind es wie im griechischen Raum drei. Es sind zahlreiche Namensformen für diese Gestalten überliefert, darunter der griechischen Einfluss verratende Name Mire. In der wissenschaftlichen Terminologie hat sich die Bezeichnung Ursitoare durchgesetzt. Die Ursitoare bemessen das Glück des Neugeborenen. Ihr Besuch wird gewöhnlich in der dritten Nacht nach der Geburt des Kindes erwartet. Zu ihrem Empfang und ihrer Bewirtung werden umfangreiche Vorbereitungen getroffen.
Mancherlei Varianten des Glaubens an schicksalsbestimmende weibliche Geistwesen, die bei der Geburt eines Kindes dessen künftiges Glück und Unglück festlegen, erlangten bei einer Reihe von slawischen Völkern Verbreitung. Ob es sich um altslawisches oder aus dem griechischen Erzählgut und Brauchtum übernommenes Material handelt, ist unklar. Zahlreiche Volkserzählungen dokumentieren die Popularität fatalistischer Ideen dieser Art. Ein zentraler Aspekt war das Bestreben der Familien, die Festlegung der künftigen Geschicke eines Neugeborenen zu beeinflussen. Entsprechende Bräuche dienten dem Zweck, das Wohlwollen der Schicksalsfrauen zu gewinnen, um dem Kind ein erfolgreiches Leben zu sichern. Die damit verbundenen Vorstellungen konnten sich jahrhundertelang in unterschiedlichen Varianten behaupten, teils bis in die Moderne. Bezeugt sind Schicksalsfrauen im bulgarischen, serbischen, kroatischen, slowenischen, tschechischen und slowakischen Volksglauben. Wahrscheinlich waren auch die altrussischen Geburtsgöttinnen (Roženicy) schon ursprünglich Schicksalsfrauen; ihre Verehrung mit Opferungen dauerte im Mittelalter auch nach der Christianisierung an und wurde von der orthodoxen Kirche eifrig bekämpft. Von den Slawen übernahmen viele Gruppen der Roma den Glauben an die Schicksalsbestimmerinnen und einschlägiges Brauchtum.
In Volkserzählungen der Letten und Litauer spielt die Schicksalsfrau Laima, ursprünglich eine Göttin aus vorchristlicher Zeit, eine wichtige Rolle. Umfangreiches volkskundliches Material zeigt, dass die Verehrung dieser Gestalt vor allem bei den Letten die Christianisierung überstand und in der Frühen Neuzeit andauerte. Oft ist in den Quellen auch von drei Laimen die Rede.
Im Volksglauben romanischer Völker, vor allem in Frankreich, übernahmen im Mittelalter Feen die Funktion der Schicksalsfrauen. Das französische Wort fée geht auf das lateinische fata zurück. Das Erscheinen der Feen bei der Geburt, ihre Gabe der Schicksalsbestimmung und ihre Dreizahl lassen den antiken Ursprung der Tradition erkennen.
Starken Ausdruck findet der Fatalismus im keltischen Sagengut. In der mittelalterlichen Sage von Diarmuid und Gráinne konstatiert der Held Diarmuid, wenn ihm ein bestimmter Tod vorherbestimmt sei, gebe es für ihn kein Entrinnen.

### Germanische Traditionen

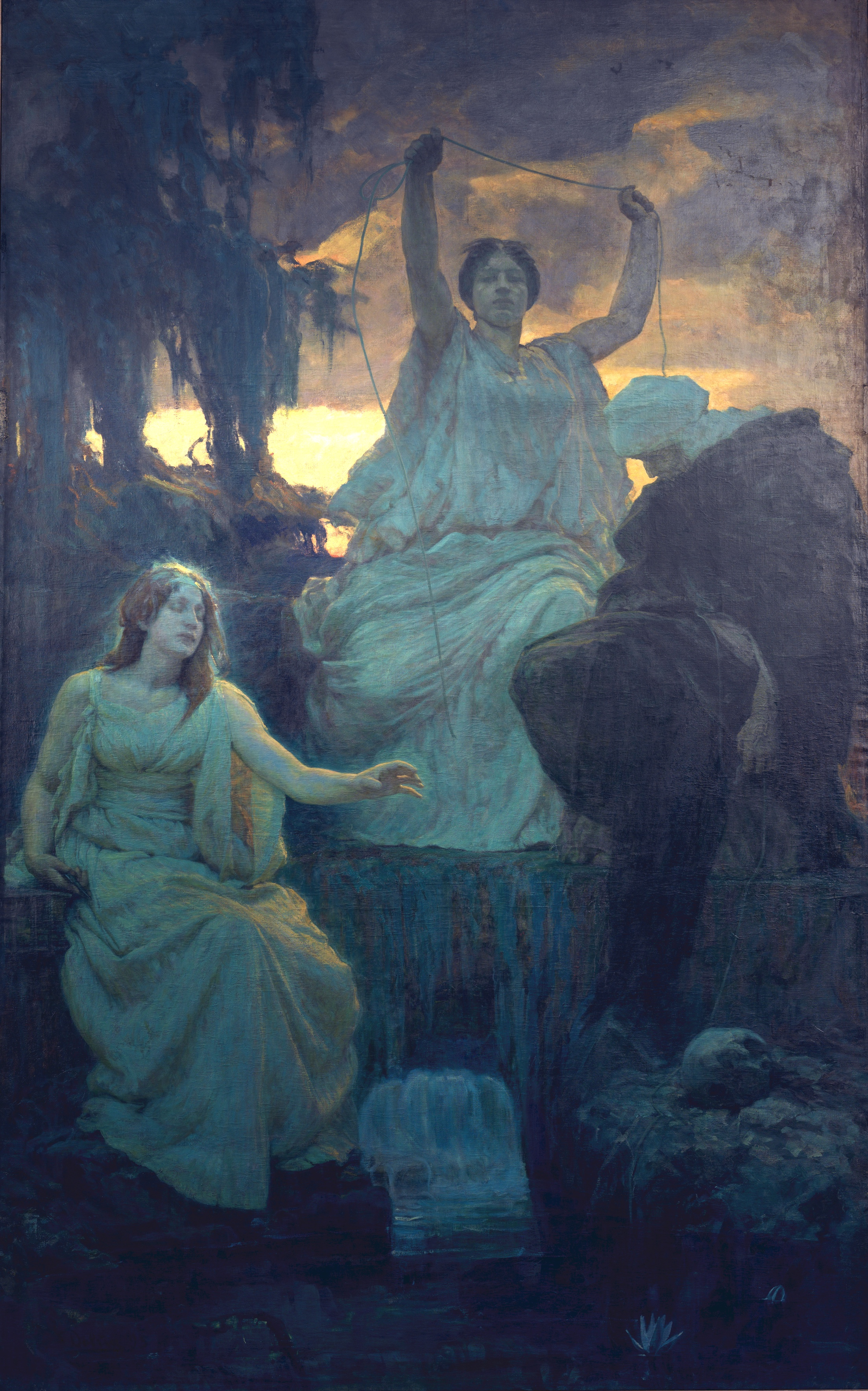
Die Nornen, Ölgemälde von Alois Delug, 1895. Museo d’arte moderna e contemporanea di Trento e Rovereto, Rovereto

Unklar ist, inwieweit den mittelalterlichen Quellen glaubwürdige Informationen über pagane, nach der Christianisierung noch nachwirkende germanische Schicksalsvorstellungen entnommenen werden können. Seit langem wird in diesem Zusammenhang der altenglische Begriff wyrd diskutiert, der nicht ohne Weiteres mit etymologisch verwandten Begriffen im Althochdeutschen und anderen germanischen Sprachen gleichgesetzt werden darf. In der älteren Forschung war die Meinung verbreitet, wyrd sei eine unerbittliche Schicksalsmacht paganen Ursprungs. Man nahm an, das Konzept lasse sich aus Angaben in der volkssprachlichen Literatur erschließen, es handle sich um ein vorchristliches Substrat im mittelalterlichen Volksglauben. Die neuere Forschung beurteilt solche Rekonstruktionsversuche jedoch sehr skeptisch.
Zuverlässig bezeugt ist allerdings durch eine Reihe eindeutiger Belege in volkssprachlichen Quellen, dass im Mittelalter im germanischen Sprachraum fatalistisches Gedankengut weit verbreitet war. Im Volksglauben wurde angenommen, das vorherbestimmte Schicksal beherrsche das Leben und niemand könne ihm widerstehen. Als Aufgabe des Helden galt es, in Übereinstimmung mit dem Befehl des Verhängnisses zu handeln.
In der nordischen Mythologie spielen die Nornen die Rolle der weiblichen Schicksalsgottheiten. Sie weisen jedem Neugeborenen sein Geschick zu, insbesondere die Lebensdauer. Wie die Moiren und Parzen erscheinen sie als Dreiheit und werden als Spinnerinnen beschrieben, die mit Macht die Schicksalsfäden spinnen und Urteile fällen, denen niemand entgehen kann. Das Schicksal wird als ein von den Nornen verhängtes Urteil empfunden. Auch die Walküren (valkyrja) sind schicksalsbestimmende Wesen. Während die Nornen am Beginn eines Lebens dessen Länge festlegen, treten die Walküren beim Lebensende in Erscheinung, ihr Walten bezieht sich auf den Tod. Wie ihr Name besagt, sind sie die „Wählerinnen der Schlachtentoten (valr)“; sie bestimmen, wer in der Schlacht fallen soll. Unterschiedlich sind die Angaben darüber, ob sie dabei selbst entscheiden oder nach göttlichen Anweisungen zu handeln haben.

## Islamischer Kulturraum
Nach der Einführung des Islam bestand in der arabischen Kultur die traditionelle Neigung zum Fatalismus fort, da auch die neue Religion ihr einen Nährboden bot. Die fatalistische Weltbetrachtung nahm nun eine theistische Färbung an und vermischte sich mit der Lehre von der göttlichen Vorherbestimmung. Dem Koran zufolge kann einem Menschen nur das widerfahren, was Gott bereits schriftlich aufgezeichnet hat.
Im Islam wird das von Gott festgelegte Schicksal qadar oder qaḍāʾ genannt. Zahlreiche arabische Sprichwörter nehmen auf die Schicksalsmacht Bezug. Die fatalistische Strömung in der Theologie betont, dass ausnahmslos alles, was geschieht, von Gott nicht nur vorausgewusst, sondern auch gewollt sei. Alles sei schon vor der Erschaffung der Welt von ihm beschlossen worden. Es sei mit der Feder seines Willens aufgezeichnet und somit unabänderlich. Andere theologische Lehren stellen demgegenüber die menschliche Willensfreiheit in den Mittelpunkt und bekämpfen den Fatalismus. In diesem Sinne ergriffen im Mittelalter die Anhänger der muʿtazilitischen Theologie Partei. Eine mittlere Position nimmt die aschʿaritische Koraninterpretation ein, die sowohl an der Prädestination als auch an der menschlichen Handlungsfreiheit festhält. Zur Erklärung dient die Überlegung, der Mensch eigne sich durch einen Willensakt die von Gott hervorgebrachten Taten an und sei daher für sie verantwortlich.
Eine extreme Konsequenz des theologischen Fatalismus ist die Lehre, der Mensch handle nur scheinbar, in Wirklichkeit sei immer nur Gott der Handelnde. Mittelalterliche Antifatalisten bezeichneten die gegnerischen Richtungen als Ǧabrīya (Zwangsanhänger, von arabisch ǧabr ‚Zwang‘) und warfen ihnen vor, die Willensfreiheit zu leugnen und damit die Verantwortung des Menschen zu beseitigen. Auch gemäßigte Fatalisten wurden beschuldigt, zu den „Leuten des Zwangs“ zu gehören.
Das „Los“ des Menschen, sein „Anteil“ – arabisch قسمة qisma, türkisch kismet – war ein im türkischen Volksglauben verbreitetes Konzept, das in Erzählungen und erbaulicher Literatur Ausdruck fand. Allerdings kommt qisma im Koran nicht mit dieser Bedeutung vor und hat im theologischen und philosophischen Diskurs der Muslime keine Rolle gespielt. In der europäischen Rezeption türkischer Mentalität hat sich Kismet jedoch als Leitbegriff eingebürgert; es steht für ein Schicksalsverständnis, das im 18. und 19. Jahrhundert mit abwertenden Bezeichnungen wie Türkenfatalismus und Türkenglaube belegt wurde.
Auch im Iran fand der Fatalismus nach der islamischen Eroberung einen fruchtbaren Boden. Eine ausgeprägte Vorliebe für das Konzept der Vorherbestimmung durchzieht die persische Dichtkunst bis in die Moderne. Sie prägt beispielsweise das berühmte Epos Schāhnāme. Auch in der Geschichtsschreibung ist diese Neigung anzutreffen. In der persischen Dichtung lebten außerdem nach der Eroberung noch jahrhundertelang Spuren vorislamischer Schicksalsvorstellungen fort. Der vorislamische Gedanke, dass der Sternenhimmel den Menschen ihr individuelles Schicksal zugewiesen hat, erwies sich weiterhin als wirkmächtig; Anklänge finden sich sowohl im Schāhnāme als auch im Epos Wīs u Rāmīn des persischen Dichters Gurgānī. Die Popularität des fatalistischen Gedankengutes im Volk zeigt sich sprachlich in metaphorischen Ausdrücken wie Pfeil (oder Hand, Feder) des Schicksals sowie in einer Fülle von Redewendungen, Sprichwörtern, Anekdoten, Erzählungen und Legenden. In der Moderne haben iranische Intellektuelle wie Ahmad Kasrawi die in der Bevölkerung tief verwurzelte Schicksalsergebenheit bekämpft, da sie zur Abwertung der menschlichen Leistungen führe und eine der Ursachen für die Rückständigkeit der Nation sei.

## Indische Traditionen
In der vedischen Religion, der ältesten aus Schriftquellen bekannten Religion Indiens, war die Idee eines allmächtigen, unabwendbaren Schicksals noch unbekannt. Erst in der epischen Literatur des frühen Hinduismus traten fatalistische Begriffe und Vorstellungen markant in den Vordergrund. Neben den stark rezipierten Epen trug die im Volksglauben verwurzelte Astrologie wesentlich dazu bei, in der hinduistischen Bevölkerung die Neigung zum Fatalismus zu verfestigen. In dem sehr populären Epos Mahabharata, das zum Kernbestand des hinduistischen Traditionsguts gehört, wird davon ausgegangen, dass sogar die Götter dem Schicksal machtlos gegenüberstehen. Dabei wird das Schicksal mit der Zeit identifiziert.
Die theologischen und philosophischen Grundüberzeugungen, die in der altindischen Kultur vorherrschten, standen dem Aufkommen fatalistischer Ideen entgegen, weil die allgemein verbreiteten Karma-Konzepte den menschlichen Entscheidungen einen maßgeblichen Einfluss auf die Zukunft zuschrieben. Daher konnte sich im Lehrgut der heute noch fortbestehenden bedeutenden Religionen indischen Ursprungs – Hinduismus, Buddhismus und Jainismus – kein konsequenter Fatalismus ausbilden. Dennoch spielen im Hinduismus fatalistisch gefärbte Schicksalsvorstellungen eine bedeutende Rolle, sowohl in der religiösen Literatur als auch im Volksglauben. Sie dienen der Erklärung überraschender Ereignisse, unkontrollierbarer Vorgänge und unerwarteter Ergebnisse menschlicher Bemühungen. Von Schicksal – im Sanskrit daiva – ist die Rede, wenn der Eindruck einer Aufeinanderfolge von Ursachen und Wirkungen entsteht, der man nicht mehr Einhalt gebieten oder ausweichen kann, nachdem sie in Gang gesetzt wurde. Als auslösende Ursache erscheint entweder eine unpersönliche Kraft oder eine Gottheit, die etwas geplant und gesendet hat. Die verursachende Gottheit wird manchmal als „Anordner“ (dātā oder vidhātā) bezeichnet. Im Mahabharata wird beklagt, der launische Gott spiele mit den Menschen wie ein Kind mit seinem Spielzeug. Nach einer anderen Darlegung im Mahabharata hängt der Ausgang einer Unternehmung sowohl von den Handlungen der Beteiligten als auch von daiva ab. Auch ein vernünftiges und richtig angepacktes Vorhaben kann schließlich am Widerstand des unerbittlichen daiva scheitern. Dennoch werden die Gläubigen ermutigt, nicht zu resignieren und sich stets nach Kräften anzustrengen.
Das Schicksal, dem man nicht entrinnen kann, wird von den hinduistischen Autoritäten in manchen Fällen als Auswirkung einer machtvollen Verfluchung dargestellt. Gewöhnlich wird es im Rahmen der Reinkarnationslehre als Folge unbekannter Taten in früheren Leben erklärt. Daneben kommen im Volksglauben auch Deutungen vor, die fatalistische Züge aufweisen. Stark ausgeprägt ist der Fatalismus in einem in Tamil Nadu erzählten Mythos, dem zufolge der Gott Shiva schon vor der Erschaffung der Welt jedem Lebewesen sein künftiges Schicksal als „Schrift auf der Stirn“ zugewiesen hat, wobei sämtliche Taten, Gedanken und Erlebnisse bereits genau festgelegt wurden. Die bei den Hindus vorherrschende Meinung lässt jedoch die Möglichkeit von Änderungen offen. Man glaubt, der vom Schicksal vorgesehene und in Horoskopen erkennbare Ablauf der Ereignisse sei nicht unausweichlich, vielmehr könne drohendes Unheil noch durch rituelle Handlungen abgewendet werden.
Ein Sonderphänomen ist die Lehre der Ajivikas, einer nichthinduistischen philosophischen Richtung, die ab der Zeit des Buddha Gautama Siddharta in Indien bezeugt ist und vermutlich bis zum 15. Jahrhundert fortbestand. Nach der Meinung der Ajivikas ist das Schicksal streng determiniert. Es gibt keinen freien Willen, vielmehr folgt alles einer naturgesetzlichen Notwendigkeit (niyati). Somit kann der Mensch sein Geschick nicht beeinflussen. Er ist der Notwendigkeit hilflos ausgeliefert. Die Ajivikas bestritten die Existenz einer moralischen Weltordnung. Sie verwarfen die Idee, dass die Daseinsbedingungen der Seele nach dem Tod des Körpers und in künftigen Inkarnationen von den zuvor begangenen guten oder schlechten Taten abhängen. Nach ihrer Lehre hat die Befolgung oder Missachtung ethischer Normen keine Auswirkungen nach dem Tode. Verdienst und Sünde sind keine objektiven Realitäten, die aufgrund einer universellen Gesetzmäßigkeit Belohnung bzw. Strafe nach sich ziehen. Dadurch unterscheidet sich die Ajivika-Philosophie grundlegend vom Hinduismus, Jainismus und Buddhismus, die das Geschick vom Karma, den vergangenen Taten, und damit von menschlichen Willensakten abhängig machen.
Im Sikhismus, der sowohl hinduistisches als auch islamisches Gedankengut aufgreift, wird das Karma-Prinzip (hier als karam) übernommen und damit die Verantwortung des Menschen für seine Lebensumstände und seine Zukunft etabliert. Daneben enthält das Adi Granth, die Grundlagenschrift der Sikh-Religion, aber auch deutlich fatalistische Aussagen. So wird festgestellt, alle Handlungen der Menschen wie Reden, Essen, Gehen, Sehen, Hören und Atmen seien im Sinne einer Vorherbestimmung „aufgeschrieben“ (lekhai). Diese Schrift stamme von Gott und könne nicht getilgt werden.

## Chinesische Konzepte

### Konfuzianismus
Konfuzius (551–479 v. Chr.), der Begründer des Konfuzianismus, hielt den „Himmel“ (chinesisch 天 tiān) für den Garanten der Weltordnung, in die der Mensch einbezogen ist. Nach konfuzianischem Verständnis lenkt der Himmel den Verlauf des menschlichen Lebens und setzt jeder Person ihre Bestimmung, die Aufgabe, die sie zu erfüllen hat, und das Ziel, das erreicht werden muss. Diese vorgegebene Bestimmung ist der „Auftrag des Himmels“ (天命 tiān mìng). Jedem Menschen hat der Himmel sein persönliches Schicksal (命 mìng) auferlegt. Das Wort mìng hat die Grundbedeutung Auftrag oder Geheiß. Für Konfuzius hat der Himmel einen Willen, von dem abhängt, ob der Mensch den rechten Weg, einen ethischen Lebenswandel, findet oder nicht. Dazu soll der Meister bemerkt haben: „Ob man den rechten Weg beschreiten wird, das ist Schicksal. Ob man den rechten Weg verwerfen wird, das ist Schicksal.“ Nach der konfuzianischen Lehre sendet der Himmel das Schicksal, er bestimmt über Leben und Tod, über Krankheit, Reichtum und Ansehen, Talent und charakterliche Veranlagung. Konfuzius meinte, die Zuweisung der Gaben erfolge willkürlich, die Gründe seien nicht erkennbar, da der Himmel schweige. Der einflussreiche Konfuzianer Mengzi, der im 4. und frühen 3. Jahrhundert v. Chr. lebte, betonte ebenfalls die Lenkung durch den Himmel, doch er wies dem menschlichen Willen eine gewichtigere Rolle zu als Konfuzius.
Inwieweit der Himmel im frühen Konfuzianismus als moralische Instanz betrachtet wurde, geht aus den Quellen nicht eindeutig hervor und ist in der Forschung umstritten. Manche Aussagen lassen auf die Vorstellung einer blinden, moralisch indifferenten Schicksalsmacht schließen, andere basieren auf der Idee einer Belohnung oder Bestrafung der menschlichen Taten unter ethischem Gesichtspunkt.
Auch Vorgänge, die ausschließlich zum Bereich menschlicher Entscheidungsfreiheit zu gehören scheinen, wie ein Kriegszustand, werden im Konfuzianismus als Eingriffe einer übergeordneten Macht empfunden, gegen die man nichts vermag. So bemerkte Mengzi: „Der Himmel will es noch nicht, dass auf der Erde Friede herrscht!“ Auch das Charisma (德 dé), eine sehr geschätzte Wirkkraft einzelner Personen, wird aus konfuzianischer Sicht vom Himmel verliehen. Das dé wird nur auserwählten Menschen zuteil, den Weisheitslehrern – insbesondere Konfuzius – und besonders begnadeten Herrschern. Wer über die damit verbundene Macht verfügt, dem ist der Erfolg sicher.
Der Konfuzianismus unterscheidet zwischen den vom Schicksal festgelegten Lebensumständen und den Verhältnissen und Vorgängen im Inneren des Menschen, die in dessen Zuständigkeit und Verantwortung fallen. Die Aufgabe des Weisen besteht darin, sein Schicksal zu erkennen und es gehorsam und gelassen hinzunehmen, während er in seinem Inneren die Tugendhaftigkeit kultiviert. Nach Mengzis Lehre erreicht der Mensch die richtige Haltung gegenüber den äußeren Gegebenheiten durch das Ausschöpfen der in ihm selbst liegenden geistigen und sittlichen Möglichkeiten. So gerüstet kann er gelassen die Entwicklungen, die nicht von seinem Willen abhängen, abwarten und sich dem Schicksal stellen. Die Macht des mìng soll dabei nicht missachtet, sondern mit Respekt betrachtet werden.
Hinsichtlich der Lebenspraxis hat die konfuzianische Respektierung schicksalhafter Gegebenheiten keine resignative Haltung zur Folge. Vielmehr wird die Empfehlung, das Schicksal zu akzeptieren, mit der Forderung verbunden, tätig zu sein und die persönliche Aufgabe, den Auftrag des Himmels, zu erfüllen.
Im Falle eines Herrschers zeigt dessen Machtübernahme an, dass er zunächst das Mandat des Himmels erhalten hat. Hier gilt der Grundsatz: Der Himmel redet nicht, aber er gibt sich durch seine Wirkungen zu erkennen. In der Folgezeit orientiert sich der Himmel an den Handlungen des Herrschers und entzieht ihm, wenn er versagt, das Mandat. Den Geschichtsverlauf bestimmt somit die Wechselwirkung der himmlischen Schicksalsmacht mit den menschlichen Entscheidungen.

### Mohismus
Eine dezidierte Gegenposition zur fatalistischen Tendenz im Konfuzianismus nahm der Philosoph Mozi (Mo Di) ein, der im 5. Jahrhundert v. Chr. den „Mohismus“ begründete. Er bekämpfte den Fatalismus energisch. In der nach ihm benannten Textsammlung Mozi, einer von den Mohisten arrangierten Zusammenstellung ihrer Lehren, trägt ein drei Kapitel umfassender Teil den Titel Fēi mìng (Gegen [den Glauben an] das Schicksal). Vor allem warf Mozi denen, „die annehmen, dass es eine Vorherbestimmung gibt“, die sozialen Folgen ihrer Weltsicht vor. Fatalismus führe zum Zusammenbruch von Loyalität, Moral und Anstand sowohl im Familienleben als auch im Staat. Wenn der Schicksalsglaube Einfluss erlange, bestimme egoistische Rücksichtslosigkeit, Pflichtvergessenheit und Treulosigkeit das Verhalten der Menschen.
Das mohistische Verdammungsurteil über den Fatalismus betrifft nicht das Konzept einer lenkenden höheren Macht als solches. Abgelehnt wird nur der Glaube an ein „blindes“ Schicksal, das unabhängig von den jeweiligen ethischen Entscheidungen der Menschen von vornherein vorgegeben ist. Eine gerecht zuteilende Weltordnung hingegen wird bejaht. Der Mohismus postuliert, der Himmel habe einen Willen, er fördere die Rechtschaffenheit, belohne gutes Verhalten und bestrafe schlechtes. Mozis antifatalistischer Kampf richtete sich gegen die tonangebenden Gelehrten seiner Zeit, die rú (儒). Nach seiner Darstellung behaupteten die rú, der Himmel habe den einzelnen Individuen Langlebigkeit oder frühen Tod, Armut oder Reichtum, Sicherheit oder Gefahr vorherbestimmt. Sie meinten, diese Güter könnten weder vermehrt noch vermindert werden, und auch wenn man über die Schicksalsfügungen Bescheid wisse, könne man nichts daran ändern. Aus solchen fatalistischen Annahmen ließ sich nach Mozis Argumentation folgern, die Befolgung oder Missachtung moralischer Normen habe keine Auswirkungen. Gegen diese Konsequenz war die mohistische Polemik gerichtet. Mozi befand, sozial erwünschtes Verhalten sei nur dann zu erwarten, wenn in der Gesellschaft die Überzeugung verwurzelt sei, dass der Mensch selbst für seine guten oder schlechten Taten verantwortlich sei.

### Wang Chong
Im 1. Jahrhundert trat der Philosoph Wang Chong als Kritiker des zeitgenössischen Volksglaubens hervor. In der Auseinandersetzung mit damals verbreiteten Vorstellungen entwickelte und begründete er seine Schicksalstheorie. Den Ausgangspunkt bildete seine Kritik an der gängigen Meinung, die Geschicke der Menschen würden vom gerechten Himmel gesteuert, der Verdienste belohne und Übeltaten bestrafe. Dem stellte Wang sein Konzept entgegen, das besagt, dass die Natur eines Menschen, sein individueller Charakter (性 xìng), in keinem Zusammenhang mit seinem Schicksal (命 mìng) steht. Gutes und schlechtes Handeln hängen vom Charakter ab, Glück und Unglück vom Schicksal. Gute Menschen sind ebenso wie schlechte in manchen Fällen vom Glück begünstigt und in anderen nicht. Das gilt für die naturgegebenen Lebensbedingungen ebenso wie für zwischenmenschliche Verhältnisse. Herrscher belohnen und bestrafen ihre Untertanen nicht nach deren wirklichen Leistungen und Verfehlungen, sondern willkürlich; sie missachten loyale Diener und stützen sich auf unzuverlässige.
Wang Chong stützte seine Argumentation nicht nur auf seinen empirischen Befund, dass im menschlichen Leben kein beobachtbarer Zusammenhang zwischen der Moral und Glücksfällen oder Schicksalsschlägen bestehe. Darüber hinaus wies er darauf hin, dass für die Menschenwelt dieselben Gesetzmäßigkeiten anzunehmen seien wie für die Natur im Allgemeinen. Wangs Überlegung lautet: Wenn ein Mensch an einem Ort läuft, wo Ameisen sind, dann sterben diejenigen Ameisen, auf die er tritt, während die anderen überleben. Wenn ein Feuer ausbricht, verbrennen manche Grashalme und andere nicht. Wenn eine Gruppe Menschen von Bewaffneten angegriffen wird, werden einige verwundet, andere können unverletzt entkommen. Die einzelnen Grashalme und Ameisen werden nicht belohnt oder bestraft, weil sie gut oder schlecht sind. Somit ist dasselbe für die Menschen anzunehmen. Der Mensch wird zwar vom Himmel und der Erde hervorgebracht, aber nicht absichtlich, denn die Natur hat kein Bedürfnis nach diesem Erdbewohner und keine Sympathie für ihn. Himmel und Erde verhalten sich zum Menschen wie der Mensch zu den Läusen.
Demnach hängt der Verlauf des menschlichen Lebens ebenso wie bei Tieren und Pflanzen davon ab, ob man Glück oder Pech hat. Das Individuum kann nichts dafür. Den bestimmenden Faktor sah Wang aber nicht in einem chaotischen Zusammentreffen von Kausalketten. Vielmehr behauptete er, alles sei von mìng, der Schicksalsmacht, vorherbestimmt. Beispielsweise sei die Lebensdauer von einer angeborenen Veranlagung abhängig. Der Unterschied zum konfuzianischen Prädestinationskonzept besteht darin, dass Wang die Instanz, die das Schicksal festlegt, nicht mit dem gütigen und gerechten Himmel gleichsetzte, sondern sie für ethisch indifferent hielt. Nach seinem Verständnis gibt es in der Natur Prädestination, aber keine moralischen Kriterien. Das gilt nicht nur für Individuen, sondern auch für Staaten. Auch sie sind den Schicksalsfügungen unterworfen, und daran können keine Bemühungen weiser Herrscher etwas ändern. Das kollektive Schicksal eines Landes ist stärker als das individuelle seiner Einwohner. Deswegen sind die Bürger alle gleichzeitig Nutznießer oder Leidtragende großer Ereignisse und allgemeiner Zustände, obwohl ihre individuelle Vorherbestimmung unterschiedlich wäre.
Wang ging auf ein Beispiel des Konfuzianers Mengzi ein. Dieser hatte empfohlen, man solle sich zwar dem Schicksal fügen, aber den Gefahren durch verantwortliches Handeln begegnen. Wer das Schicksal begriffen habe, stelle sich nicht unter eine einsturzgefährdete Mauer. Wangs Einwand dagegen lautet: Der, dem es bestimmt ist, auf solche Art zu Tode zu kommen, dem ist es auch bestimmt, zur passenden Zeit unter eine solche Mauer zu geraten.

## Afrikanische Religionen
In afrikanischen ethnischen Religionen erscheint die höchste Gottheit oft als Schicksalsmacht. Nach einer in Benin verbreiteten Vorstellung wird das vorbestimmte Schicksal (fa) von der Himmelsgöttin Mawu festgelegt, es ist „die Schrift Mawus“. Bei den Ewe wird Mawu als männlich aufgefasst; er bestimmt den Charakter, die Begabung und die Geschicke jedes Menschen. Seine Ungerechtigkeit wird beklagt. Im traditionellen Glauben der Aschanti gilt der Grundsatz, dass das Schicksal vom höchsten Wesen im Voraus festgelegt wurde und man daran nichts ändern kann. Bei den Kpelle ist der herrschende Gott der eigentliche Verursacher aller Geschehnisse. Er bemisst die Lebenszeit und teilt den Menschen und Tieren ihre Geschicke zu; der Jäger sagt, dass er „sein“ Tier erlegt hat, das heißt das ihm von Gott zugewiesene. Fatalistische Vorstellungen, denen zufolge das höchste Wesen der souveräne Beherrscher der Daseinsmächte ist und den einzelnen Menschen Glück und Unglück willkürlich zuteilt, prägen auch in den indigenen Religionen der Schilluk, Kaffa, Massai, Chagga, Ovambo, Barundi, Ila und Dama das Weltbild.